# 大山祇神社
大山祇神社（おおやまづみじんじゃ）は、愛媛県今治市大三島町宮浦にある神社。式内社（名神大社）、伊予国一宮。旧社格は国幣大社で、現在は神社本庁の別表神社。日本総鎮守とも称される。
全国にある大山積神を祭る神社の総本社である。主祭神の大山積神は「三島大明神」とも称され、当社から勧請したとする三島神社は四国を中心に新潟県や北海道まで分布する。

## 概要
瀬戸内海に浮かぶ大三島西岸、神体山とする鷲ヶ頭山（標高436.5メートル）西麓に鎮座する。古くは大三島南東部に位置した。
大山積神を祭る神社の総本社とされ、三島神社や大山祇神社として全国に勧請されている。山の神であるとともに海の神・渡航の神、また、戦いの神であり、歴代の朝廷や武将から尊崇を集めた。
境内には国の天然記念物「大山祇神社のクスノキ群」がある。また、源氏・平氏をはじめ多くの武将が武具を奉納して武運長久を祈ったため、国宝・国の重要文化財の指定をうけた日本の武具類の約4割がこの神社に集まっており、甲冑の保存は全国一である。社殿・武具等の文化財として国宝8件、国の重要文化財76件（2014年現在）を有し、これらは紫陽殿と国宝館に収納・一般公開されている。さらに、昭和天皇の「御採集船」として活躍した「葉山丸」と、四国の海に生息する魚介類や全国の鉱石、鉱物を展示した大三島海事博物館（葉山丸記念館）が併設されている。
近代においても、日本の初代総理大臣の伊藤博文、旧帝国海軍連合艦隊司令長官の山本五十六をはじめとして、政治や軍事の第一人者たちの参拝があった。現在でも、海上自衛隊・海上保安庁の幹部などの参拝がある。

## 名称
延喜式神名帳には大山積神社の名で記載されているが、一般には三嶋大明神や三嶋社、あるいは単に大三嶋と呼ばれた。平安時代の『俊頼髄脳』や『大鏡』、更に下って江戸時代初頭に作成された伊予国絵図（寛永図）でも三嶋明神と書かれている。
明治時代に入り社名を大山祇神社と定めた。ただし、祭神の表記は大山積神で、鳥居に掛かっている扁額も大山積神社となっている。
なお、戦前の国幣大社は戦後になって大社を称することが相次いだが、大山祇神社は旧国幣大社の中で唯一神社名を大社としていない。

## 祭神
祭神は次の1柱。
- 大山積神（おおやまづみのかみ、おおやまつみのかみ）
別名として「和多志大神（わたしのおおかみ）」とも[原 1]、「三島大明神」とも。伊弉諾尊と伊弉冉尊の間の子で、磐長姫命と木花開耶姫命（瓊瓊杵尊の妃）の父。
元は山の神であるが、大山祇神社が瀬戸内海の要所に位置することなどから、大山祇神社では海の神としての性格も強い。
大山祇神社では現在、社名「大山祇」と祭神名「大山積」で異なる表記を用いている。時代や文献によって表記振れがあり、大山積神社や大山祇神となっているものもある。延喜式神名帳では社名も「大山積神社」と表記されている。

## 歴史

### 創建
大山祇神社の鎮座する大三島は古くは「御島」と記されたように、神の島とされていた。大三島に鎮座した由来には諸説がある。
- 『大三島記文』（社伝）
大山祇神子孫の小千命（乎千命、おちのみこと）が大三島に勧請したとする。
- 『釈日本紀』（『伊予国風土記』（逸文）越智郡御島の条）
大山積神は百済から渡来して津の国（摂津国）の御嶋に鎮座、のち伊予国に勧請されたとする。
その解釈として、越智氏が朝鮮半島出征で大山積神を戴いて帰国したとする説、越智直が百済に出征し捕虜となり中国を回って帰国したとする説話[原 2]による説があるが、いずれも確証は欠く[4]。摂津国の御嶋は諸説あり、三島鴨神社または鴨神社の何れかとされる。
- 『予章記』・『予陽河野家譜』
越智玉興がこの地での霊験にあやかり、勅宣により社殿を造営したとする[4]。

境内には弥生時代の神宝や祭祀遺跡があるといわれており、いずれにしてもかなり古い時代から存在したとされる。

### 概史
文献では、古く『続日本紀』天平神護2年（766年）条において、「大山積神」に従四位下の神階を授けるとともに神戸5烟を充てる旨が記されている。『新抄格勅符抄』大同元年（806年）牒においても、当時の「大山積神」には神戸として伊与国から5戸が充てられ、それは天平神護2年5月3日の符によると記されている。
その後の国史では、承和4年（837年）に名神に預かり、貞観8年（866年）に正三位、貞観12年（870年）に従二位、貞観17年（875年）に正二位に昇叙された旨が記されている。
延長5年（927年）成立の『延喜式』神名帳では伊予国越智郡に「大山積神社 名神大」と記載され、名神大社に列している。
中世から伊予国の一宮とされたほか、朝廷からは「日本総鎮守」の号が下賜されたという。
神職（大祝職）は、代々越智氏（のち三島家）が担い、職名を姓とした大祝氏を称した。
「右へんろ道 阿方村延命寺へ壱里 文政13年（1830年）」と刻まれた遍路石が当島の四国側南対岸の波止浜港の入口にあり、当時、四国八十八ケ所の本式の巡拝者は松山の53番円明寺を打った後、堀江港辺りまたは当港から北上し大三島の南岸に到着、当社を参拝し本地大通智勝如来に参拝納経をして打戻り54番延命寺に向かっていた。
明治4年 (1871年) に近代社格制度において、国幣中社に列格し、大正4年（1915年）国幣大社に昇格された（四国地方では唯一の大社）。
太平洋戦争の終戦直後の一時期には、旧帝国海軍関係の貴重な資料や教材を戦利品として連合国に没収されることを恐れた海軍兵学校から、厳島神社と合わせて約1万点を「奉納」の名目で預かっていた。そして後に自衛隊が創設されると、自衛隊に返還がなされた。また、GHQは刀剣類の異常な多さを問題視し、国宝級を除いて処分を命じたが神社側は密かに土中に秘匿した。

### 神階
六国史終了時点での神階は正二位。西国の神社としては従一位の高良大社に次ぎ、熊野大社や出雲大社（何れも正二位）と並んで高い方である。
- 六国史時代における神階奉叙の記録
  - 天平神護2年（766年）4月19日、従四位下 （『続日本紀』） - 表記は「大山積神」。
  - 承和4年（837年）8月7日、従四位下、名神に預かる （『続日本後紀』） - 表記は「大山積神」。
  - 貞観8年（866年）閏3月7日、従三位から正三位 （『日本三代実録』） - 表記は「大山積神」。
  - 貞観12年（870年）8月27日、正三位から従二位 （『日本三代実録』） - 表記は「大山積神」。
  - 貞観17年（875年）3月29日、従二位から正二位 （『日本三代実録』） - 表記は「大山積神」。
- 六国史以後
  - 寛平9年（897年）12月13日、正一位 （340社同時昇叙の際）

### 年表
- 仁徳天皇年代、百済より摂津国御島に大山祇神を祀るという（『伊予国風土記』逸文）
- 推古天皇2年（594年）、大三島瀬戸（遠土宮おんどのみや、現 横殿社。今治市上浦町瀬戸）に移るという （『伊予国風土記』逸文、『三島宮社記』）
- 大宝元年（701年）、現在地（今治市大三島町宮浦）への遷宮に向け造営が始まる （『三島宮御鎮座本縁』）
- 霊亀2年（716年）、16年をかけ造営終了 （『三島宮御鎮座本縁』）
- 養老3年（719年）4月22日、遷宮の儀 （『三島宮御鎮座本縁』）
- 元亨2年（1322年）、戦火に遭い本殿、拝殿が焼失 （『伊予国三嶋社縁起』）
- 天授4年（1378年）、本殿、拝殿再建 （社伝）
- 応永34年（1427年）、本殿再建 （向拝実肘木墨書）
- 天文12年（1543年）、大三島合戦、鶴姫戦死（社伝）
- 慶長7年（1602年）、拝殿建築 （社伝）
- 平成4年（1992年）、「日帝残滓」を焼却処分すると主張した過激派（中核派）の放火により祖霊殿が全焼

## 境内

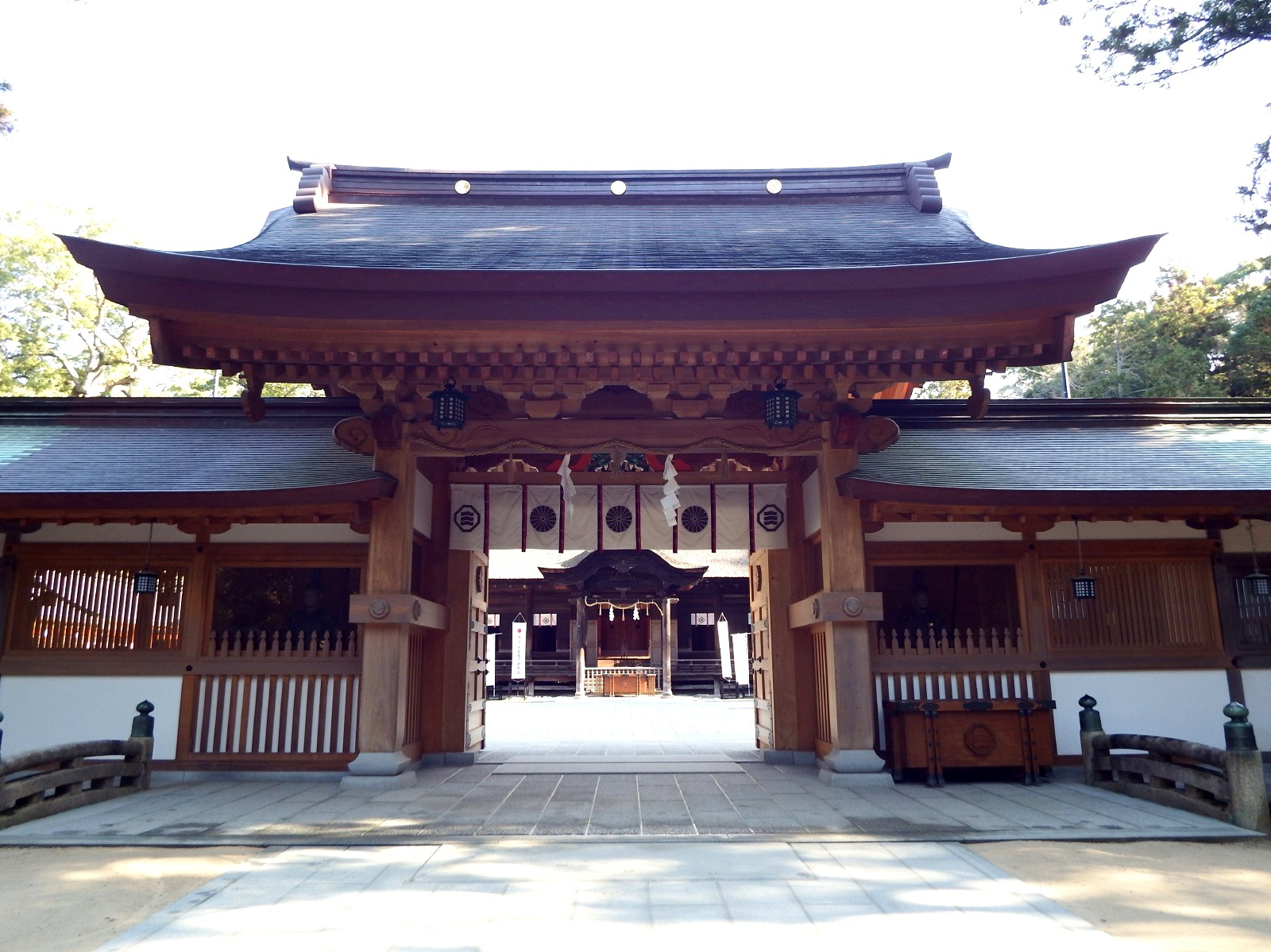
神門

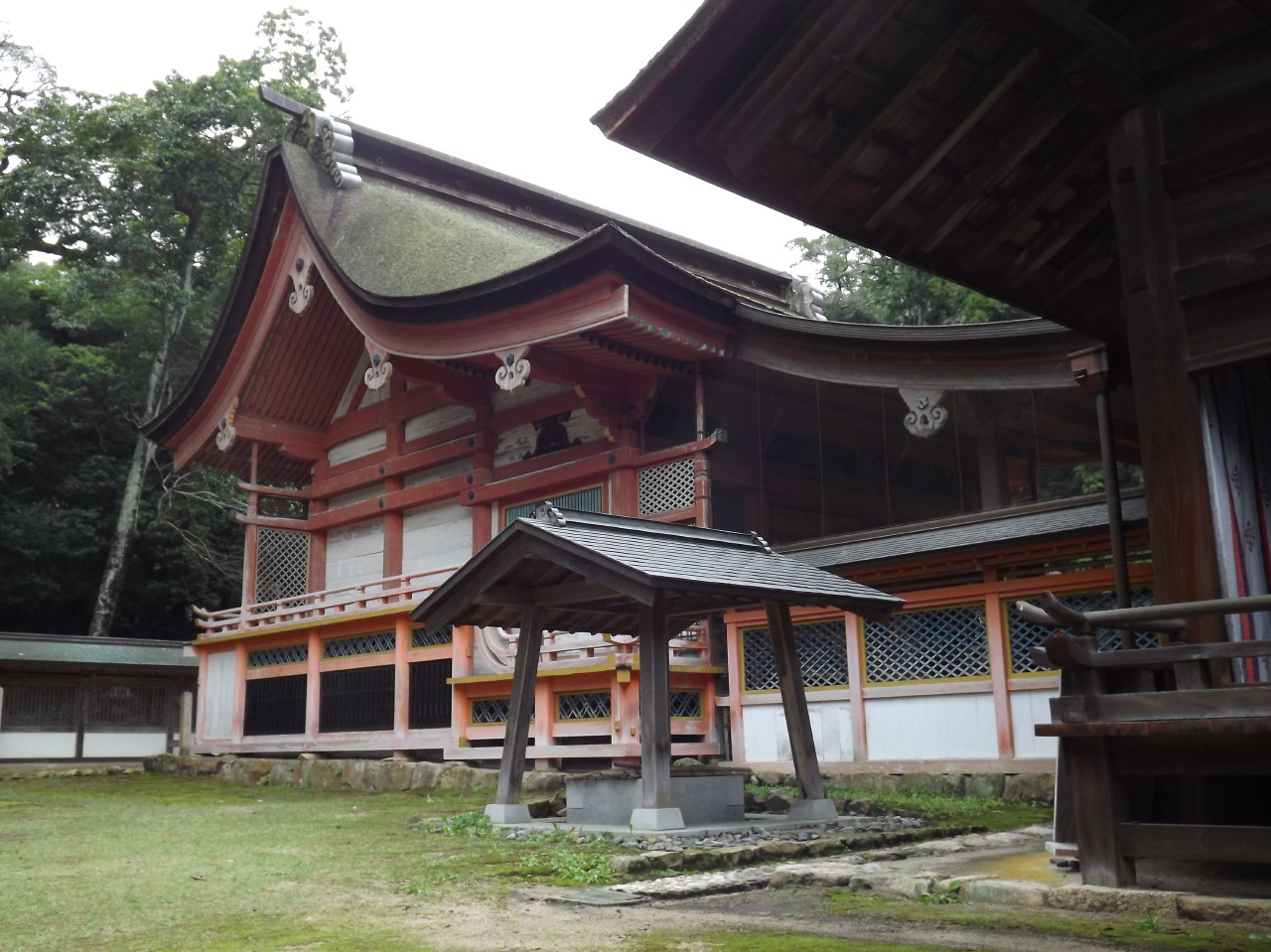
本殿（重要文化財）と神水の井戸

- 一の鳥居 - 瀬戸内海に面して建てられている（北緯34度14分53.08秒 東経132度59分42.84秒 / 北緯34.2480778度 東経132.9952333度）。「日本総鎮守 大山積大明神」の額は、重要文化財指定の木造扁額（伝藤原佐理筆）の写しになる。本社境内入り口に建てられている二の鳥居も額は同じ。昭和8年建立。
- 二の鳥居と社号標 - 道路から境内への入口
- 総門 - 2010年4月14日奉祝。二層構え総檜造り銅板葺き高さ12mで、両脇に随身像（像高2.5m)が立つ。元亨2年（1322年）に焼失してから688年ぶりに復元[5]。
- 乎千命御手植の楠（後述） - 現在は、息を止めて正面より右回りに3周すると願いが叶う、また、一緒に写真を撮ると長生きできるとの信仰がある。
- 神門 - 寛文元年（1661年）松山藩主松平定長からの寄進で、素木造の屋根は切妻造檜皮葺であったが、老朽化のため355年ぶりに建て替えられ[6]、2016年12月4日竣工式が行われた。今まではいなかった随身像が両脇に鎮座し随神門となった。なお、元の神門は高梁市川面町の大山祇神社へ平成29年に移築され屋根は銅板に葺き替えられた。
  - 「隼人の舞」の金色のブロンズ像  - 神門を入って左の回廊にある。2010年11月3日除幕。中村晋也の製作。
- 拝殿【重要文化財】

元亨2年（1322年）の兵火での焼失を受け、室町時代の応永34年（1427年）の再建によるもの。慶長7年（1602年）に大修理が実施されている。素木造で屋根は切妻造檜皮葺。正面中央に一間の向拝を設ける。
- 本殿【重要文化財】

拝殿と同じく応永34年（1427年）に再建されたもの。三間社流造、檜皮葺。

### その他
- 絵馬殿 - 昭和60年に造営。

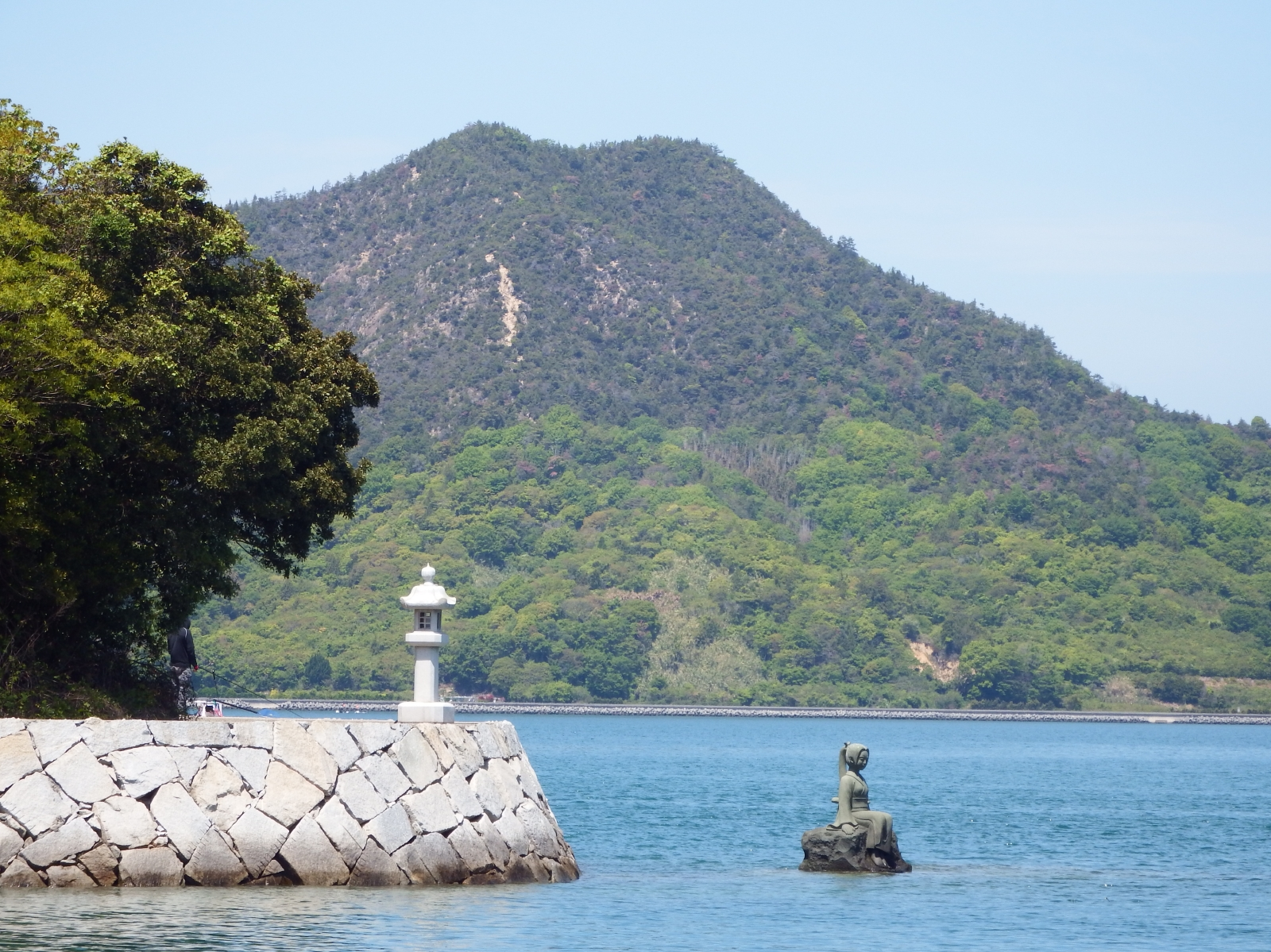
鶴姫像（宮浦港）

- 斎田（神田） - 御田植祭・抜穂祭時に神事が行われる。
- 御棧敷殿（おさじきでん） - 素木造で入母屋造銅板葺。斎田前に建てられ、御田植祭・抜穂祭時に神輿が渡御する。
- 神馬舎 - 享保20年（1735年）の松平定喬奉納の棟札がある。木造瓦葺。現在神馬はいない。
- 斎館 - 旧社務所。現在は参籠や潔斎を行う。
- 社務所 - 新しい鉄筋の建物。
- 神池（弁財天池）
- 神輿庫 - 平成9年造営。木造校倉造で入母屋造銅板葺。本社・上津社・下津社の旧神輿3基（愛媛県指定有形文化財）と新神輿3基の6基が収められている。
- 神水の井戸 - 祭神：水波能売神。本殿向かって左脇にある井戸で、水は祭典に用いられる。
- 宝篋印塔【重要文化財】- 3基あり、中央の1基は一遍上人の来島を記念して、文保2年（1318年）に建てられたと伝える。本社の南回廊を右に出て明治川を渡った山際にある。
- 鶴姫のブロンズ像5体 - 明治川沿いの鶴姫ロードに2体、鶴姫公園に恋人の越智安成と共に1体、大三島藤公園に1体、宮浦港の海の中に1体。

### 境外
- 生樹の御門（後述） - 幹が空洞で、奥の院への門となっていて、くぐると長寿のご利益があると云われている。
- 奥の院 - 旧神宮寺の奥の院。本尊は阿弥陀如来坐像、脇侍は観音菩薩立像と勢至菩薩立像。（北緯34度14分53.02秒 東経133度0分32.06秒 / 北緯34.2480611度 東経133.0089056度）
- 東円坊 （北緯34度14分46.11秒 東経133度0分17.34秒 / 北緯34.2461417度 東経133.0048167度） - 神仏習合時にあった神宮寺24坊[注 2]の1つ。24坊のうち8坊は別宮に移転し、残った16坊も明治の神仏分離の際には本坊のみであった。本尊は薬師如来であり、大山積神の本地仏である大通智勝如来坐像が明治初年の神仏分離の際に神宮寺から当寺に移された。

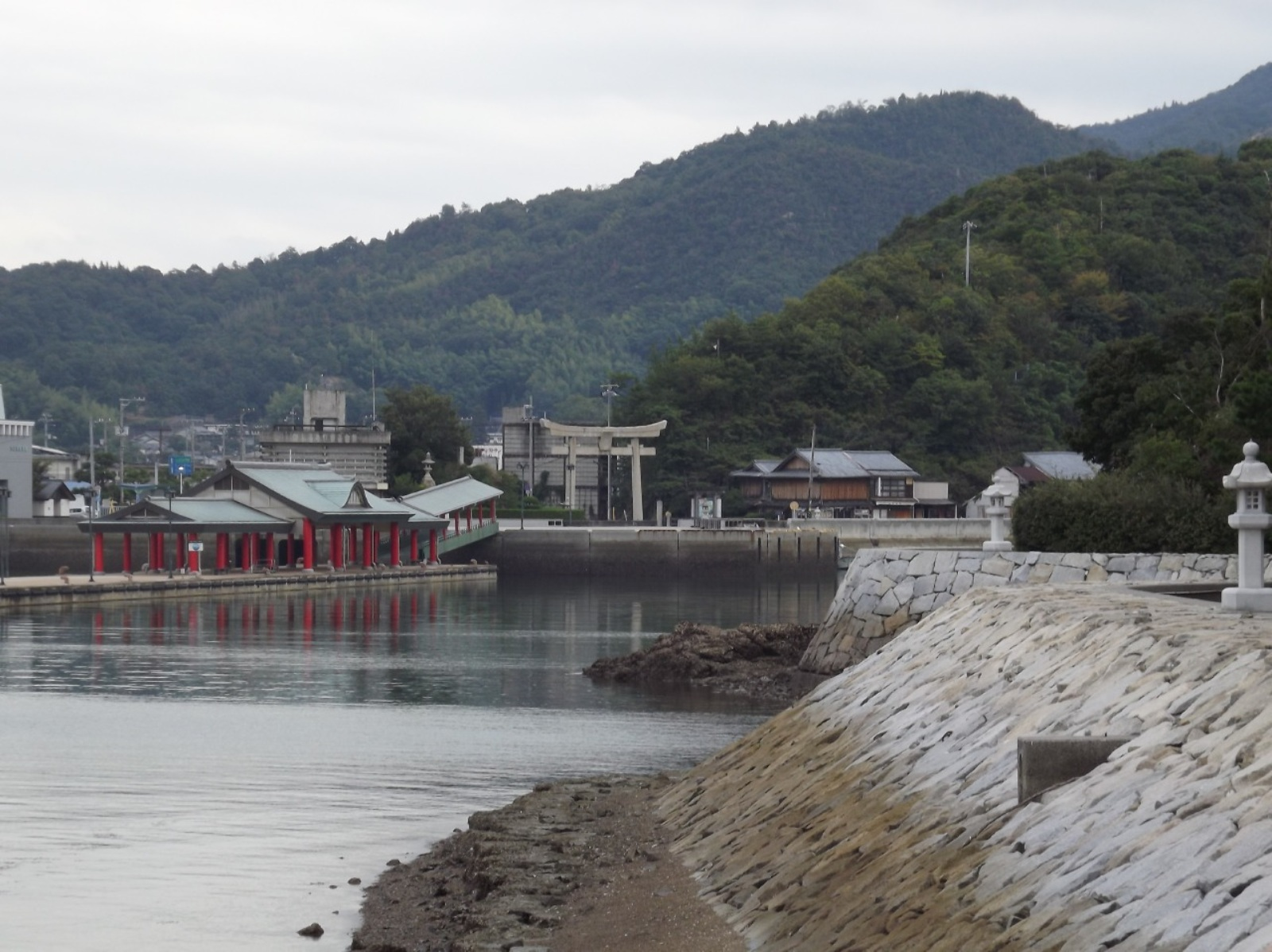
宮浦港　一の鳥居
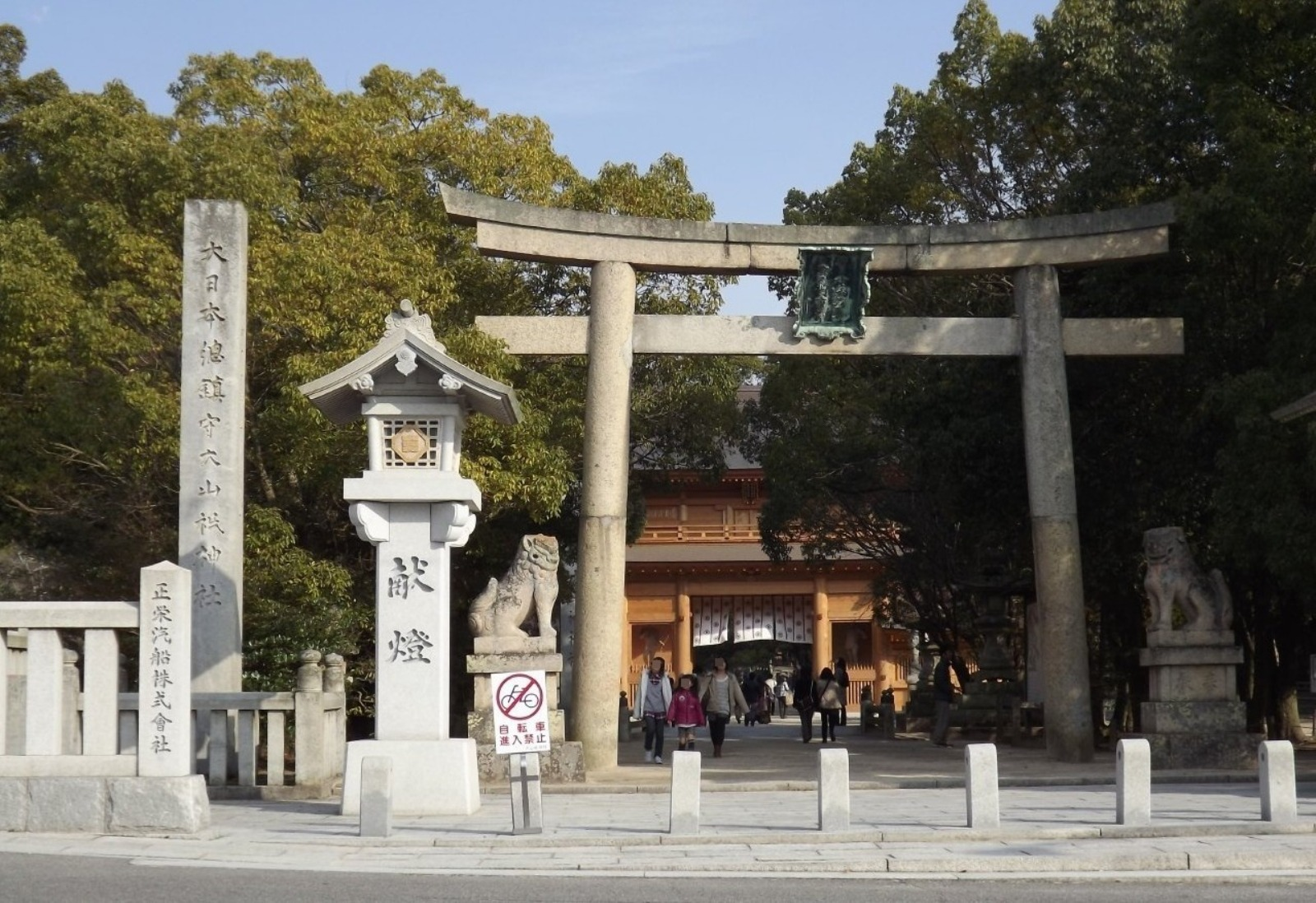
境内入口（二の鳥居)
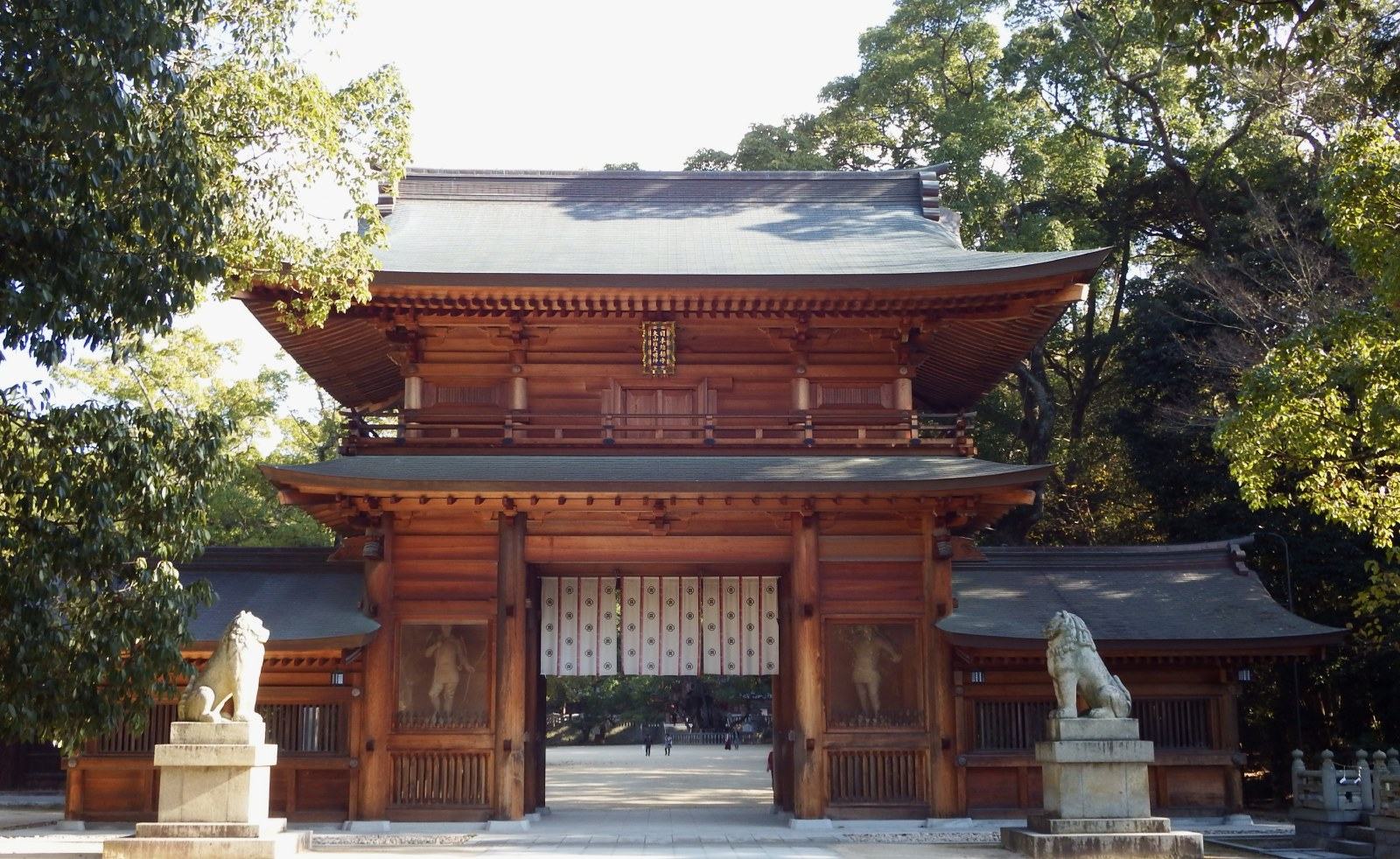
総門
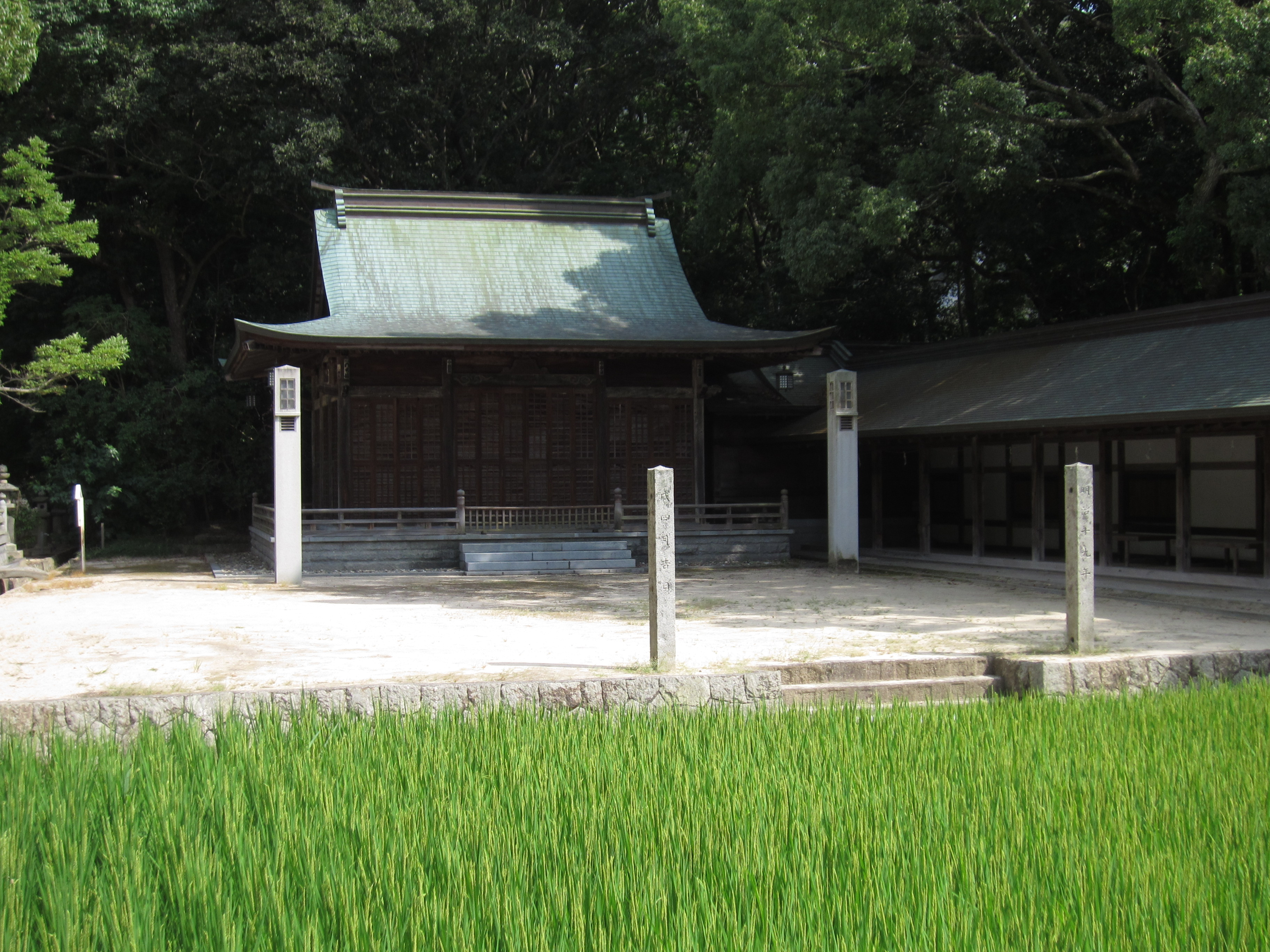
御棧敷殿（奥）と斎田
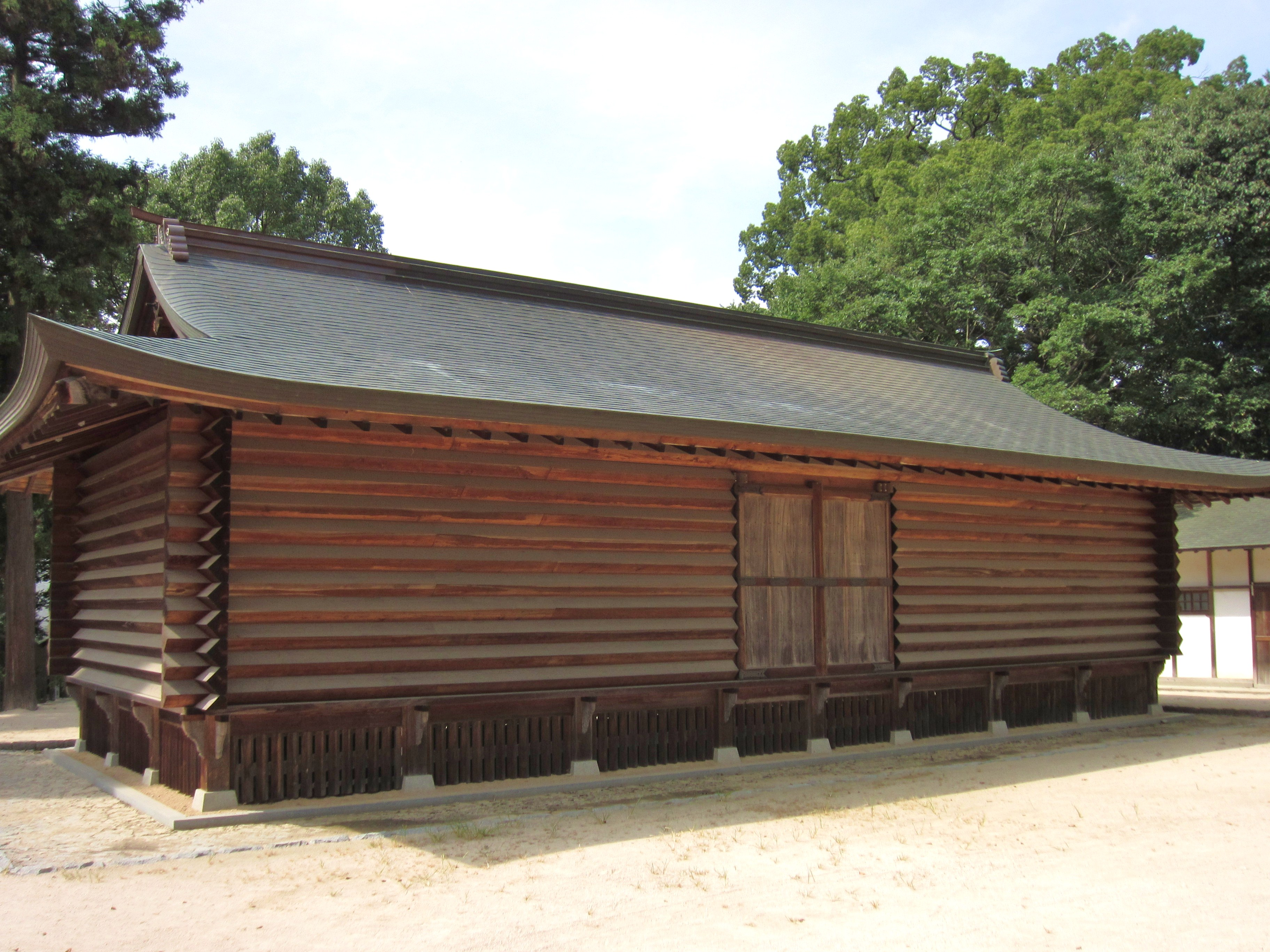
神輿庫
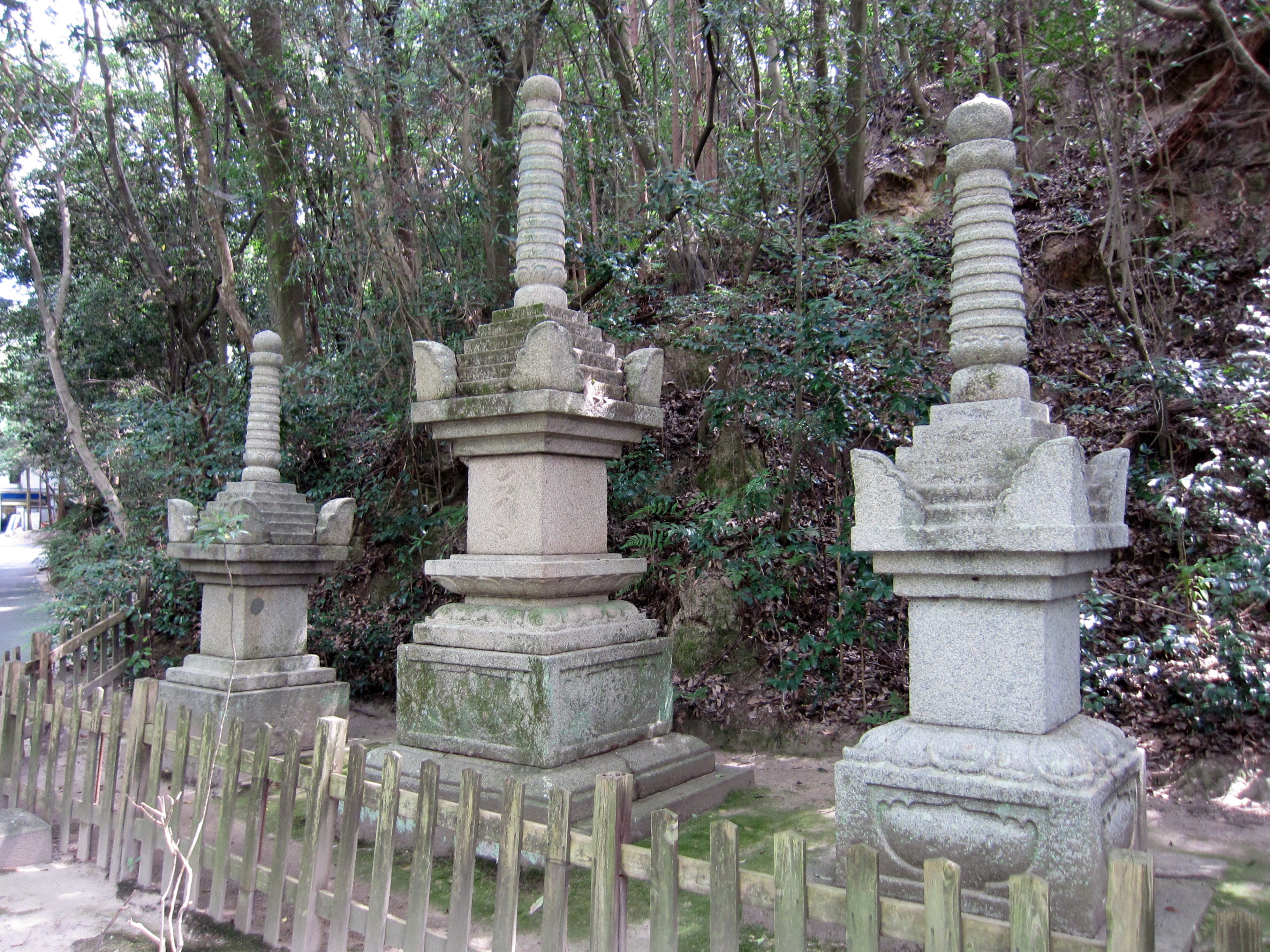
宝篋印塔（重要文化財）
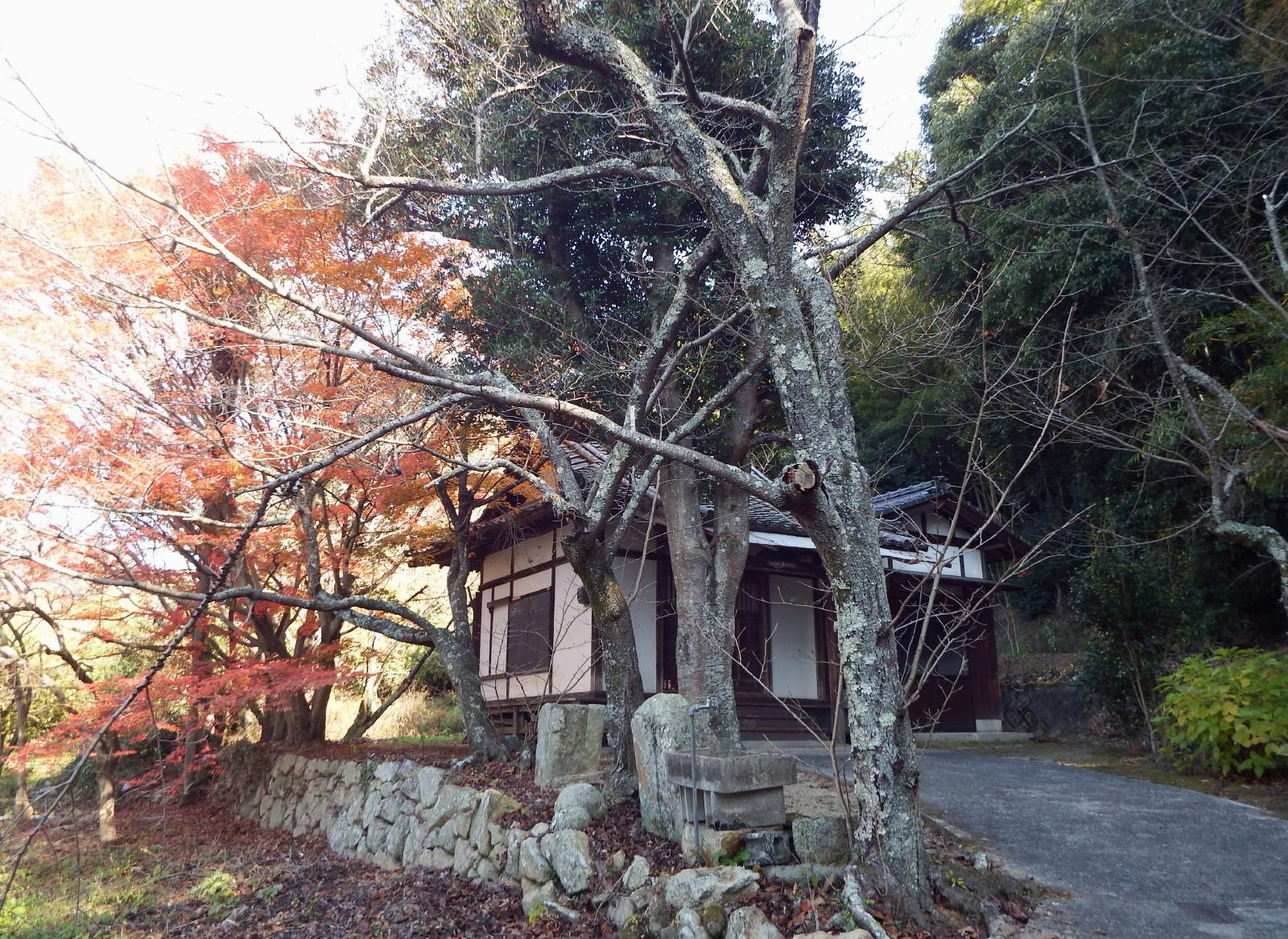
奥の院
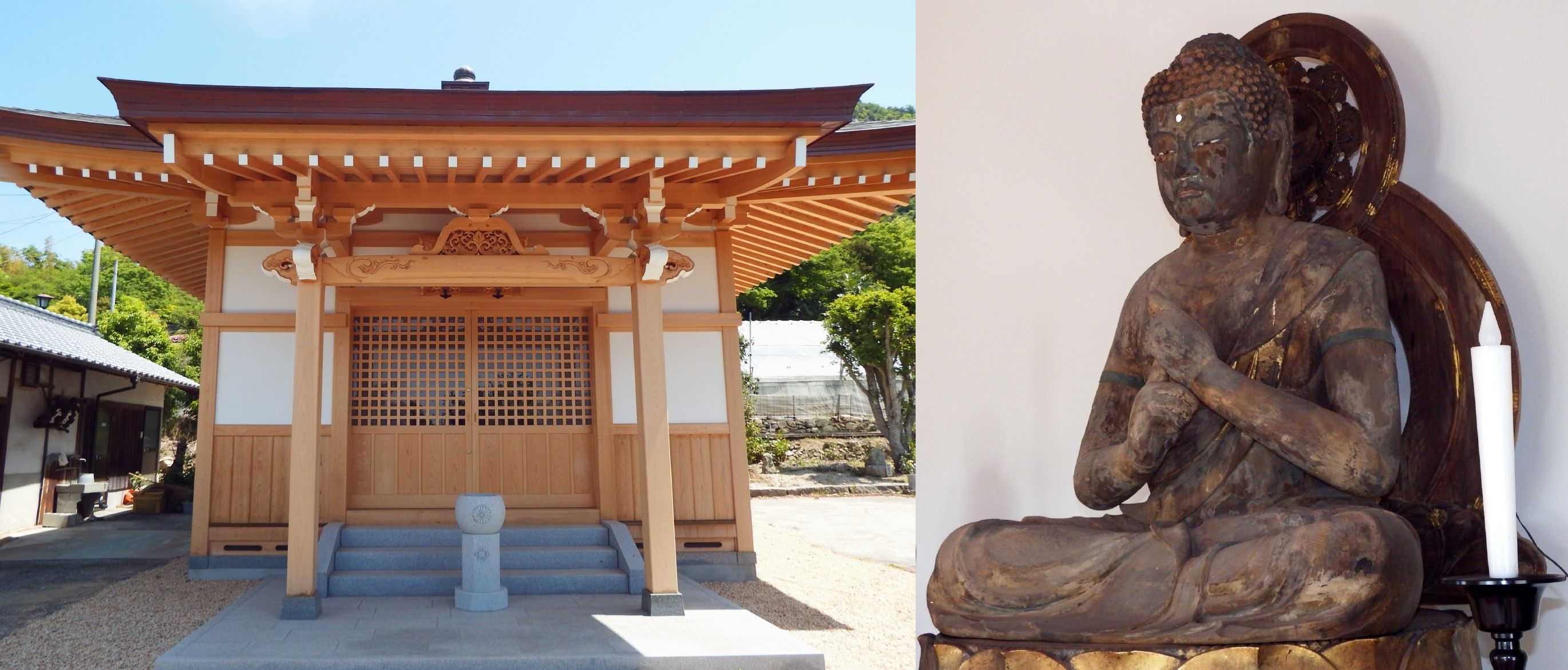
東円坊

## 摂末社
大山祇神社の摂末社の一覧。

### 摂社
境内摂社
- 上津社（本殿向かって右に鎮座）
  - 祭神：上津姫、雷神
  - 例祭：なし - 祭典は本社に準じて行われる。

社殿は、本宮本殿と同様に応永年間（1394年-1428年）の再建と推定される。三間社流造で、屋根は檜皮葺。延享年間（1744年-1748年）・文政年間（1818年-1830年）に大改修が行われたほか、昭和43年（1968年）にも解体修理が実施された。愛媛県指定有形文化財に指定されている[10]。
- 下津社（本殿向かって左に鎮座）
  - 祭神：下津姫、高籠神
  - 例祭：なし - 祭典は本社に準じて行われる。

社殿は三間社流造檜皮葺。

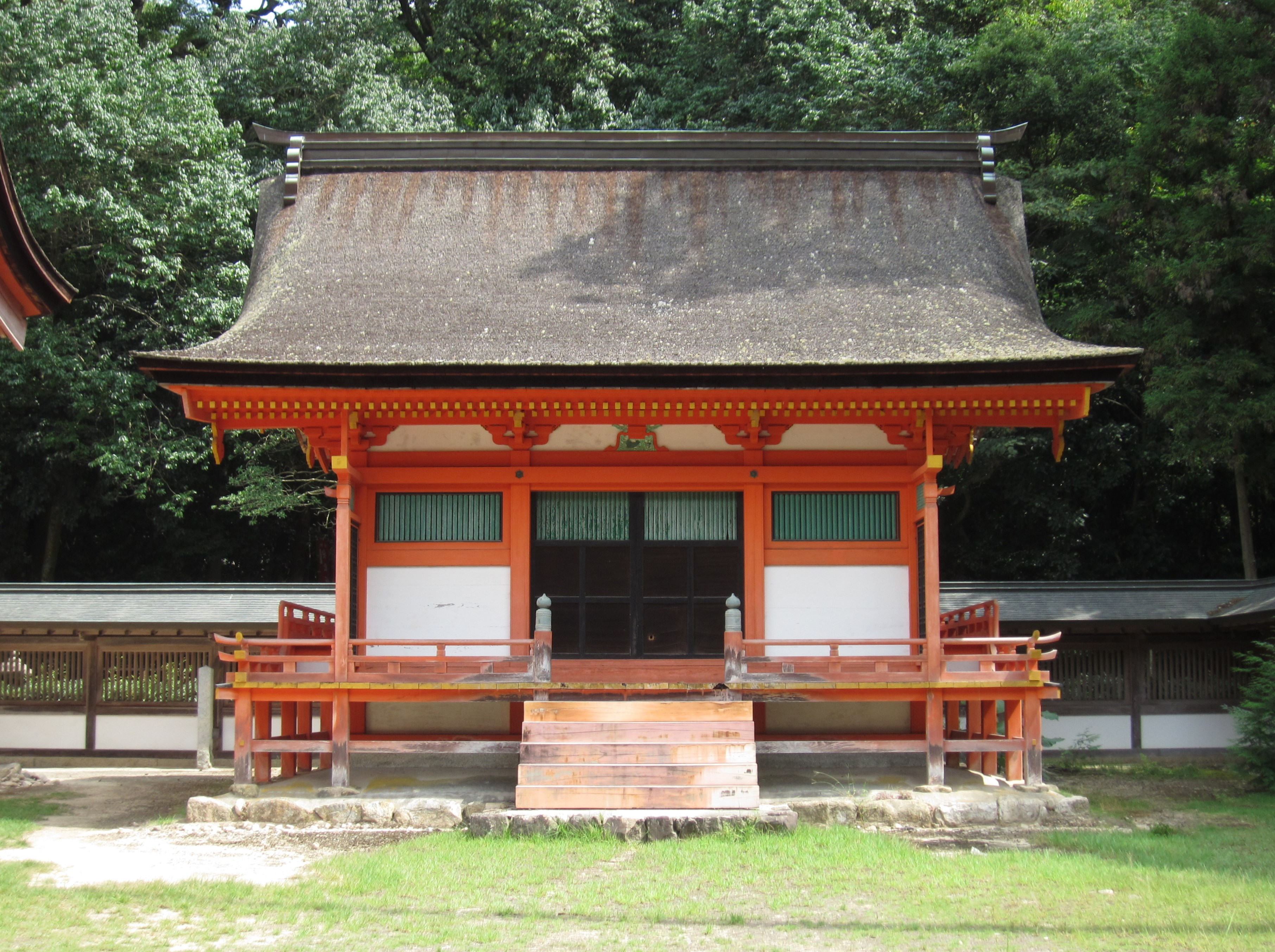
上津社（愛媛県指定文化財）
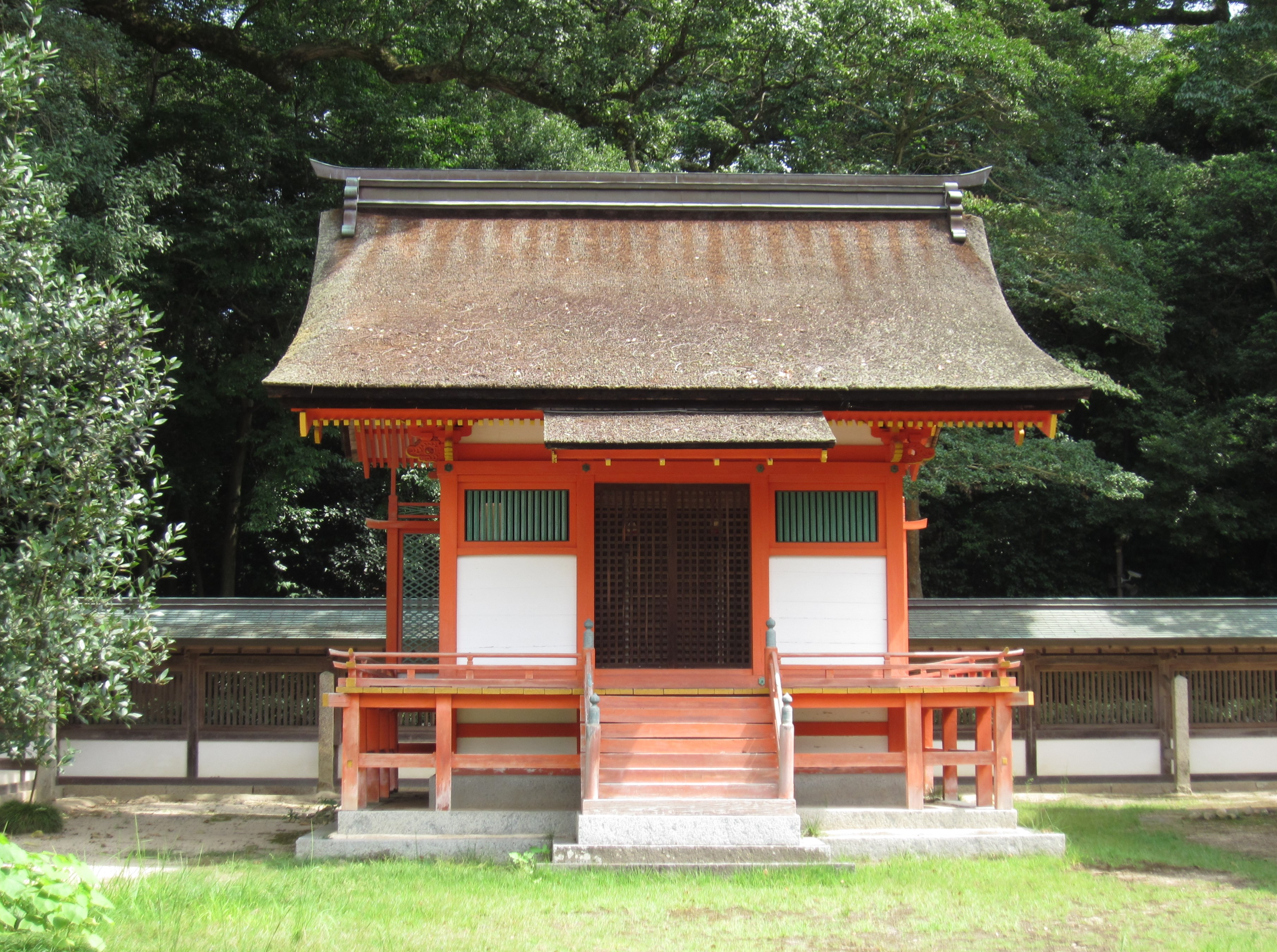
下津社
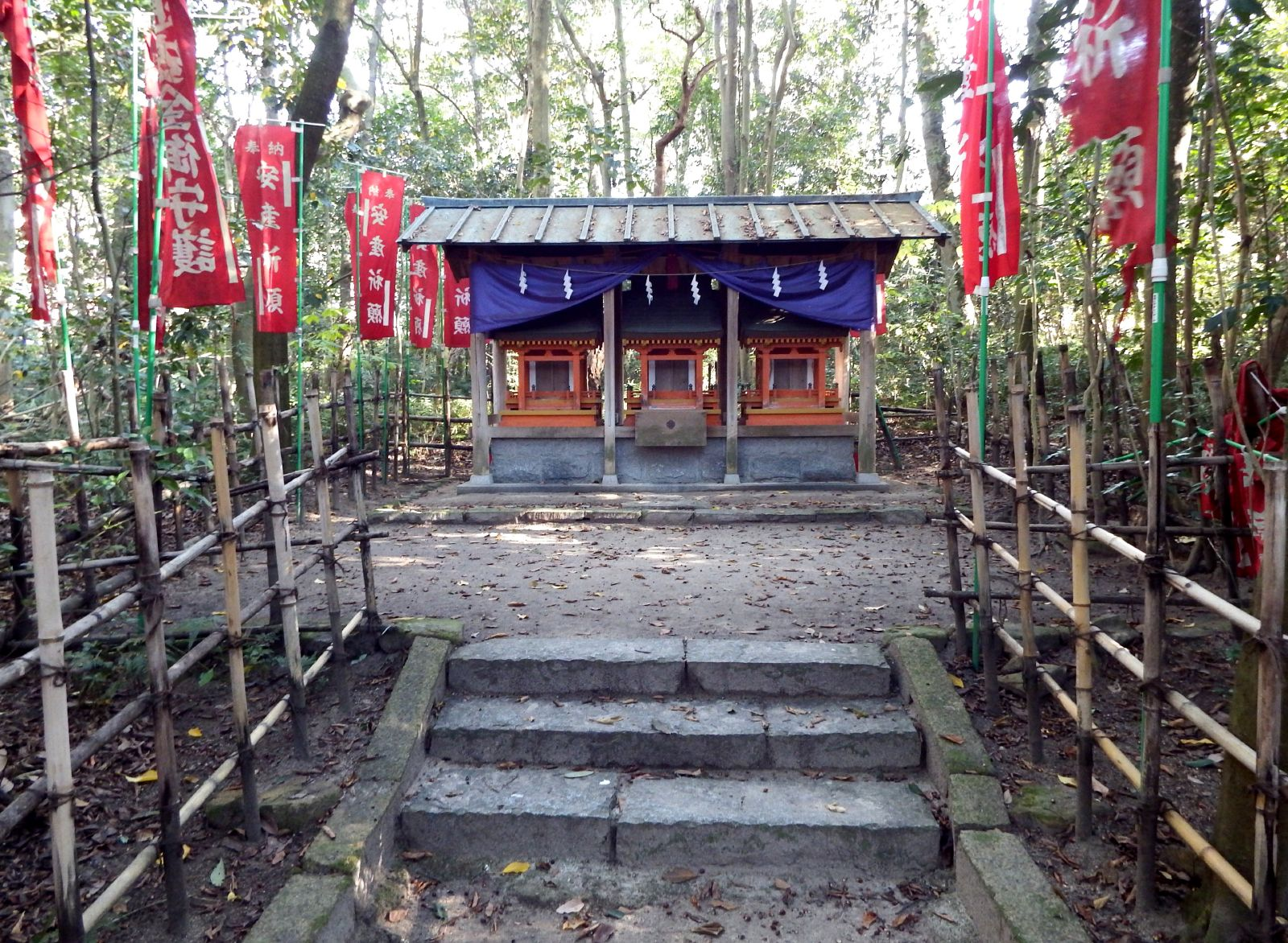
姫子邑神社（ひめこむらじんじゃ）本殿の背後に鎮座
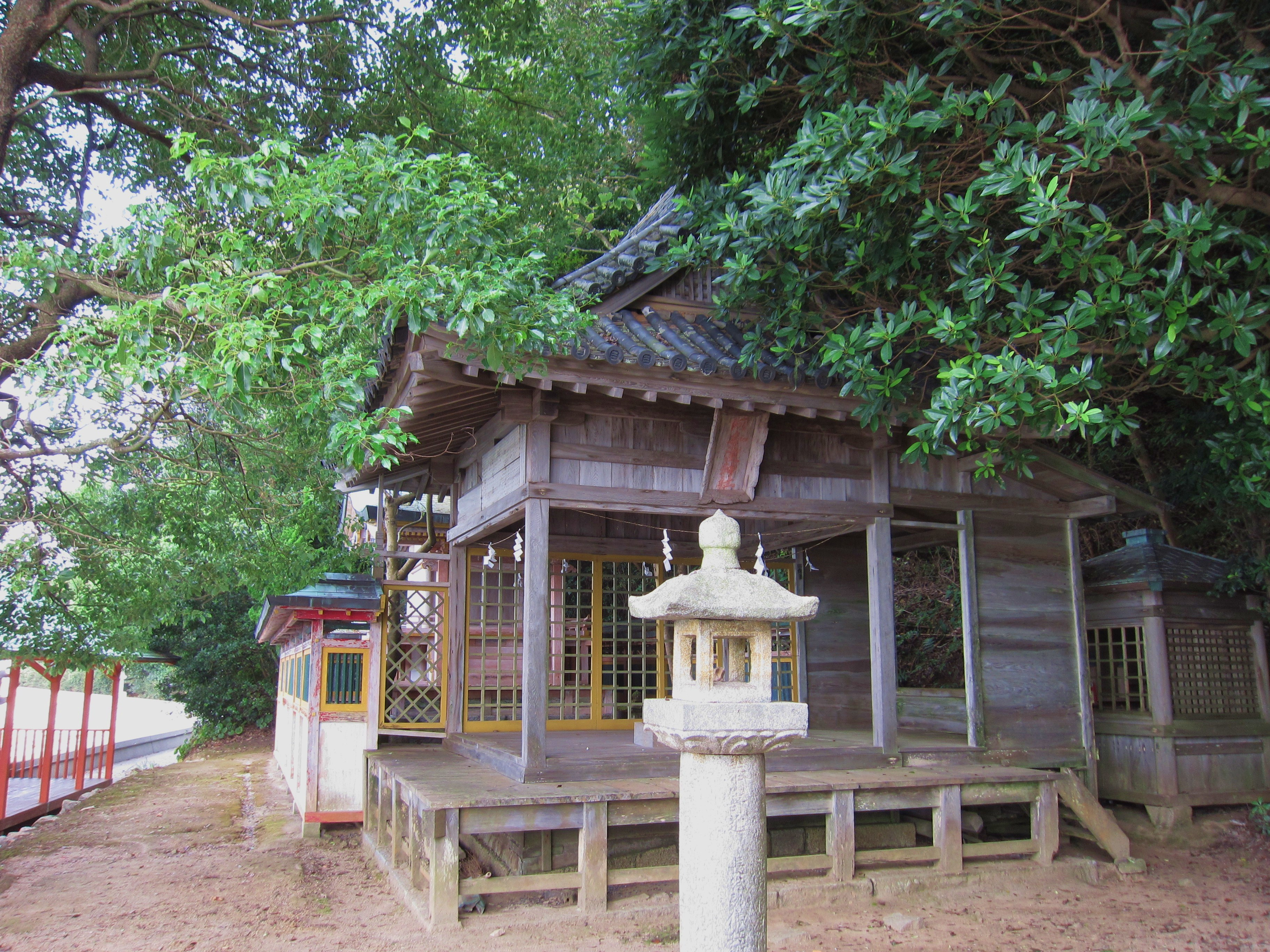
阿奈波神社
祭神：木花開耶姫命（大山積神の娘）とその御子神（火々出見命・火須勢理命）。例祭：10月26日。

境外摂社
- 阿奈波神社（あなばじんじゃ）
  - 鎮座地：今治市大三島町宮浦字御串山（北緯34度14分52.07秒 東経132度59分23.05秒 / 北緯34.2477972度 東経132.9897361度）
  - 祭神：磐長姫命（いわながひめのみこと） - 大山積神の娘、木花咲耶姫命の姉。
  - 例祭：旧暦8月1日
  - 創建：（伝）宝亀10年（779年）11月

御串山（標高65.5m）の北側、宮浦港に隣接して波打ち際に鎮座する境外摂社。健康及び長寿の神様として崇められている。子宝に恵まれぬ人や花柳病（女性の下半身の病）に霊験ありとして特別の信仰がおこった。夫婦でお参りに行くと子宝に恵まれることや、女性の下着類や賜物を備えて参拝する習わしが現在に伝えられている。拝殿脇の祈祷奉納品を収める別屋には、男根の奉納品なども収められている。

- 上津社（愛媛県指定文化財）
- 下津社
- 姫子邑神社
- 阿奈波神社

### 末社

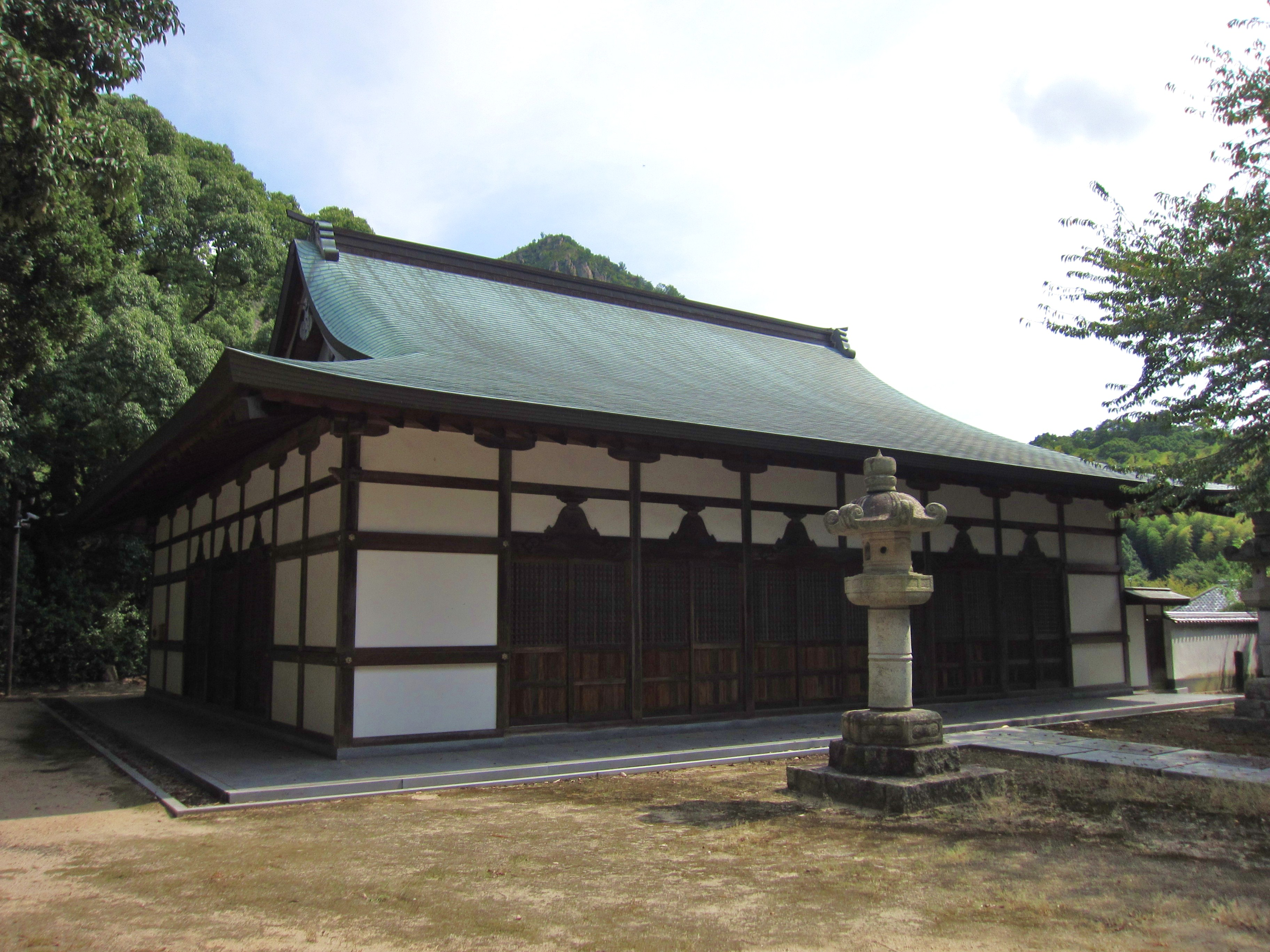
祖霊社

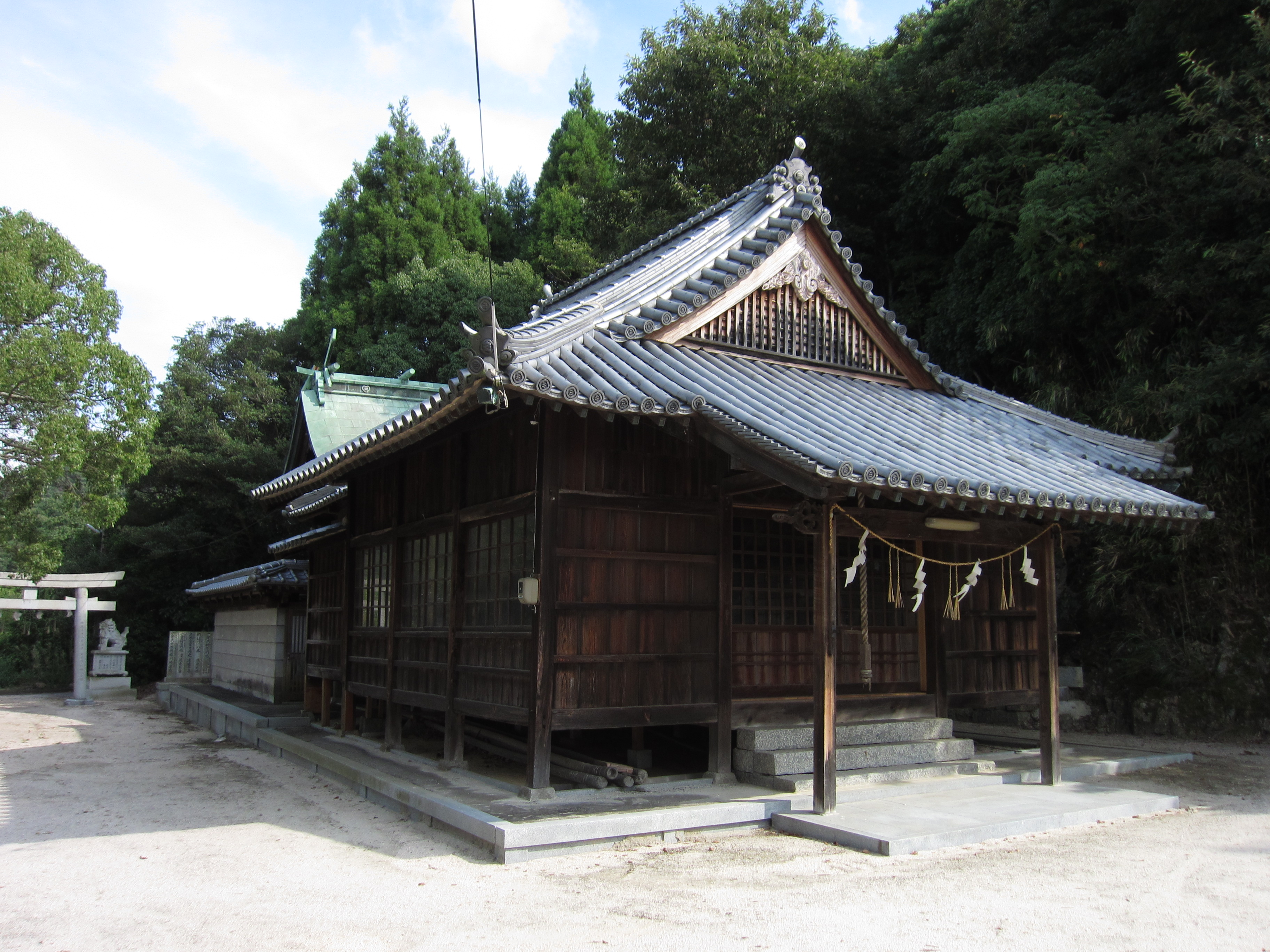
三島神社（御浜殿）

境内末社

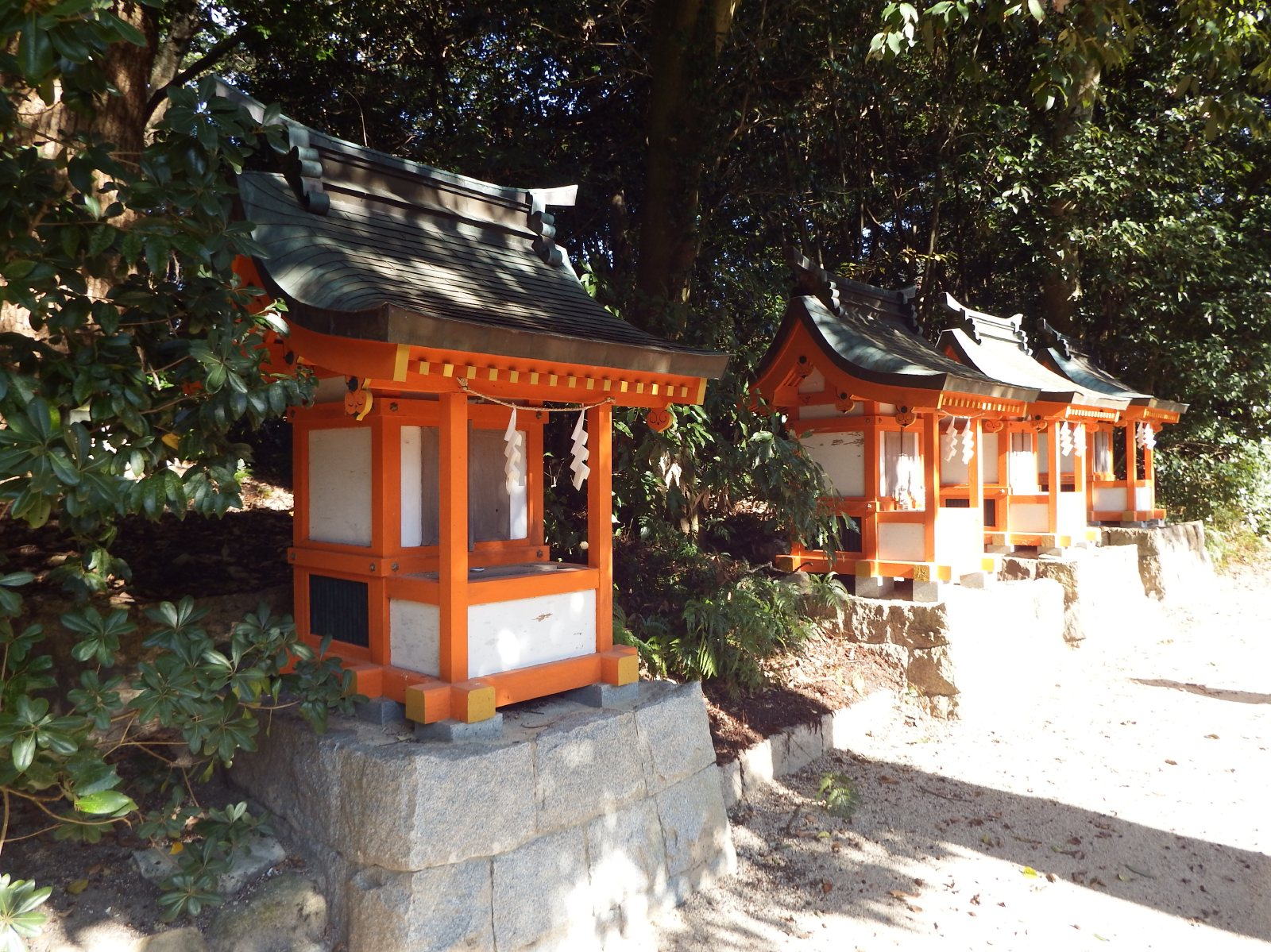
（手前より）石神社・稲荷神社・地神社・院内荒神社

- 本殿回廊の左外に奥から院内荒神社・地神社・稲荷神社・石神社の4社（この4社とも例祭はない）は並んで鎮座し、酒殿・八重垣神社・御鉾神社の3社は続いてＬ字に並ぶ。御鉾神社は小堂、他の六社は朱と白の祠。
  - 院内荒神社

祭神：神饌調理の竈神。
  - 地神社

祭神：境内の地主神。
  - 稲荷神社
  - 石神社
  - 酒殿

祭神：大山積神。例祭：冬至。
  - 八重垣神社

祭神：素戔嗚命。例祭：6月28日。
  - 御鉾神社（おほこじんじゃ）

祭神：御鉾大神。例祭：9月25日。

- 神門より外の一段下にあり

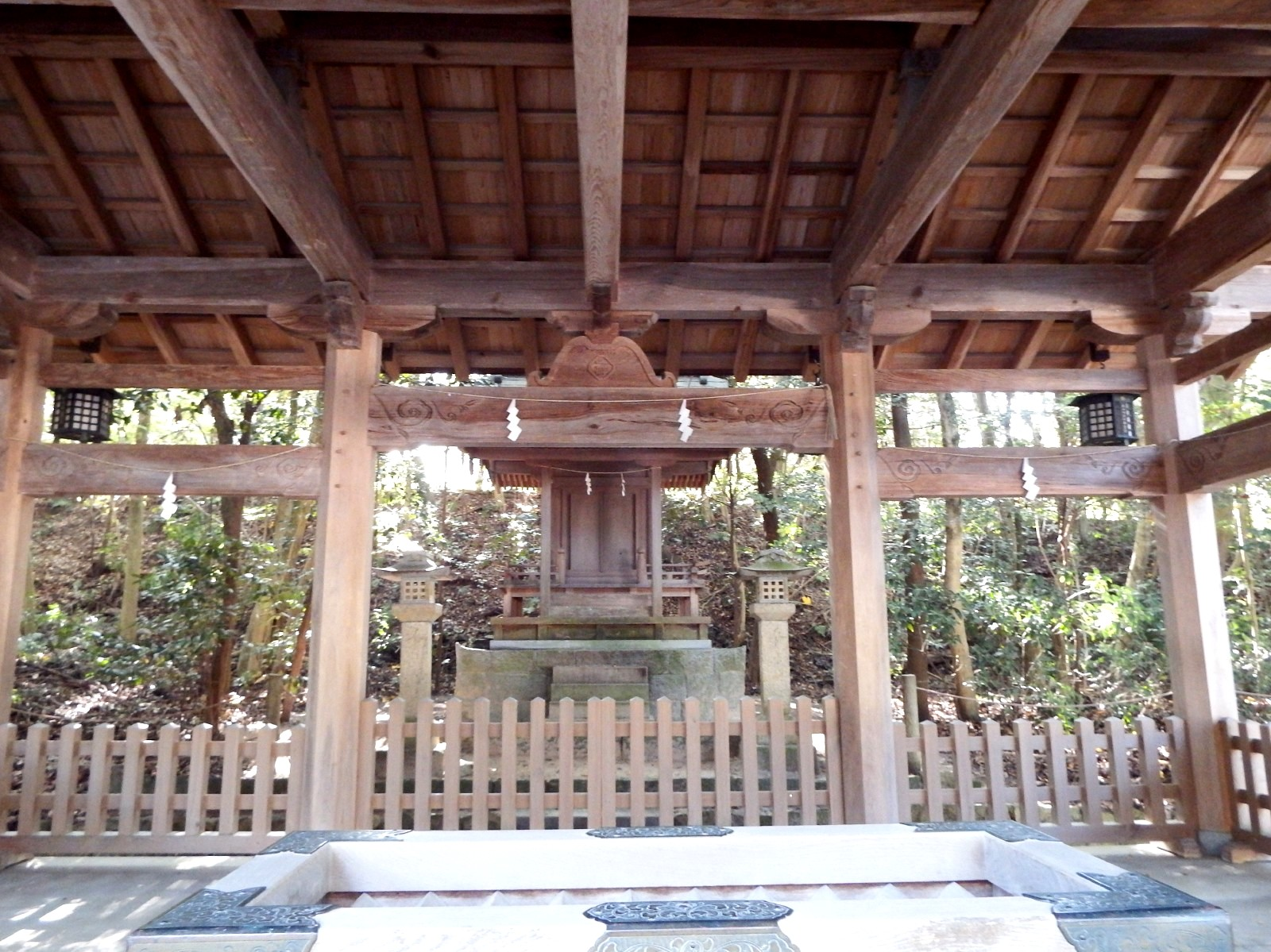
葛城神社・祓殿神社・伊予国総社

  - 葛城神社・祓殿神社・伊予国総社[注 3]は社殿一宇（祠）に三社を祀る。拝堂あり。

祭神：一言主神（葛城神社）、速佐須良姫神・大禍津日神・大直日神・伊豆能売神（祓殿神社）。例祭：6月30日（葛城神社・伊予国総社）、10月20日（祓殿神社）。
  - 十七神社

祭神：諸山積神社と十六神社[注 4]。例祭：2月20日。
諸山積神社に十六社が接続する形をとる。由緒書によれば、神社自体は正安年間（1299年-1302年）の創建、社殿は永和4年（1378年）の再建という。愛媛県指定有形文化財に指定されている[11]。内陣には重要文化財指定の神像群が鎮座する。
  - 宇迦神社（神池の島に鎮座）

祭神：宇賀神。例祭：3月15日。祠。池の手前に拝堂あり。
  - 馬神社（神馬舎隣に鎮座）

祭神：天斑駒神。例祭：3月1日。祠。

- 本社に向かって右奥の丘の上にあり
  - 祖霊社

祭神：大国主命と信徒祖霊。
本社と明治川をはさんだ丘の上に石段で上がる。保延元年（1135年）「神供寺」として創建され、その後、月光山神宮寺となり、本地仏である大通智勝如来と大師像を祀り、四国八十八箇所霊場の本式の遍路をする巡拝者は本社に参拝し当寺で納経をしていた。1856年の納経帳によると「日本總鎮守 三島本宮 別當神宮寺」と書かれている。なお、55番札所が当所か別宮の南光坊とかということではなく追加での参拝なので札所番号は書かれていない。明治初年の神仏分離により、大通智勝如来は塔頭の東円坊に移され大師像は不明、そして、出雲大社から大国主命の分霊が勧請され末社となった。木造の50坪あまりの建物であったが、平成4年(1992年）10月に焼失し再建された。
  - 八坂神社

祭神：素戔嗚命・少彦名命。例祭：6月14日。祖霊社横に鎮座の朱と白の祠。
  - 五穀神社

祭神：宇賀御魂神。例祭：3月15日。祖霊社横に鎮座の朱と白の祠。

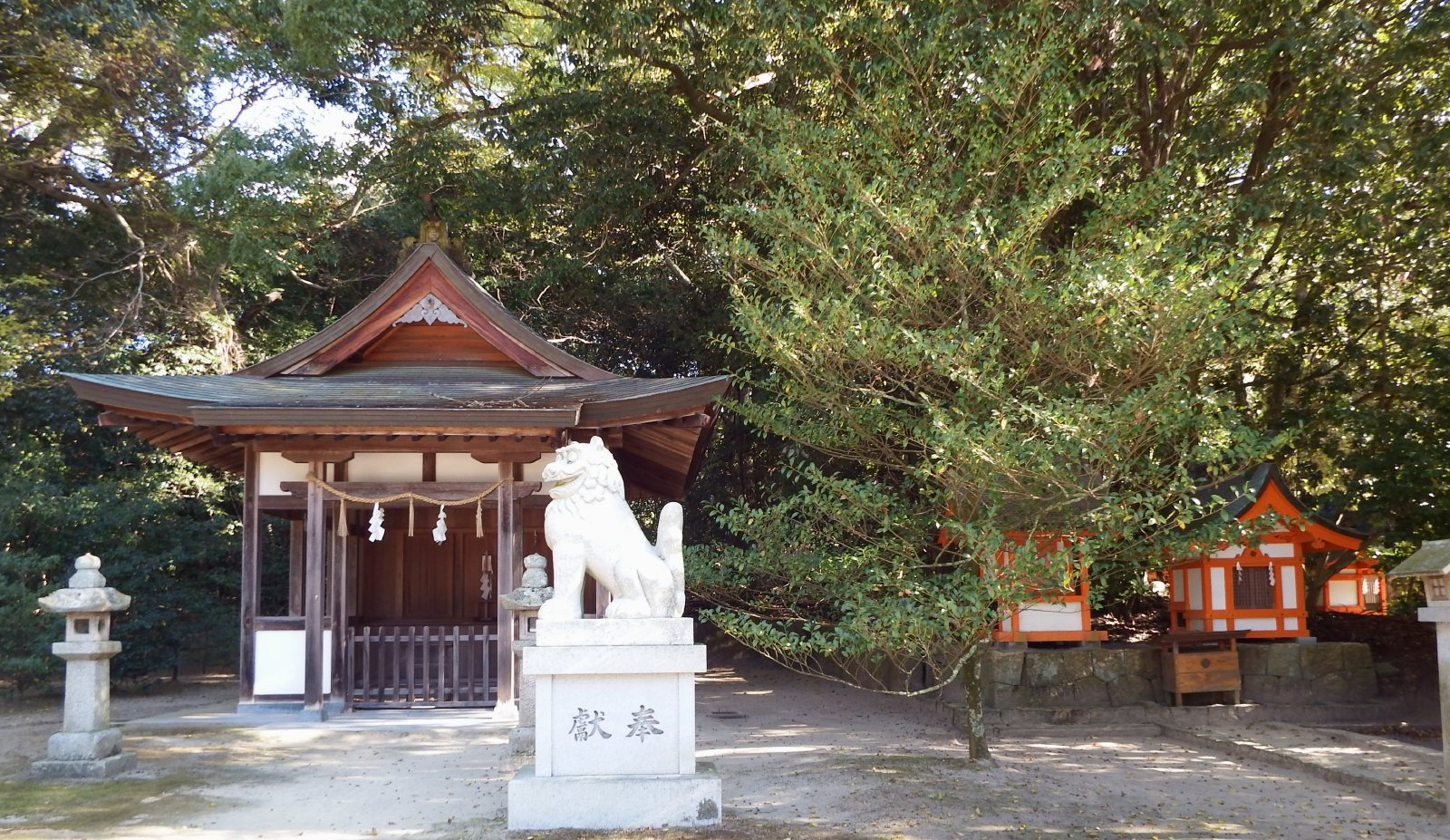
（左より）御鉾神社・八重垣神社・酒殿
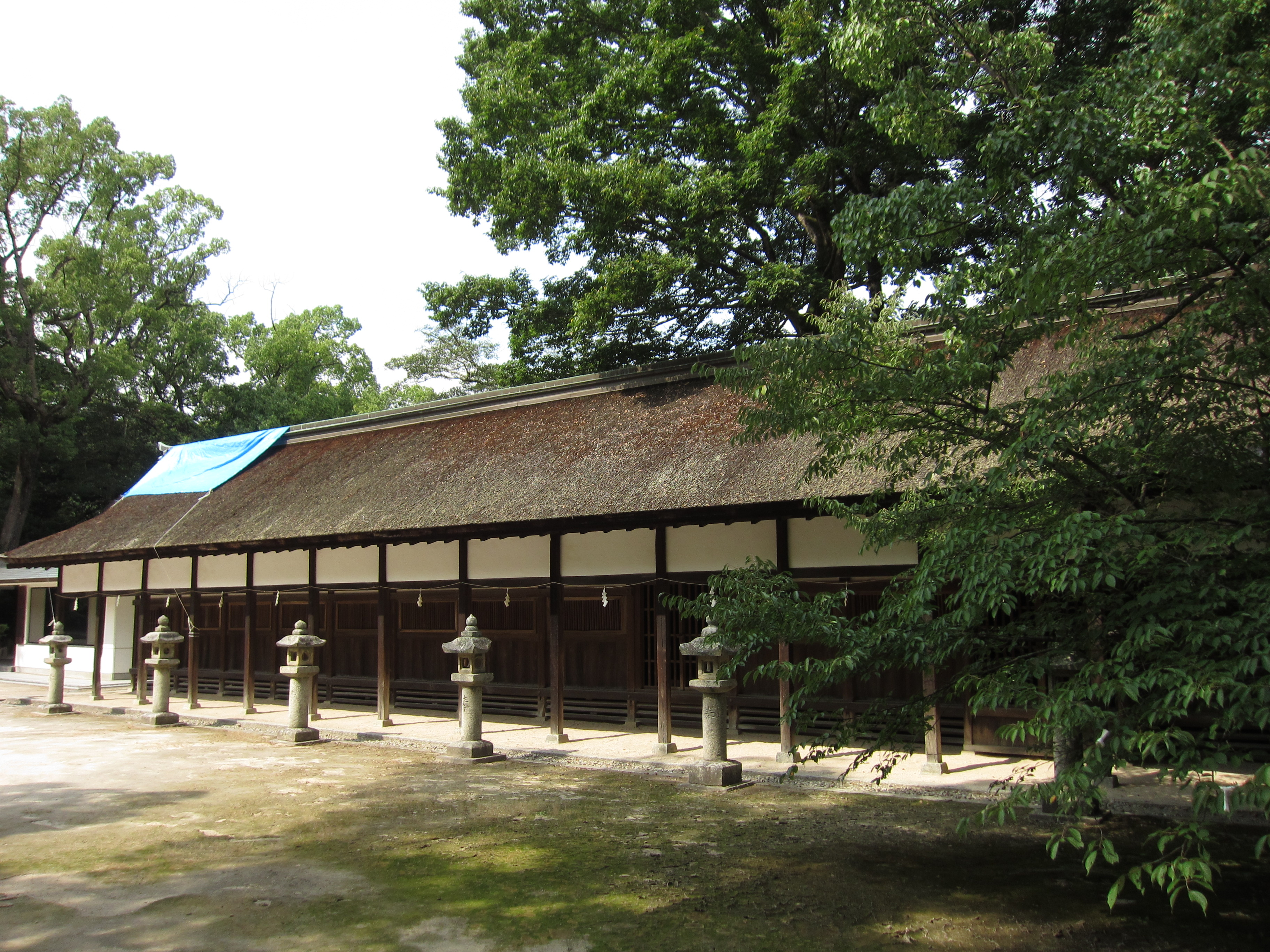
十七神社（愛媛県指定文化財）
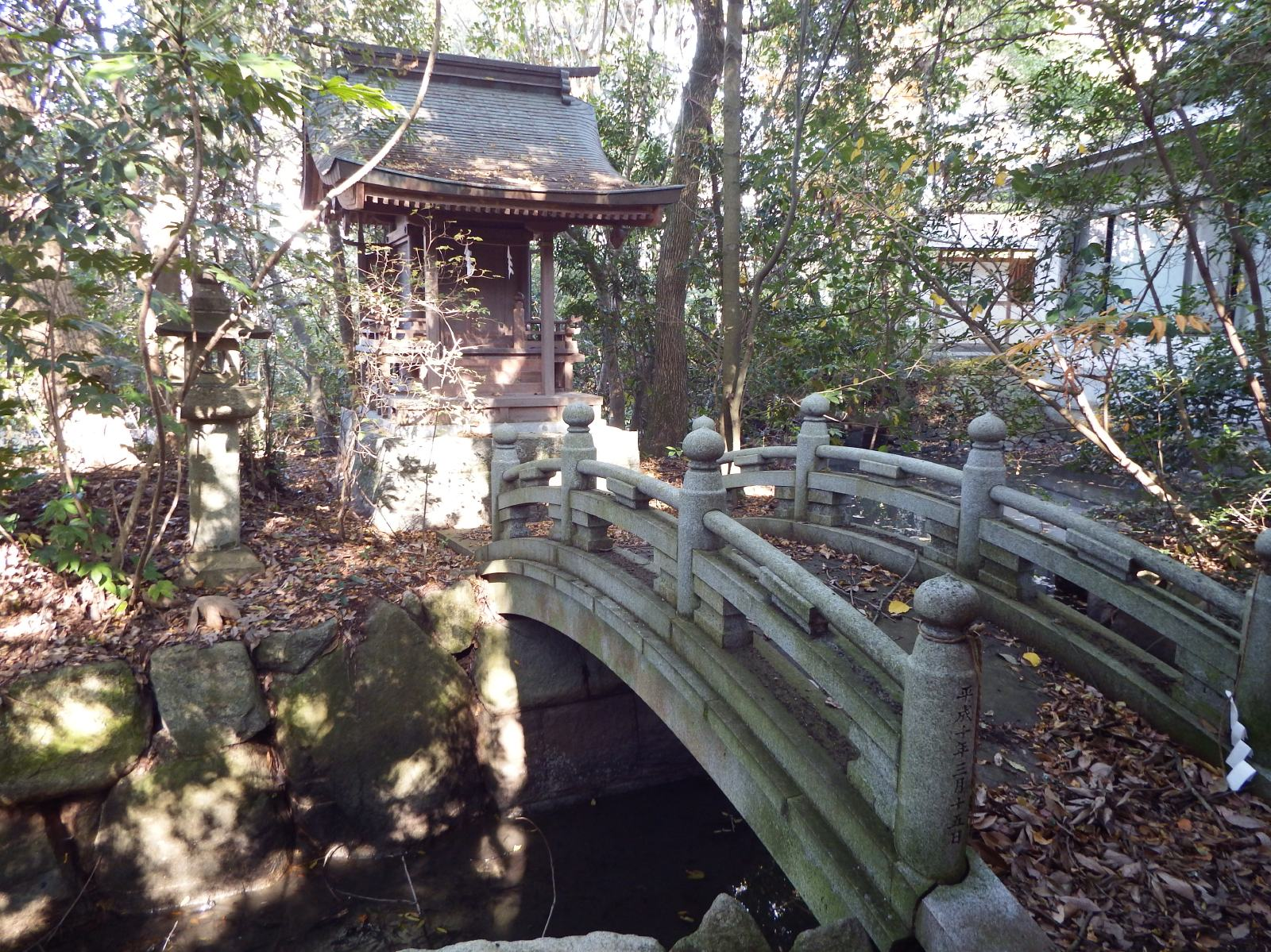
神池と宇迦神社
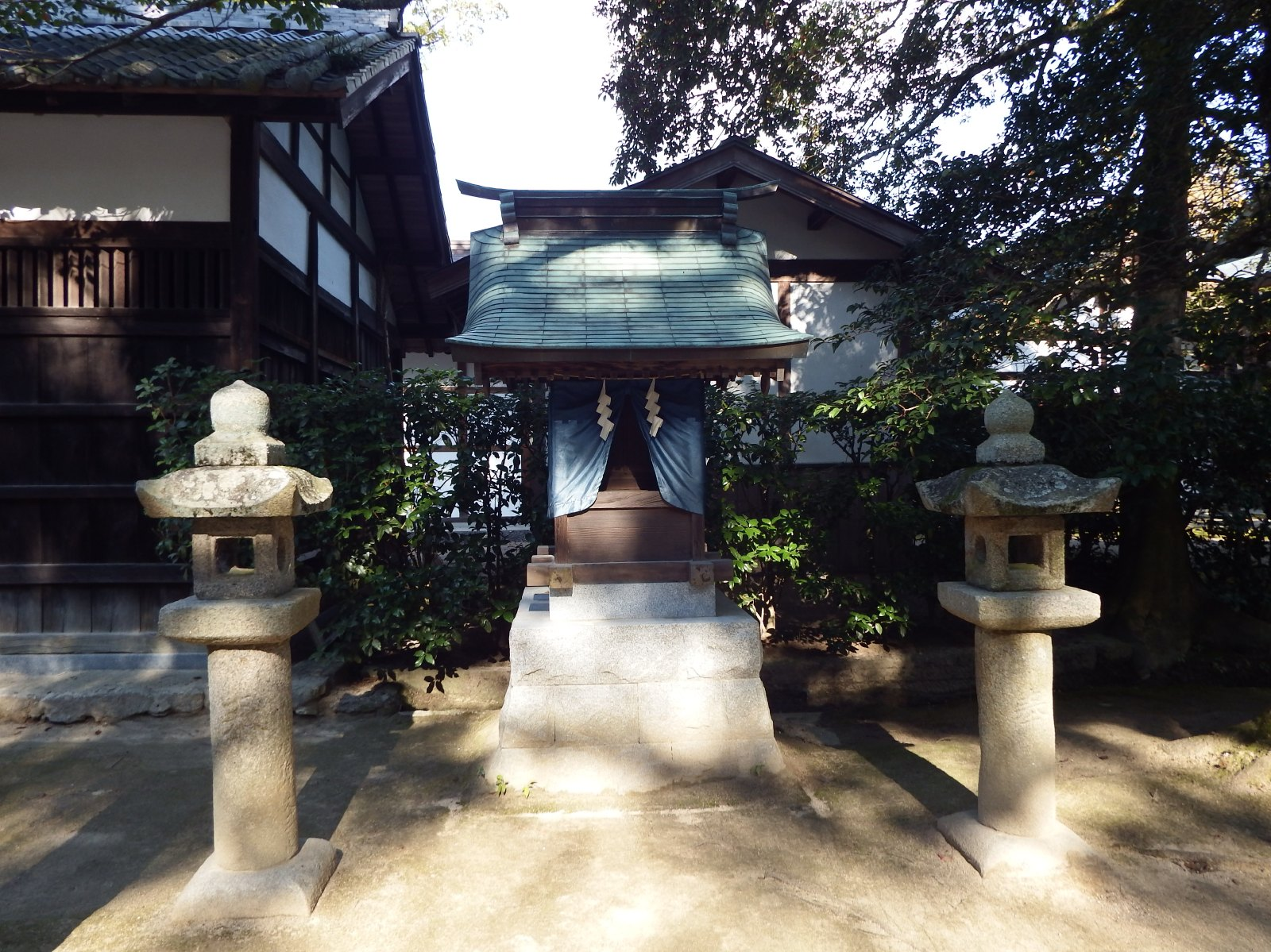
馬神社

境外末社
- 御子宮神社（今治市大三島町宮浦字御子宮）
祭神：大直日神。例祭：1月8日。宝亀10年（779年）11月に鎮座したとされる。朱と白の祠。はずれた山中にあり。
- 厳島神社（今治市大三島町宮浦字厳島）
祭神：市杵島姫命。例祭：6月17日。朱と白の祠。藤公園よりさらに北東の麓の森の中にあり。
- 轟神社（今治市大三島町宮浦字坂中）
祭神：啼澤女神。例祭：1月7日。宝亀10年（779年）11月に鎮座したとされる。朱と白の祠。はずれた山中にあり。
- 天神社（今治市大三島町宮浦字小見山、北緯34度14分55.68秒 東経133度0分31.02秒）
祭神：天之御中主神・高産霊神・神産霊神（相殿に菅原道真公）。例祭：6月25日。
- 三島神社（御浜殿）（今治市大三島町台、北緯34度14分12.52秒 東経132度59分49.17秒） - 旧御旅所[12]。秋の産須奈大祭時、神輿が渡御する。それ以前は別宮まで神輿が渡御していたとされる
- 海岸御休み処（今治市大三島町宮浦字御串山） - 秋の産須奈大祭時、三島神社から還御する際に駐輿する

### 元宮
- 横殿宮（よこどののみや）（今治市上浦町瀬戸、北緯34度13分26.84秒 東経133度3分16.51秒） - 遠土宮（おんどのみや）。養老3年（719年）の現在地への遷座以前の鎮座地。伝承では、この鳥居の前まで海だったため津波により社殿は流されたという。また、ここでは手狭なため広い社地を探すため三本の矢を使った。一本目はここから大原に落ち、二本目を大原から放つと鷲ヶ頭山頂上に落ち、さらにそこから放つと現在の社地の神池に落ちたことから決めたという言い伝えがある。
- みたらしの水 - 海近くから湧きでる真水。祭神は水神大山積大明神。現在でも大山祇神社に大祭時献上する。横殿宮の北約100mにある。
- 横殿大明神本地堂（大通庵） - 本地仏である大通智勝仏と16王子を祀る。横殿宮の北西約1kmの向雲寺の境内にある。

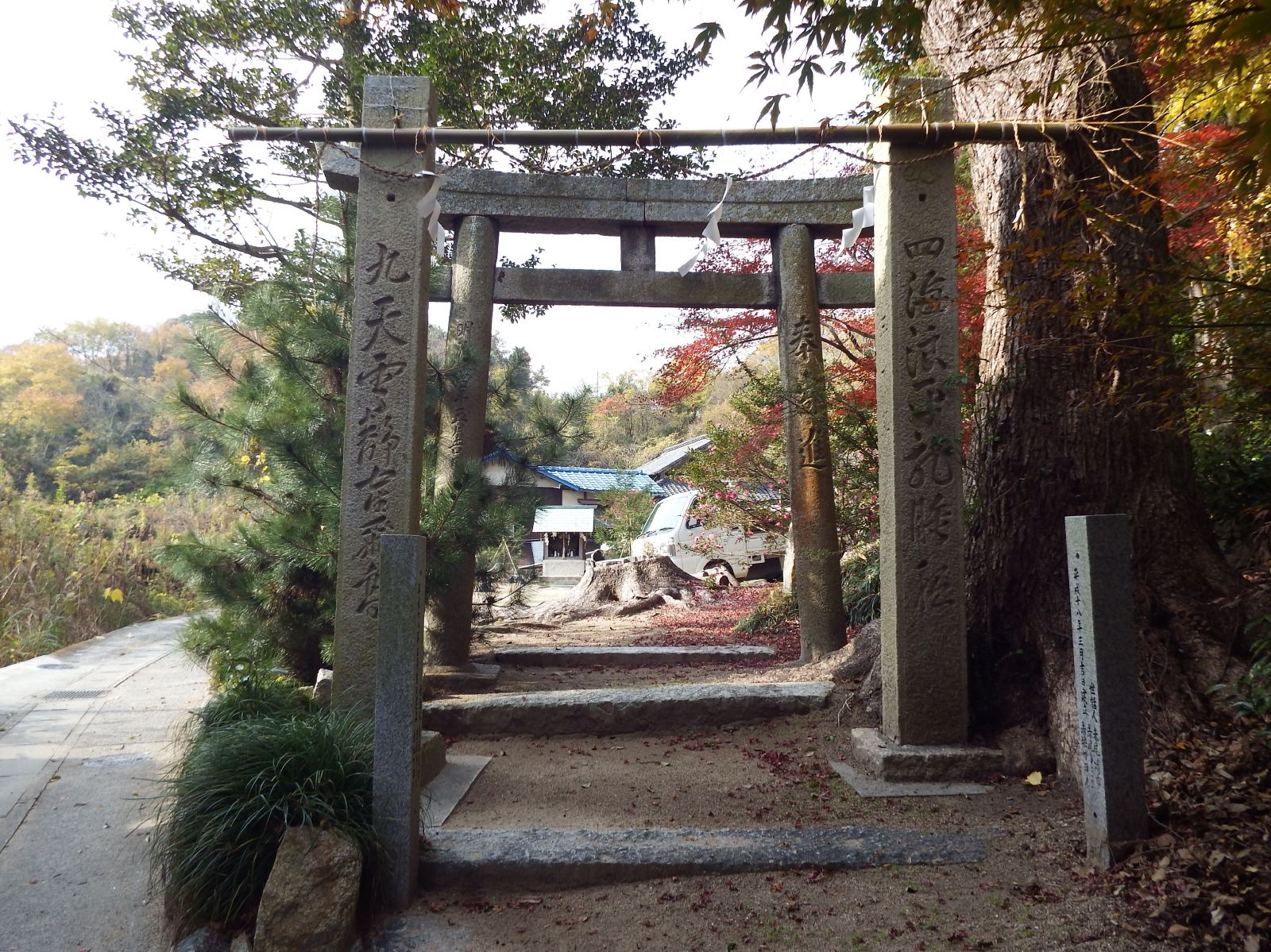
横殿宮を前方から
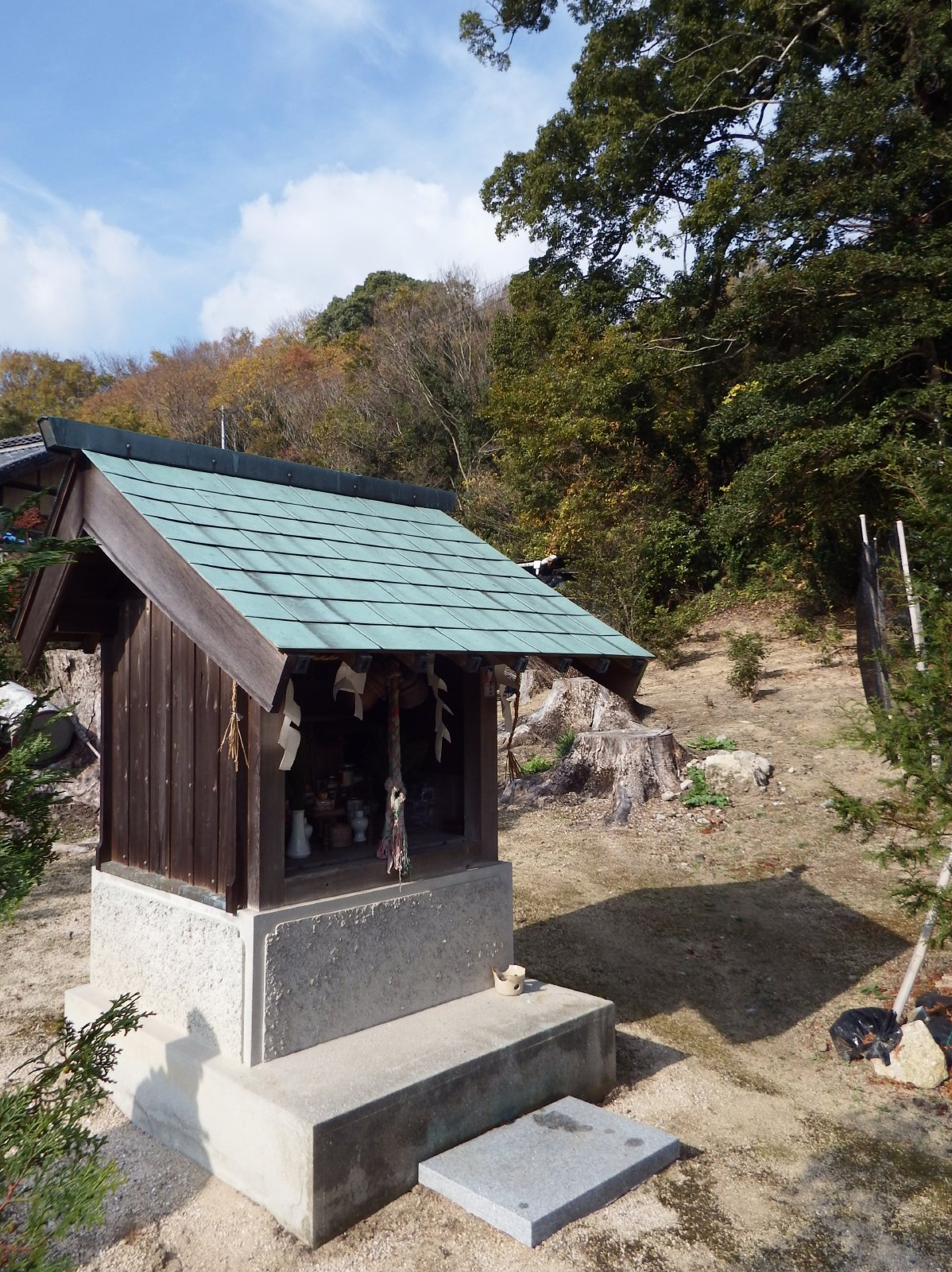
横殿宮の社殿
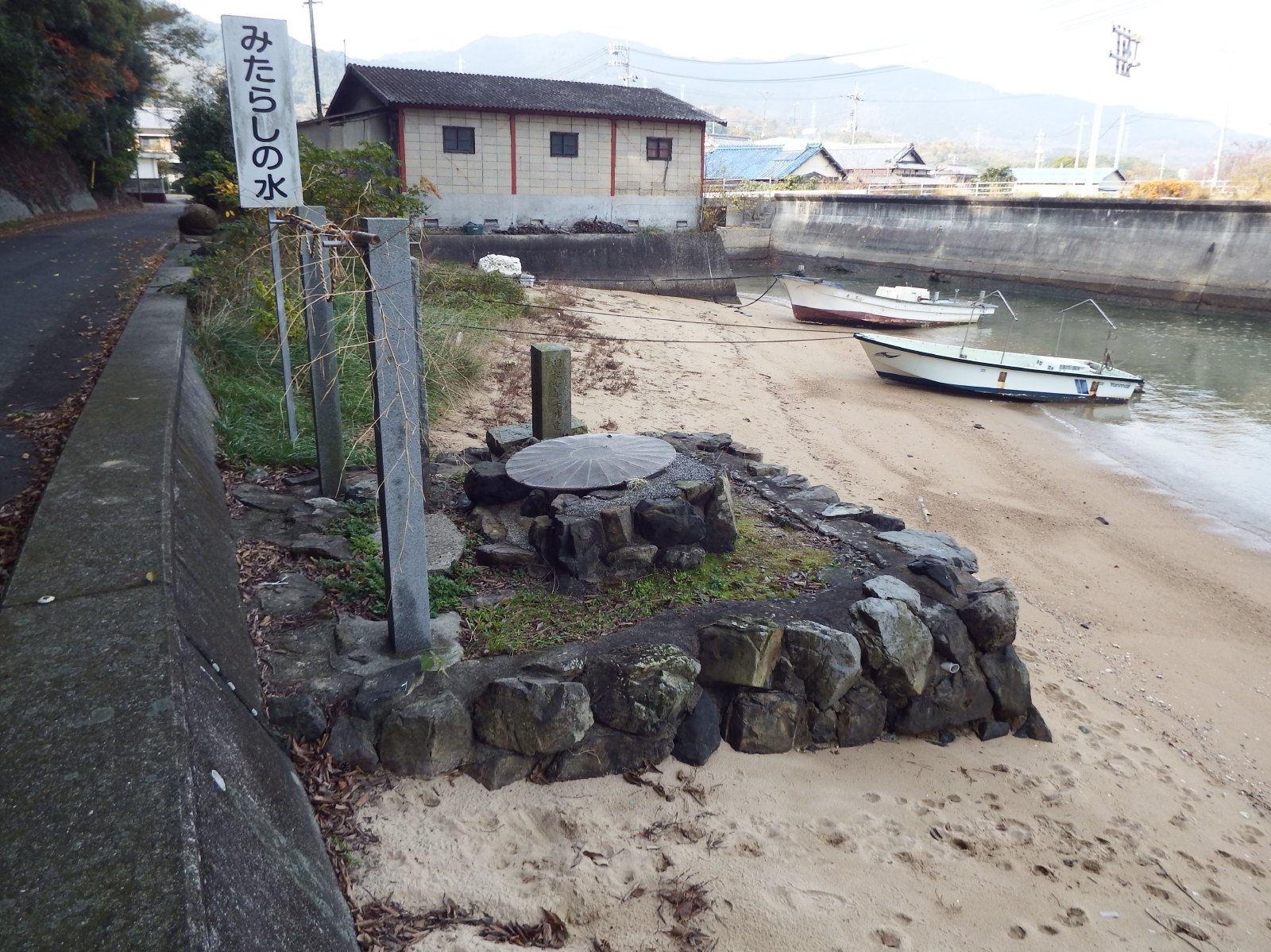
みたらしの水
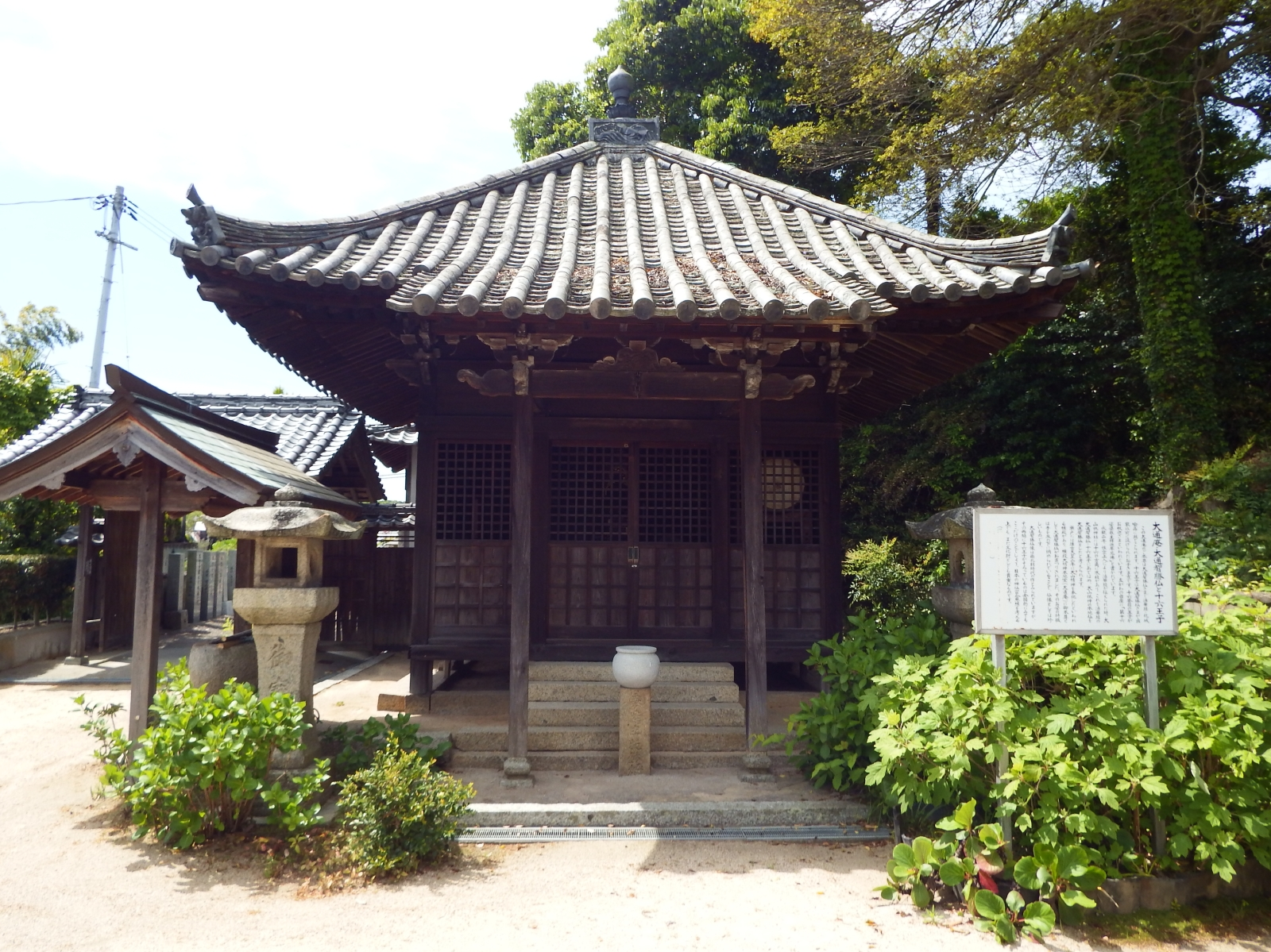
向雲寺 大通庵

### 別宮

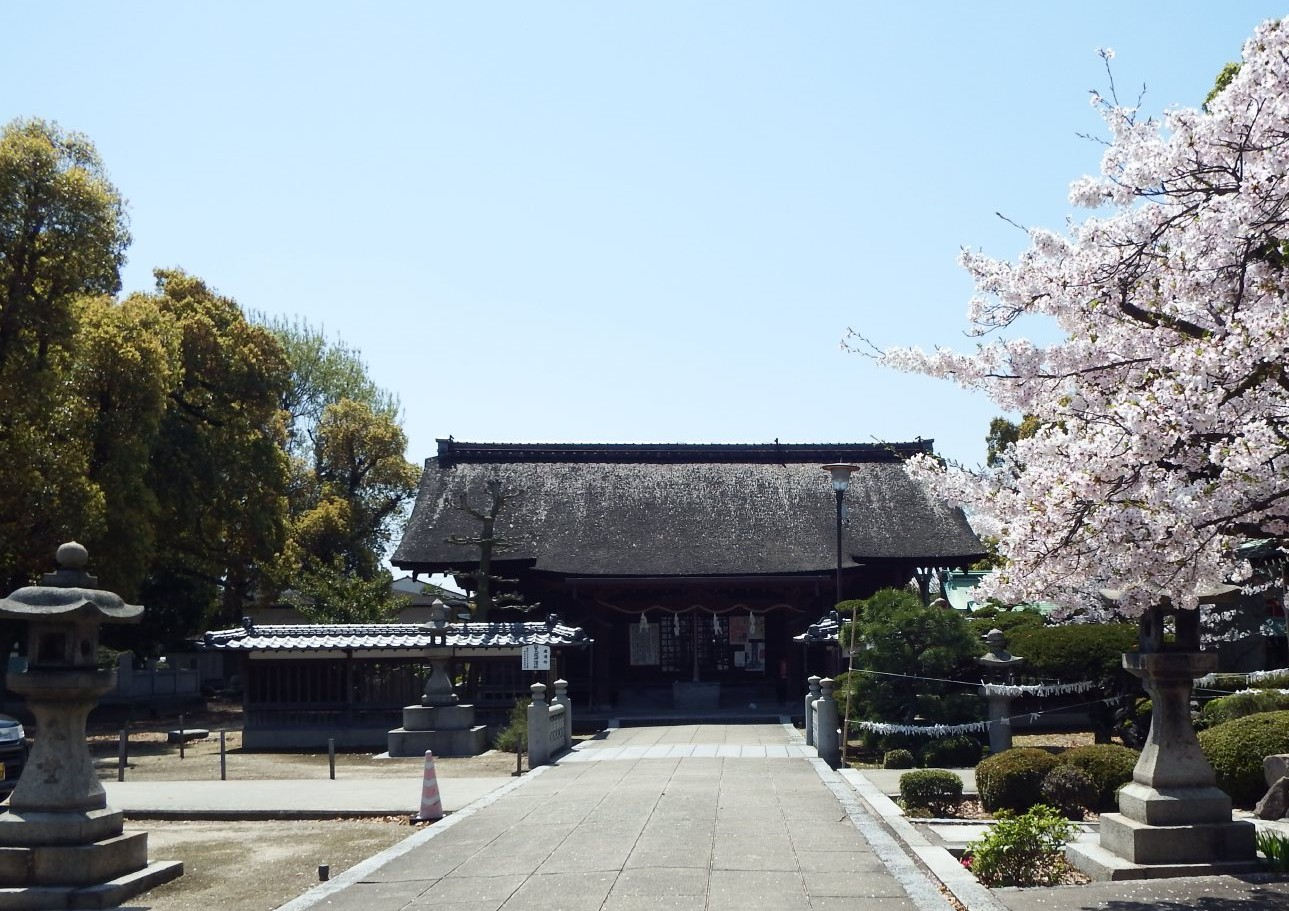
別宮大山祇神社 拝殿

- 別宮大山祇神社（今治市別宮町、北緯34度4分7.45秒 東経132度59分42.42秒）
島外地の今治市街に鎮座し、「三島地御前」とも。大山祇神社別宮。大宝3年（703年）越智玉澄により勧請され創建、和銅5年（712年）に社殿造営。
正治年間（1199年-1200年）、大山祇神社の24のうち8坊が別宮に移された。別宮に現在隣接する四国八十八箇所霊場第55番札所の南光坊はその1つ（8坊で唯一残る。現在は独立）。

### 元摂末社
かつて大山祇神社に属した摂末社。下記はいずれも境外に所在する元摂社で、現在は独立する。
大山祇神社の寺社領は時代により変動するが、室町時代には生奈島・岩城島・大三島・大下島・岡村島・御手洗島（大崎下島）・豊島があり、三島七島と呼ばれた。これらの島々に十七の摂社が存在したとされる。大島、津島、四国側にも多数関連社が存在した。
- 諸山積大明神社（愛媛県今治市大三島町浦戸）
- 姫子島神社（愛媛県今治市関前岡村）
- 宇津神社（広島県呉市豊町大長）

## クスノキ群ほか

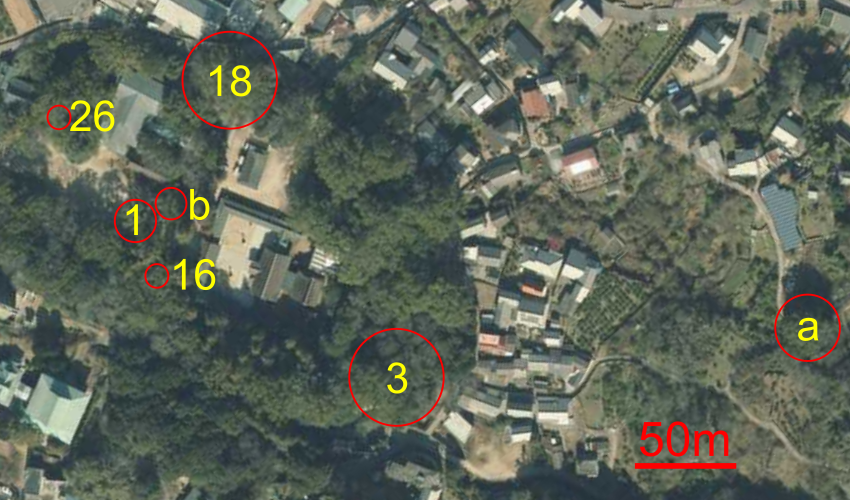
クスノキ群付近の空中写真。
1:「乎千命御手植の楠」、3:「第三号樹」、16:「河野通有兜掛の楠」、18:「第十八号樹」、26:「能因法師雨乞いの樟」、a:「生樹の御門」、b:「伊藤博文公記念楠樹」
。（平成30年撮影）

鎮守の森はそれほど広くないが、御神木の「乎千命御手植の楠」や奥の院の門となっている「生樹の御門」など境内や近隣にクスノキの巨木が存在する。1322年の兵火や、1722年の洪水で大被害を受けており往年の姿は無いが、38本が「大山祇神社のクスノキ群」の名称で国の天然記念物に指定、他に境内から離れた場所にある1本が愛媛県指定天然記念物となっている。

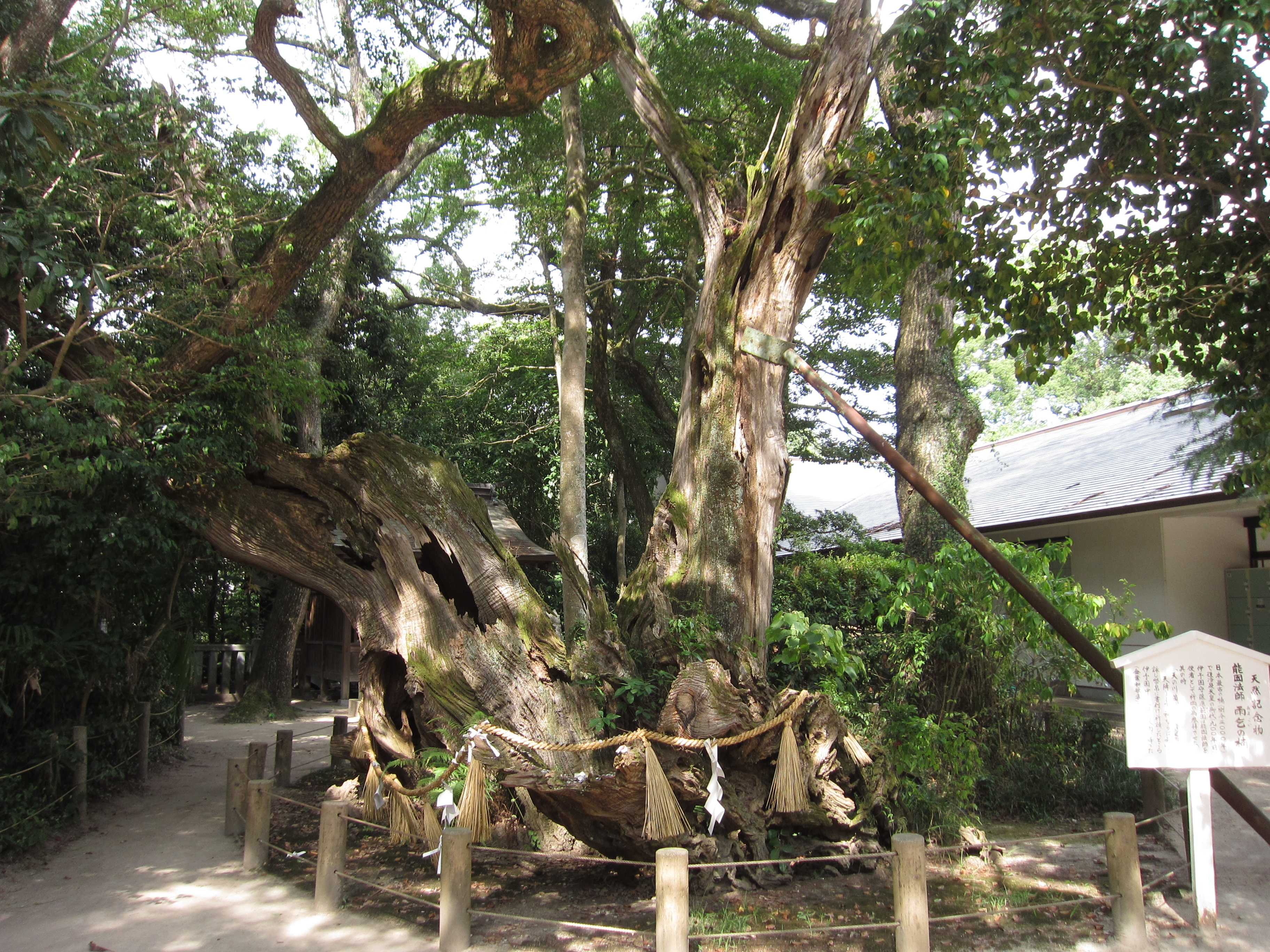
能因法師雨乞いの樟

原始林社叢の楠群
国の天然記念物（指定名称は「大山祇神社のクスノキ群」）。1951年（昭和26年）6月9日指定。境内には多くのクスの古木が残って原生林の名残を留めている。うち38本が指定対象となっている。代表的なものは次の通り。

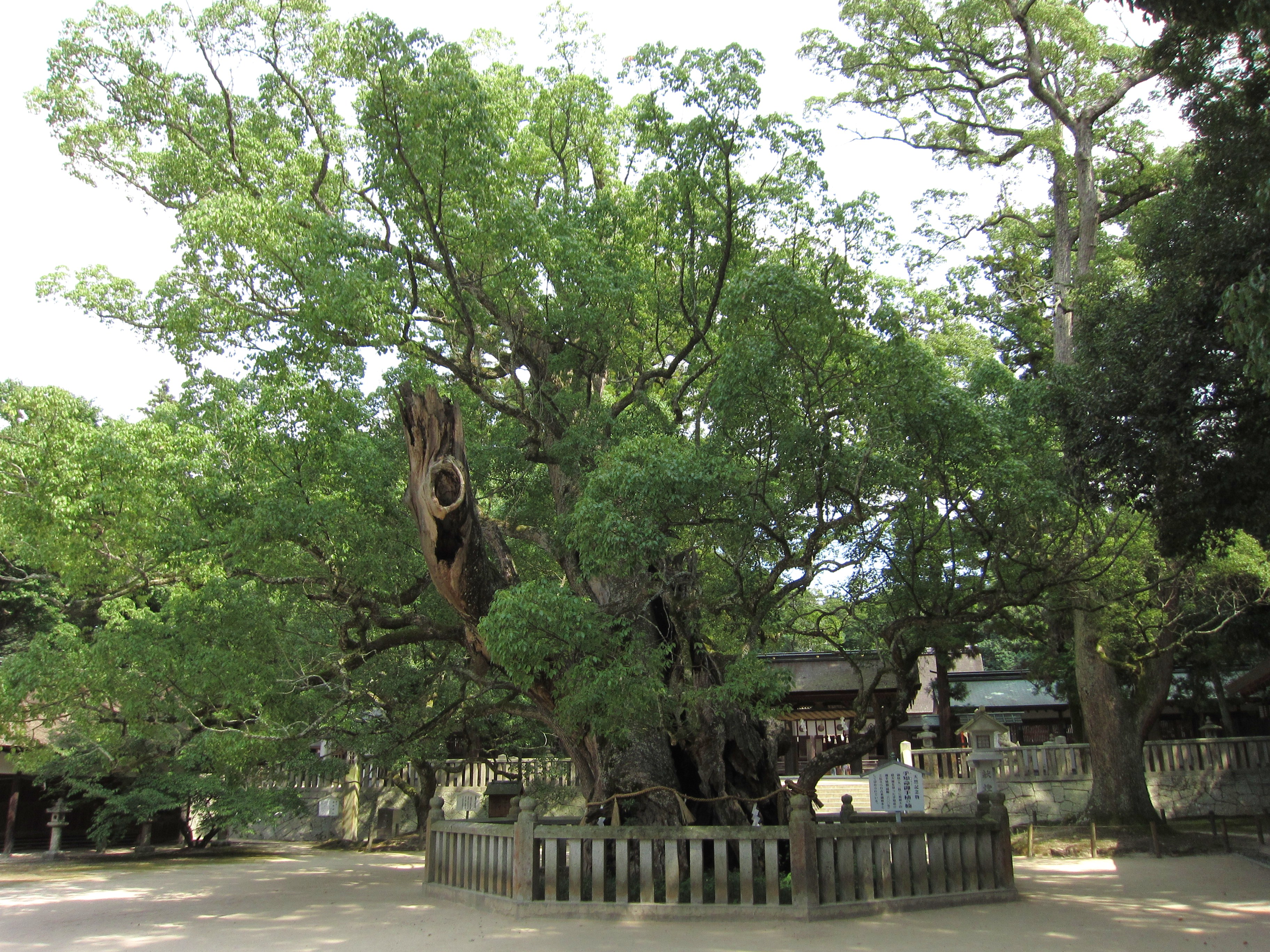
乎千命御手植の楠
幹周11.1m、根周り20m、樹高約15.6m。神社境内のほぼ中央にある。伝承樹齢2600年。兵火や洪水・落雷により樹勢は衰えているが下枝は葉をつけている。小千命の手植えとの伝承があり、名称はこれに由来する。根本は柵で保護されているがその周りは踏み固められており、やや枯れ枝が目立つ。
能因法師雨乞いの樟（枯死）
幹周17m（現在は10m以下）。神池近くにある。伝承樹齢3,000年。18世紀に枯死し腐朽により徐々に崩壊縮小しているが、1990年頃の調査でも胸高幹周10mとある。名称は、1066年の大干ばつの際、能因法師がこの木に幣帛を掛け雨乞いを行ったことに由来する。このことは『金葉和歌集』の大治2年（1127年）に詠まれている。
河野通有兜掛の楠（枯死）
幹周14m（現在は3m以下）。弘安4年（1281年）元寇出兵時、河野通有が大山祗神社に参籠祈願した際に兜を掛けたとされる。1322年の兵火により枯死。
第三号樹・第十八号樹
両木とも樹勢きわめて旺勢で、樹冠規模が大きい。第三号樹は幹周8m（1950年頃）で高い樹高と大きな根株が特徴。上記3本に次ぐ大木だが、特筆する伝承などはなく、見通しの悪い樹林の中にあるため目立たない。第十八号樹は北側道路に面しており、根株は落ち葉や伐採枝で埋まっているが、遠くからでもよく目立つ。その他本殿南側に幹周8-10m級クスノキが2本ある。
生樹の御門
奥の院への途中に立つ。樹齢は2,000年または3,000年と伝承される。根周り32m、幹周15.5m、高さ10m。主幹は勢いがなく副幹に近接する1枝を除いて枯れているが、副幹は樹勢があり大きく密な樹冠を広げている。昭和期には斜面上側、主幹と副幹の間にもう1本細い幹があった。真中の洞（幅2m、高さ3m）が奥の院への参拝通路となっている。
愛媛県指定天然記念物。1951年（昭和26年）11月27日指定。境内からやや離れているため、国の天然記念物「大山祇神社のクスノキ群」には含まれず、この木単独で愛媛県の天然記念物に指定されている。
伊藤博文公記念楠樹
樹齢100年（1909年3月22日～）、幹周1m程度の若木である。伊藤博文が参拝記念に植樹した。下枝が手頃なところにあるため、よくみくじ掛として使われているが、木の生育にはあまり良くない。他にもクスノキの若木が多数ある。

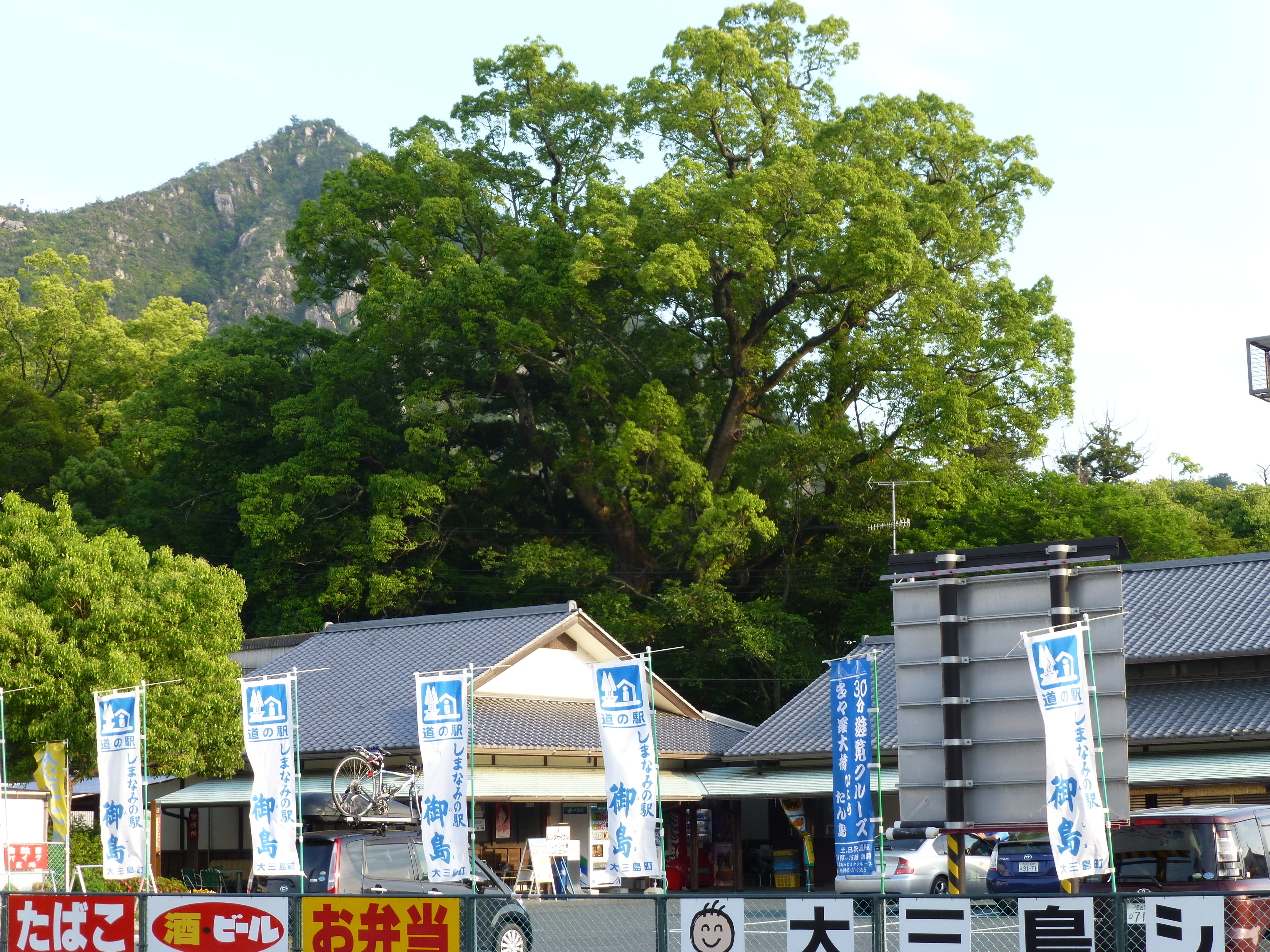
第十八号樹
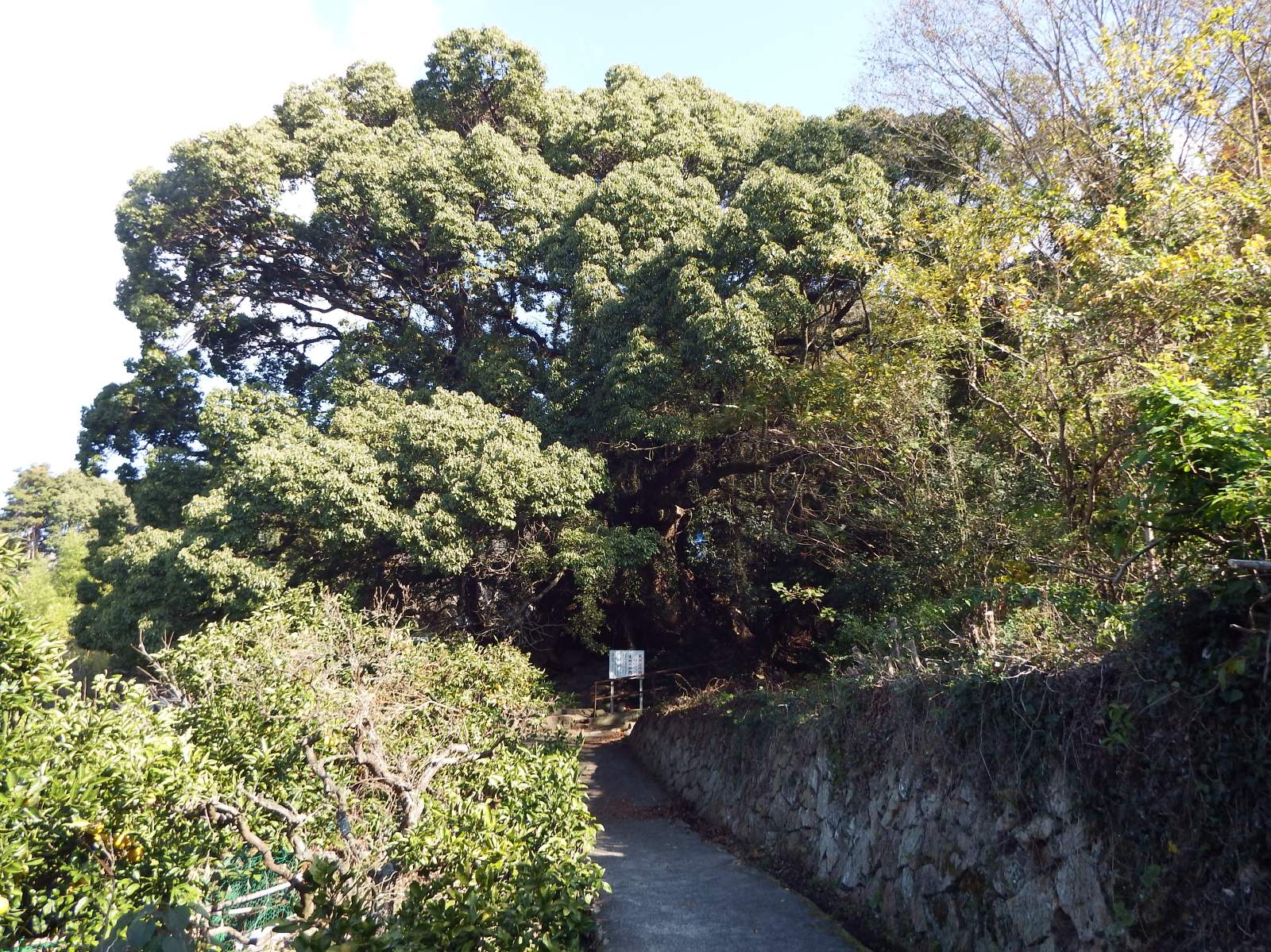
生樹の御門（愛媛県指定天然記念物）
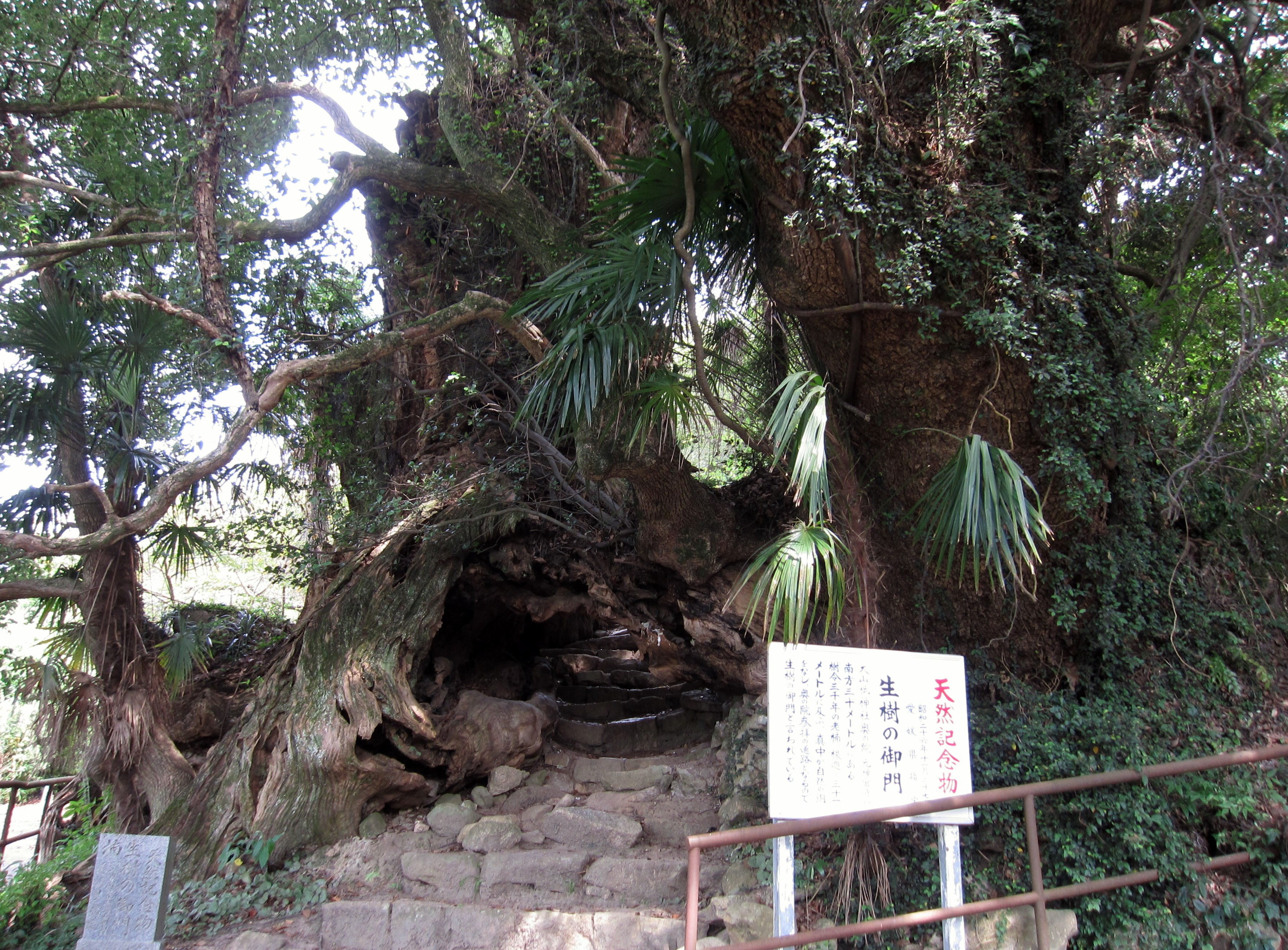
生樹の御門の幹部分
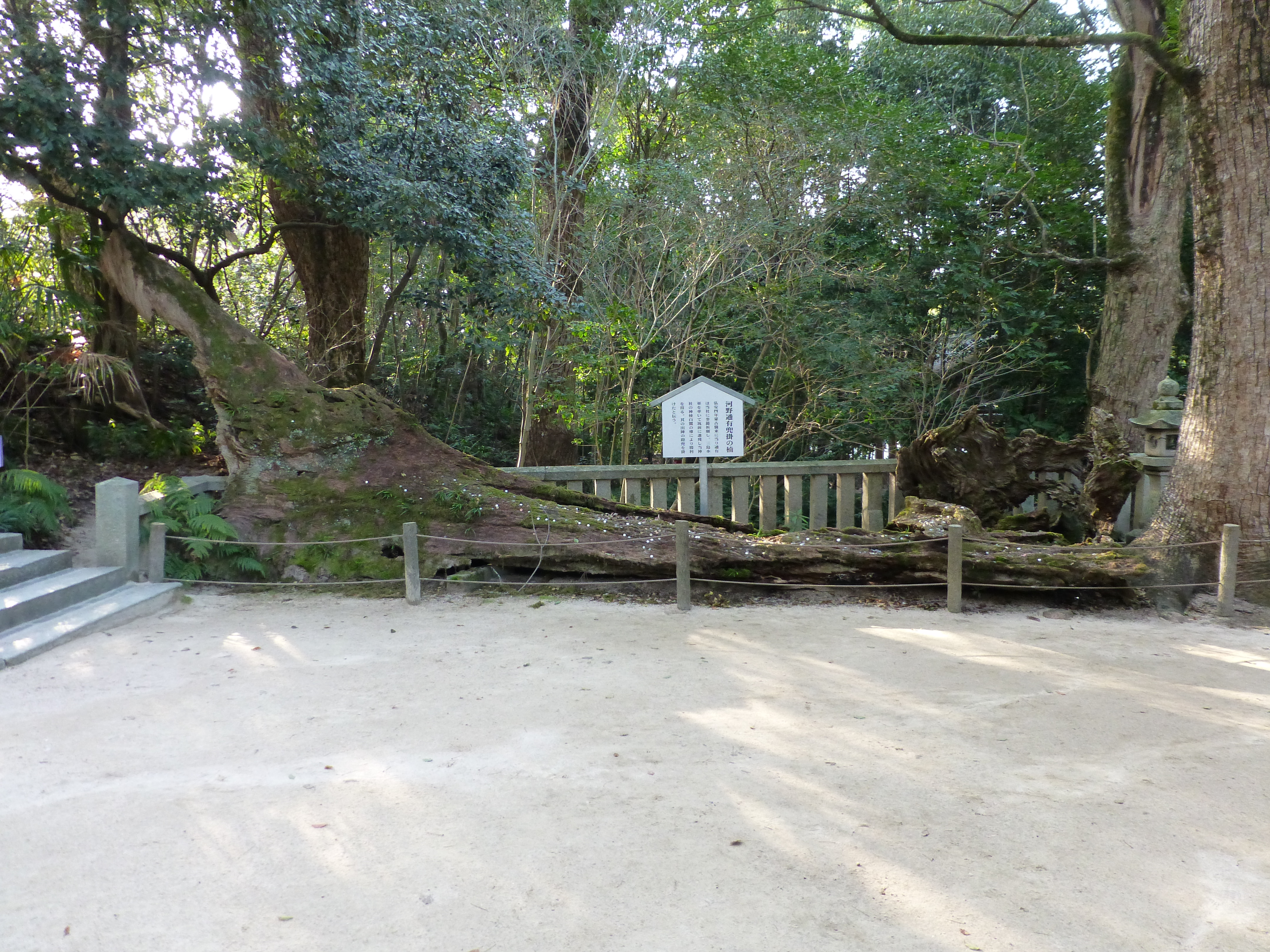
河野通有兜掛の楠（枯死）
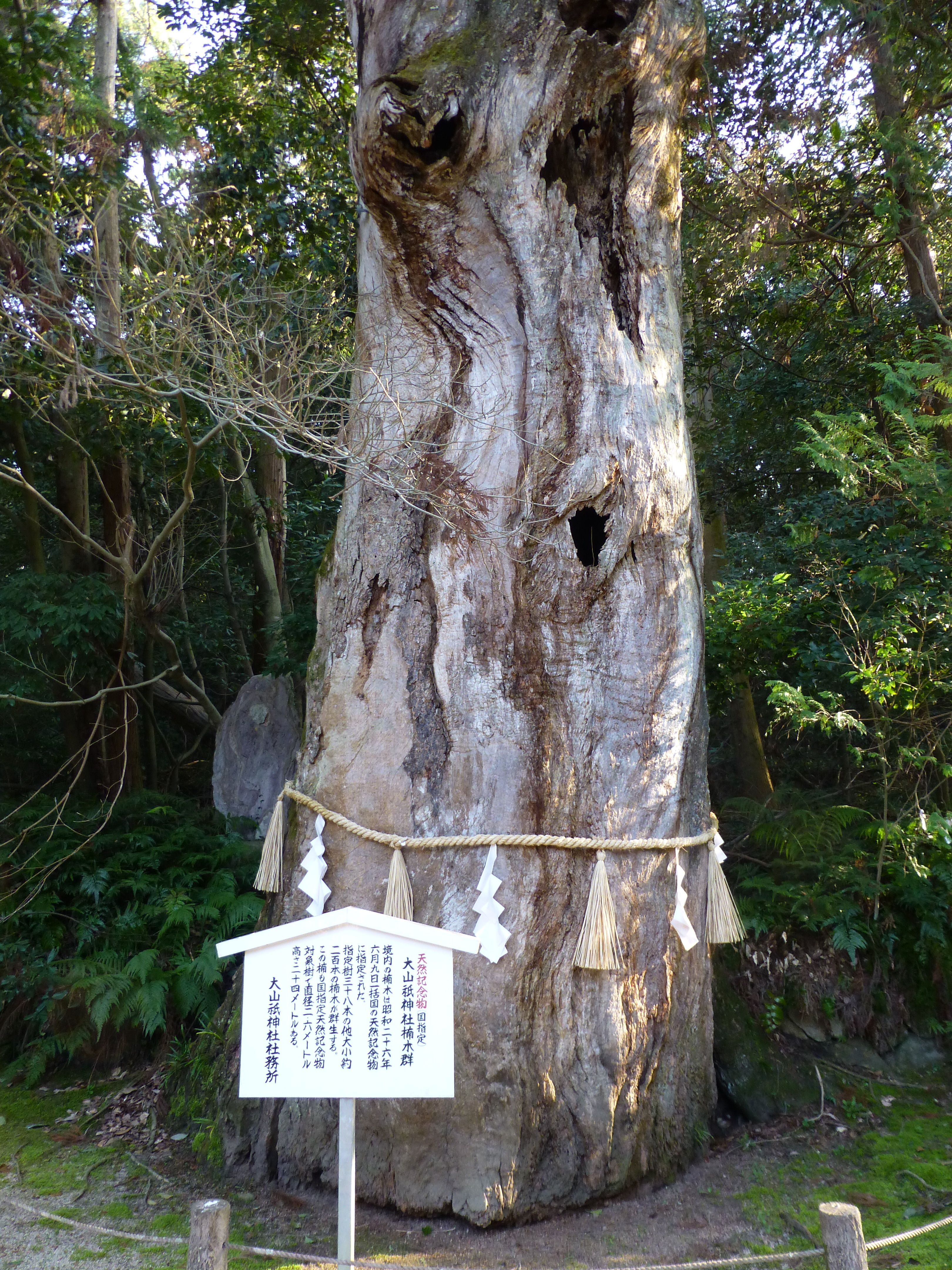
無名の大楠（国の天然記念物）
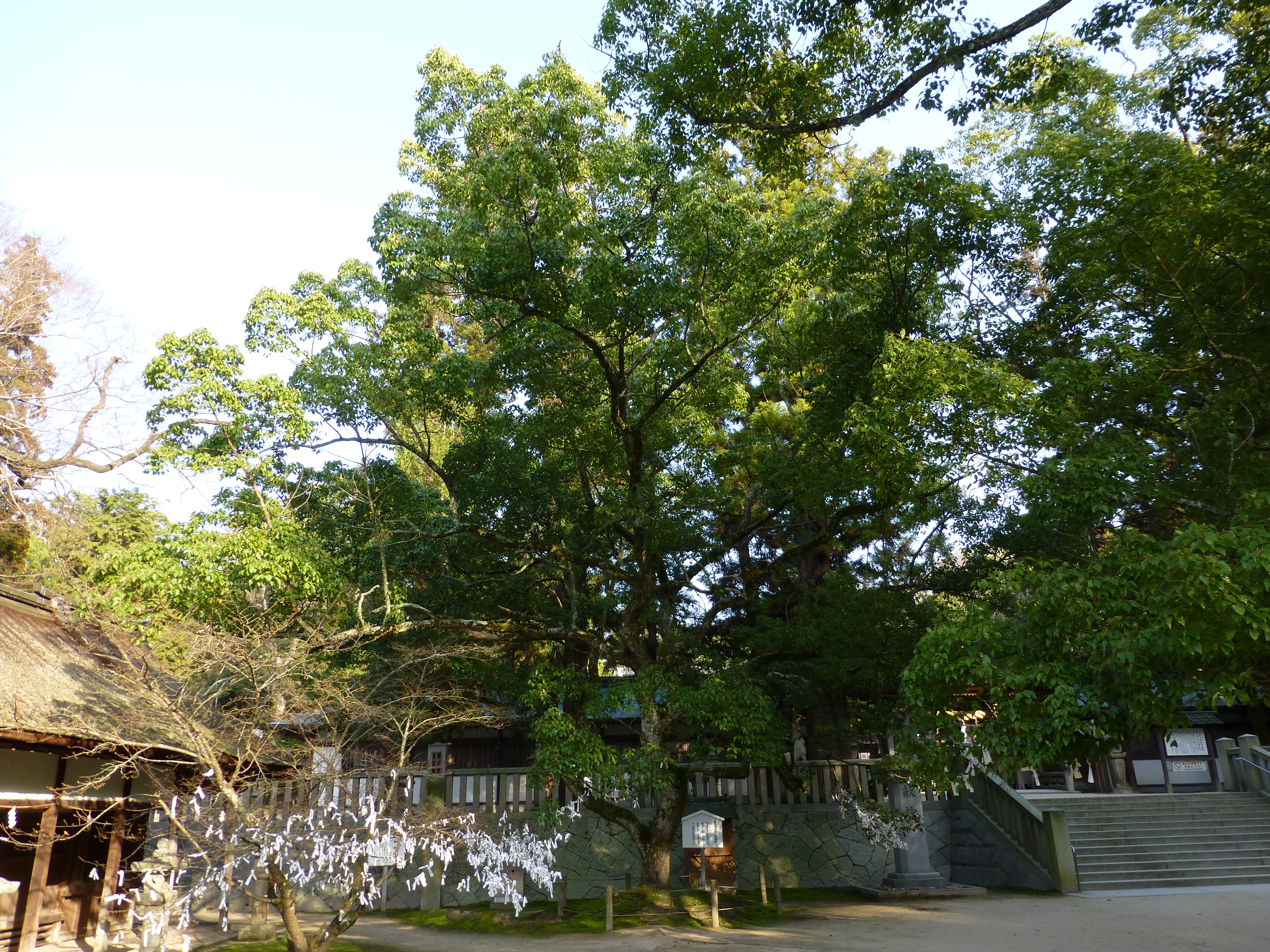
伊藤博文公記念楠樹

### 神体山

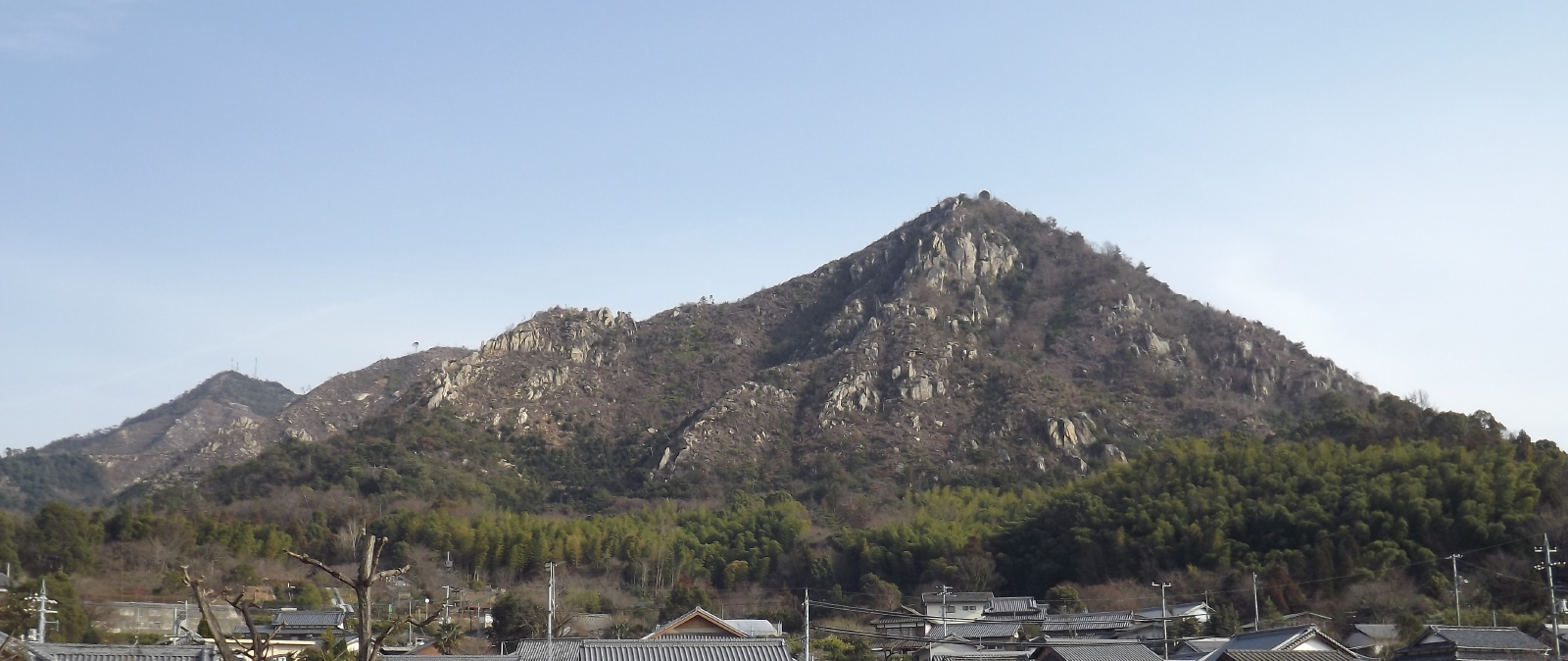
安神山、左の奥は鷲ヶ頭山

- 鷲ヶ頭山（436.3m） - 大三島中心に立つ最高峰で四国百名山。古名を「神野山」。
- 安神山（266.8m） - 当社の背後に聳える。大宝元年の本社の現境内地への遷宮の際、安神山山頂に五龍王を祀ったとされ、現在も祠が鎮座する。
- 小見山 - 奥の院がある本社境内後方の山中。山名は「お宮の山」からの変形とされる[13]。

### 周辺の関連地

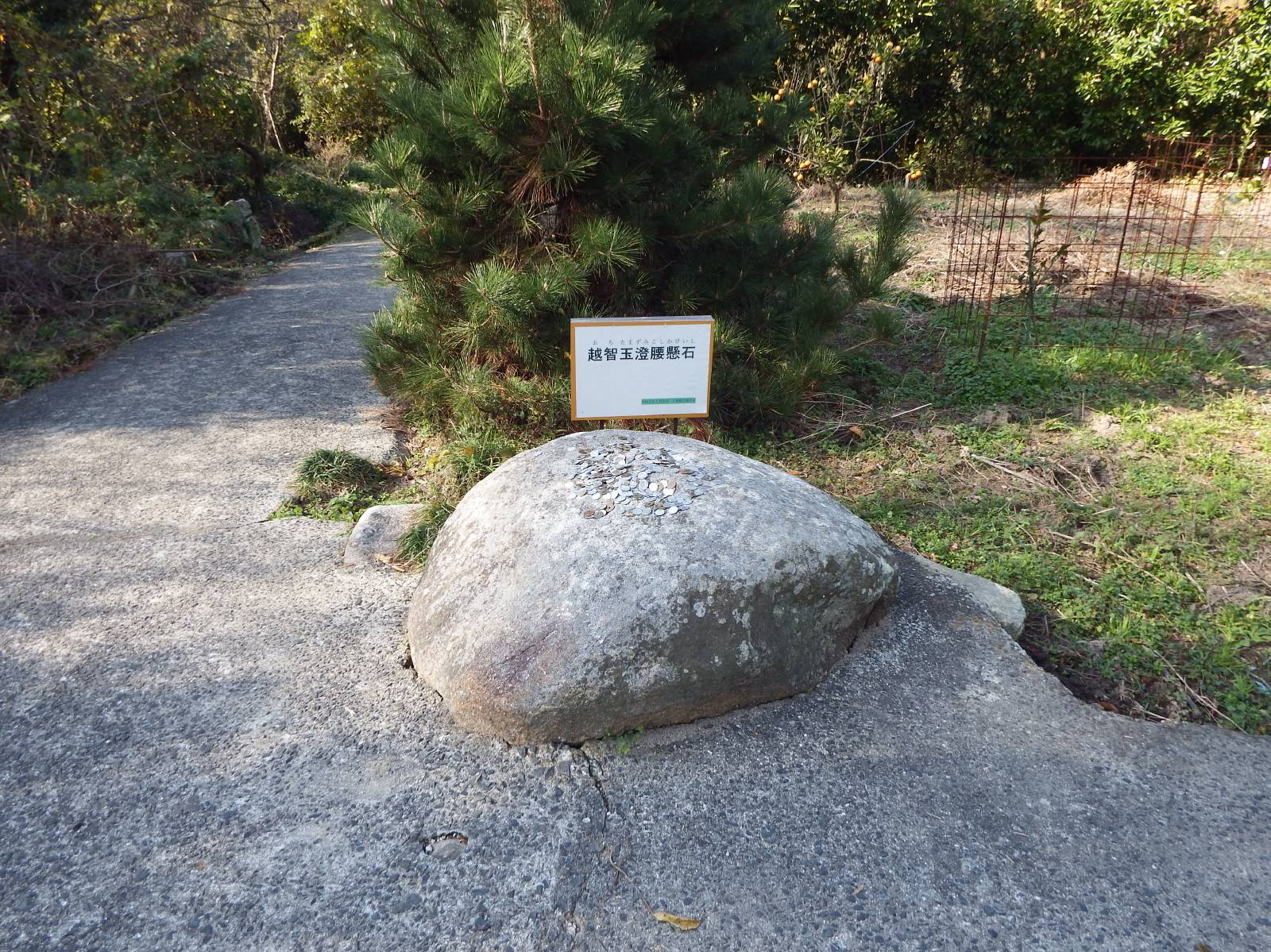
越智玉澄腰懸石

- 越智玉澄腰懸石 - 生樹の御門の手前にあり、玉澄がここに座って神社を何処に建立するか思案した所とも、また、社地となる地に先住の大蛇を大三島から放逐したところとも伝わる。
- 御串山（今治市大三島町宮浦字御串山） - 宮浦港に接して立つ小山。大山祇神社の境内地で摂社の阿奈波神社が鎮座するほか、中世の城跡も確認されている。景勝地として名高く、愛媛県の名勝に指定。
- 島外地：鯨山古墳（今治市馬越） - 伝小千命墓。

## 祭事

### 年間祭事
- 1月
  - 歳旦祭 （1月1日）
  - 生土祭 （1月7日）
- 4月
  - 御更衣御戸開祭 （旧4月21日）
  - 例大祭 （旧4月22日）
- 5月
  - 御田植祭 （旧5月5日）
- 6月
  - 全国鉱山工場安全祈願祭 （6月27日）
  - 五穀豊穣祈願祭 （6月27日）
- 8月
  - 産須奈大祭 （旧8月22日）
- 9月
  - 抜穂祭 （旧9月9日）
- 11月
  - 七五三祝祭 （11月15日）
  - 御更衣御戸開祭 （11月22日）
- 12月
  - 全国鉱山工場安全祈願祭 （12月1日）
  - 酒口祭 （12月）
  - 大祓式、除夜祭 （12月31日）

### 一人角力
毎年春の御田植祭（旧暦5月5日）と秋の抜穂祭（旧暦9月9日）において、大山祇神社の御淺敷殿と神饌田の間に設けられた土俵で行われる相撲神事である。「稲の精霊」と「一力山」による三本勝負で行われ、稲の精霊が2勝1敗で勝つ。「すもう」は一般に「相撲」の字を当てるが、ここでは、相撲を含めた広義の力くらべである「角力」の文字を用いて一般の相撲とは違うこと、神との力くらべを表すとされる。
この神事については「三島大祝安積の松山寺社奉行所差出書」（宝永4年（1707年））に5月5日・9月9日に相撲を取らせたとあり、また大三島の瀬戸地区（現 今治市上浦町南東部）の向雲寺住職慈峯が享保20年（1735年）に「端午（5月5日）神事の節於宮浦邑の斎事有其内瀬戸の独り相撲と名乗る儀式あり役人は甘崎（瀬戸に隣接する地区）より出候得共瀬戸と名乗る」と記しており、古くからの神事であったことが察せられる（貞治3年（1364年）の書物にも相撲奉納の記録が残る）。
春の御田植祭の時には御田植神事の前に、そして秋の抜穂祭の時には抜穂神事の後に行われている。稲の精霊が勝つことによって、春には豊作が約束され、秋には収穫を感謝するという神事である。全国的にも珍しく、昭和39年（1964年）に愛媛県の無形文化財の指定を受け、昭和52年（1977年）に条例改正により県の無形民俗文化財に指定替えになる。
記録によると江戸時代は現在の今治市上浦町瀬戸の力士によって行われ、一番勝負であったとされる。また、明治以降の力士として、堀田金八・藤原岸蔵・藤原初治・越智直治・松岡栄太郎・藤原忠八・元岡敬・藤原荒市などの氏名が記されており、いずれも10年20年と奉仕してきたようである。また、現在使われている「一力山」という四股名は藤原百千の命名による。
昭和59年（1984年）を機に途切れていた一人角力は、大三島中学校教諭 越智秀雄のはたらきかけにより、平成2年の愛媛県地域生活文化研究発表会で大三島中学校生徒により披露されることとなり、以後同中学校において伝承文化発表会で毎年披露されている。平成6年-10年の間には、大三島中学校生徒会 会長・副会長による一人角力が実際の御田植祭と抜穂祭でも奉納された。現在、しまなみ海道開通（平成11年）を契機として、地元の若者の中から選ばれた力士役・行司役の2人により成人の一人角力復活がなされている。

## 文化財
大山祇神社の文化財には、日本刀、甲冑、弓箭具などの武器武具類の多いことが特色である。これらの多くは三島水軍の河野一族からの奉納品である。特に甲冑は日本の国宝・重要文化財指定品の4割が当神社にある。これらは紫陽殿および国宝館で一般公開されている。
出典：2000年までの指定物件については、『国宝・重要文化財大全 別巻』（所有者別総合目録・名称総索引・統計資料）（毎日新聞社、2000）による。

### 国宝
- 沢瀉威鎧（おもだかおどし よろい）（兜、大袖付（金具廻革所欠失）） 1領 - 伝越智押領使好方奉納。平安時代初期、日本式の大鎧としては最古の遺品。昭和29年3月20日指定
- 紺糸威鎧（こんいとおどし よろい）（兜、大袖付） 1領 - 伝河野通信奉納。平安時代末期。昭和27年3月29日指定
- 赤糸威鎧（あかいとおどし よろい）（大袖付） 1領 - 伝源義経奉納。平安時代末期。大鎧と胴丸の特色を兼ね備えた稀有の遺例。昭和27年3月29日指定
- 紫綾威鎧（むらさきあやおどし よろい）（大袖付） 1領 - 伝源頼朝奉納。平安時代末期。昭和28年3月31日指定
- 禽獣葡萄鏡（きんじゅうぶどうきょう） 1面 - 唐代中国。白銅円鏡。昭和28年3月31日指定
- 大太刀 銘貞治五年丙午千手院長吉 1口 - 伝後村上天皇奉納。刃長136cm、反り4.8cm。昭和28年3月31日指定
- 牡丹唐草文兵庫鎖太刀拵 1口 - 伝護良親王奉納。鎌倉時代。昭和30年6月22日指定
- 大太刀 無銘（伝豊後友行、附 野太刀拵） 1口 - 伝大森彦七（楠木正成を討った武将）奉納。刃長180cm、反り5.4cm。昭和33年2月8日指定

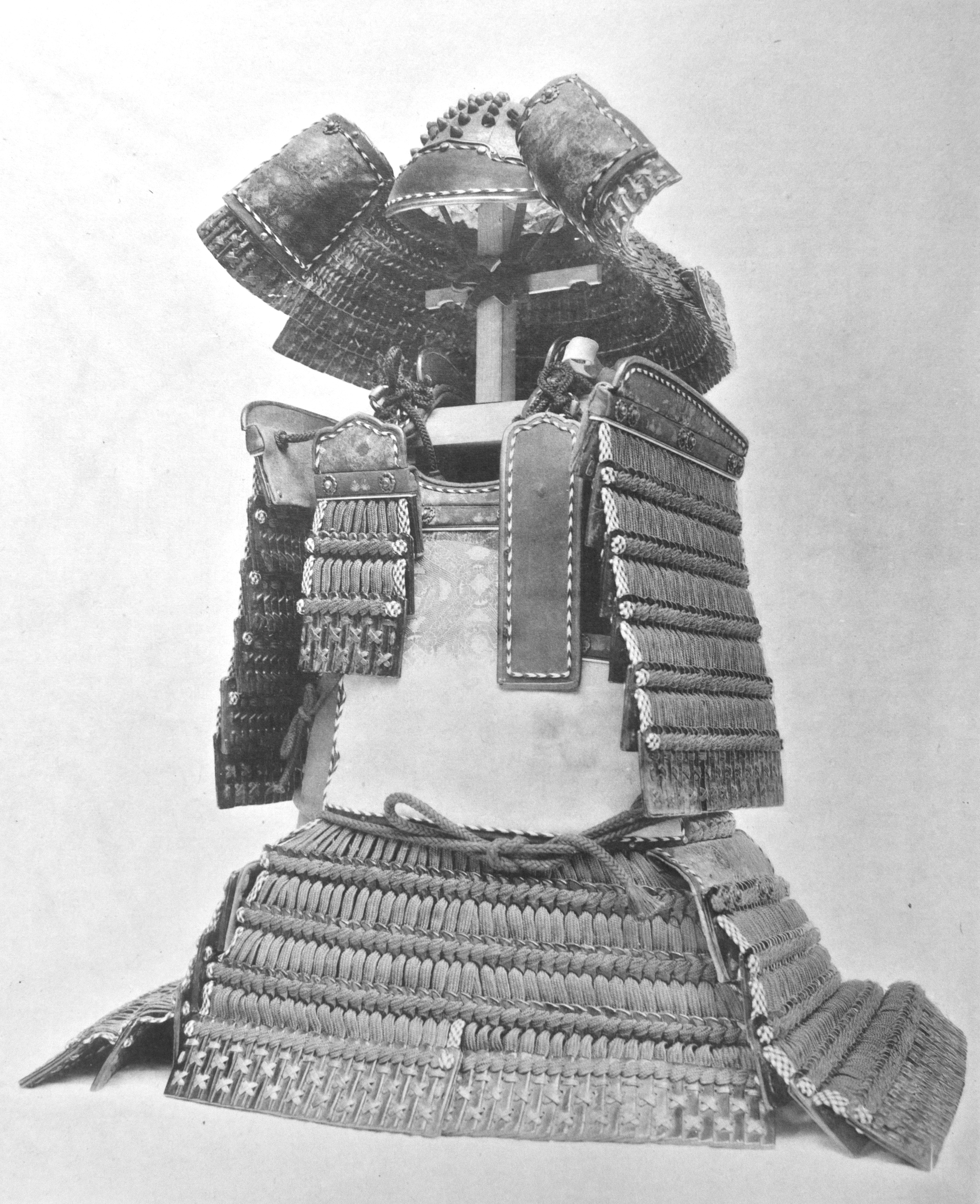
伝河野通信奉納の紺糸威鎧（兜、大袖付）（国宝）
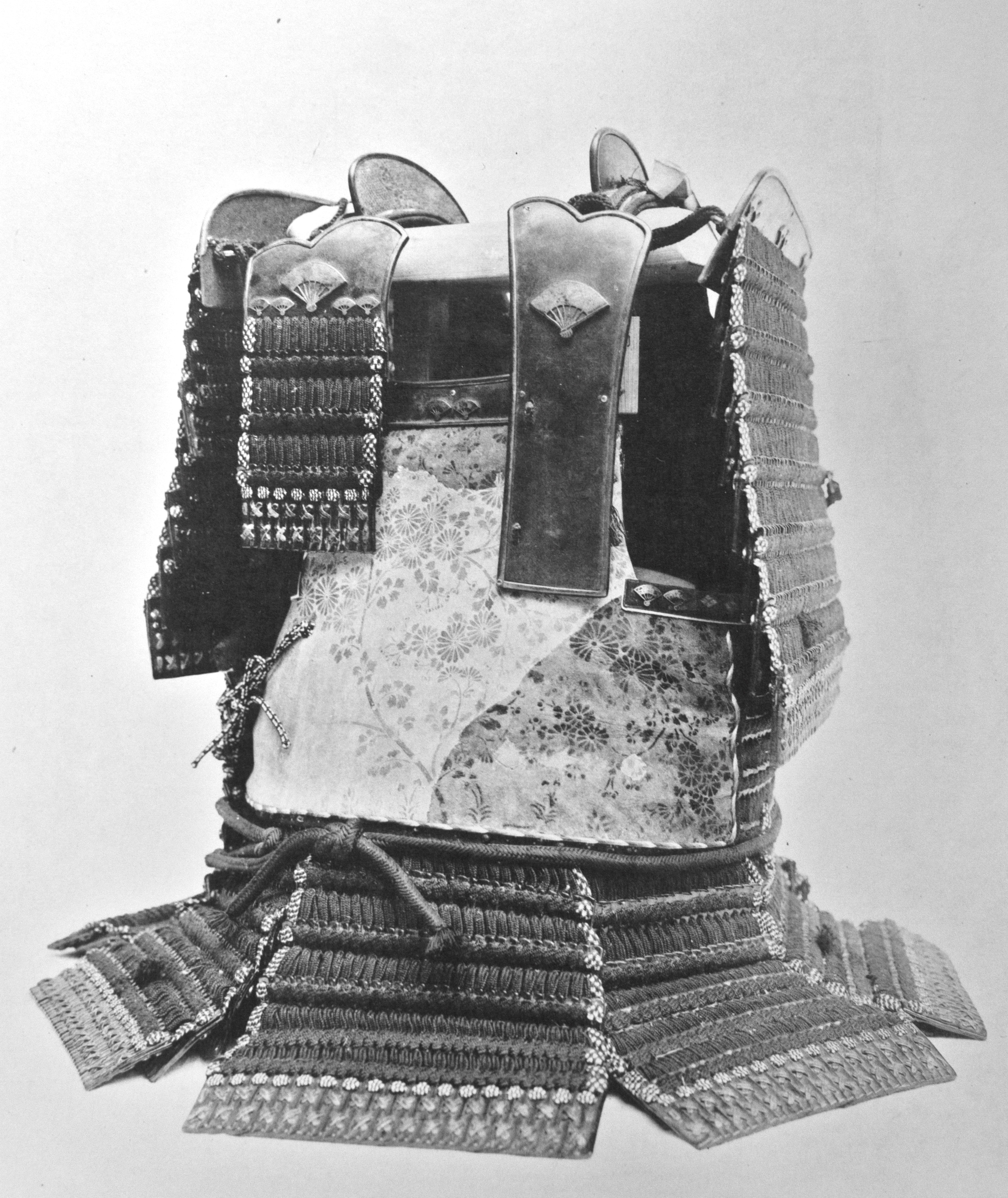
伝源義経奉納の赤糸威鎧（大袖付）（国宝）
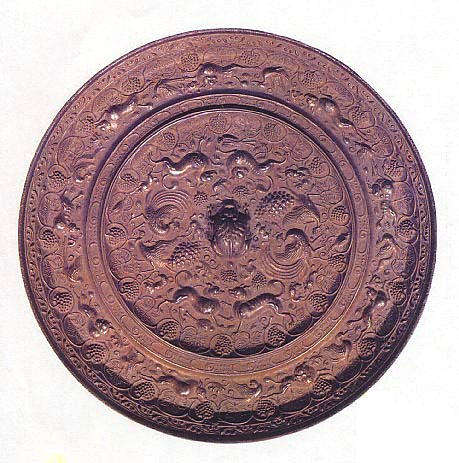
禽獣葡萄鏡（国宝）
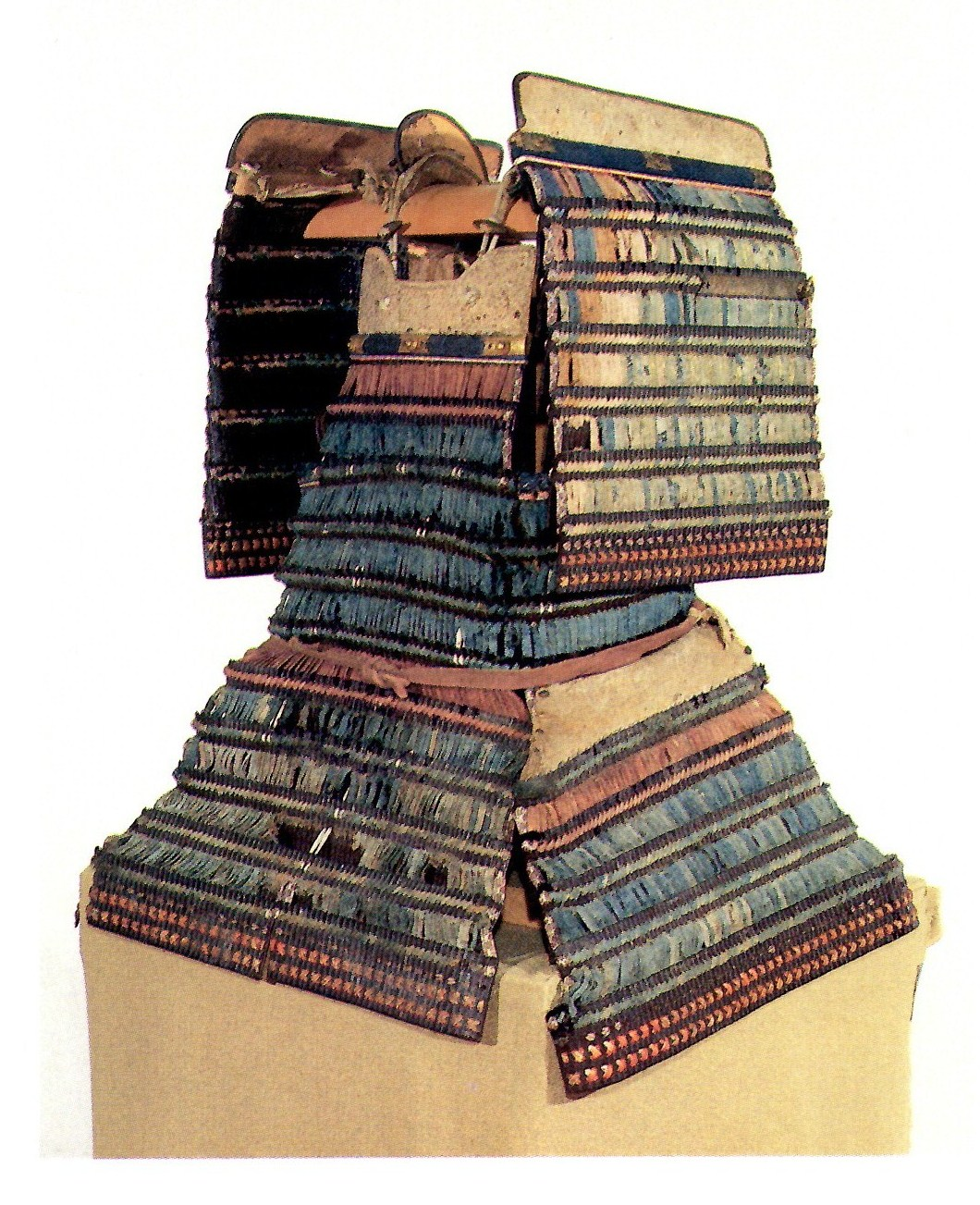
伝河野通有奉納の萌黄綾威腰取鎧（重要文化財）

### 重要文化財
国の重要文化財には76件が指定されている（2016年現在）。
建造物
- 本殿（宝殿） 1棟 - 明治37年8月29日指定
- 拝殿 1棟 - 昭和28年3月31日指定
- 宝篋印塔 3基 - 昭和27年11月22日指定

彫刻
- 木造御神像 17躯（明細は後出）- 十七神社に安置。明治34年3月27日指定
- 木造女神坐像（じょしんざぞう） 4躯 - 明治34年3月27日指定
- 木造守門神像 4躯 - 北方天像は元亨二年（1322年）銘、南方天像は元亨三年大仏師美作法橋宗盛銘。平成7年6月15日指定

工芸品（刀剣類）
- 螺鈿飾太刀 伝小松重盛奉納 1口　明治34年3月27日指定
- 革包太刀 銘国吉作 大内義隆奉納 1口　明治34年3月27日指定
- 赤銅造太刀 銘宗延作 1口　明治34年3月27日指定
- 太刀 銘恒真 革包太刀拵 1口　明治34年3月27日指定
- 黒漆太刀 無銘 1口　明治34年3月27日指定
- 革包太刀 無銘 1口　明治34年3月27日指定
- 太刀 銘行真 拵 山金造螺鈿鞘野太刀 1口（刀身は1942年盗難）昭和2年4月25日指定
- 刀 銘慶長九年二月吉日信濃守国広作 依賀茂縣主保経所望打之 1口（1942年盗難）昭和3年4月4日指定
- 太刀 銘有綱 拵 山金造革包太刀 1口　昭和4年4月6日指定
- 金象嵌両添刃鉄鉾 1口 - 神宝として本殿に安置。昭和41年6月11日指定

工芸品（武具）
※以下の甲冑のうち重要文化財指定年月日の注記のないものは、明治34年（1901年）3月27日に「甲（よろい）52領」として一括指定され、昭和44年（1969年）6月20日付けで1領ずつ分割指定されたものである。
| （鎧） - 浅葱糸威褄取鎧（あさぎいとおどしつまどり よろい）大袖付 1領 伝祝彦三郎安親奉納 - 萌黄綾威腰取鎧（もえぎあやおどしこしとり よろい）大袖付 1領 伝河野通有奉納 - 紫韋威鎧（むらさきがわおどし よろい） 大袖付 伝大祝安時奉納 - 紫韋威鎧 大袖付 1領 - 紅糸威鎧 1領 - 白糸威褄取鎧 1領 - 藍韋威鎧 1領 伝河野通時奉納 （胴丸） - 色々威胴丸 兜、頬当、大袖、籠手付 1領 - 色々威胴丸 兜、大袖1隻付 1領（破損甚大） - 熏韋威胴丸（ふすべかわおどし どうまる） しころ、大袖付 1領（「しころ」は篇が「革」、旁が「毎」） - 紫糸威腰赤胴丸 大袖付 1領 - 茶糸威肩赤白胴丸 大袖付 1領 - 藍韋威胴丸 大袖付 1領 - 藍韋威胴丸 兜、大袖付 1領 - 藍韋威胴丸 兜、大袖付 1領 - 紫韋威胴丸 兜、大袖付 1領 - 藍韋威肩腰白胴丸 大袖付 1領 - 熏韋威胴丸 大袖付 1領 - 熏紫韋威胴丸 大袖付 1領 伝木曽義仲奉納 - 紫韋威胴丸 兜、壺袖付 1領 - 紫韋威胴丸 大袖1隻付 1領 - 藍韋威裾紫胴丸 兜付 1領 - 熏韋威胴丸 1領 - 熏韋威胴丸 1領 - 熏韋威胴丸 兜、大袖付 1領 - 熏韋威胴丸 大袖、袖印付 1領 - 紅綾威肩腰萌黄綾胴丸 1領 - 熏韋包胴丸 壺袖付 1領 - 藍韋威肩腰白胴丸 大袖付 1領 - 紫韋威胴丸 1領 - 紫韋威胴丸 1領 - 紺糸裾素懸威胴丸 1領 伝鶴姫着用 | - 熏韋威胴丸（大破） 1領 昭和44年6月20日指定 - 黒韋威胴丸（大破） 1領 昭和44年6月20日指定 （腹巻） - 色々威腹巻 兜、喉輪、大袖付 1領 - 藍韋威胸白紅白腹巻 大袖付 1領 - 色々威腹巻 喉輪、大袖付 1領 - 藍韋威胸白紅白腹巻 大袖付 1領 - 藍韋威腹巻 兜、大袖付 1領 - 色々威鉄腹巻 籠手付 1領 - 藍韋威胸紅白紅腹巻 1領 - 色々威裾萌黄素懸腹巻 1領 - 藍韋威胸紅白紅腹巻 1領 - 熏韋威胸紅浅葱糸腹巻 1領 - 藍韋威胸紅白腹巻 1領 - 熏韋威腹巻 2領 - 熏韋威腹巻（大破） 1領 昭和44年6月20日指定 - 鉄腹巻（かなはらまき）6領 - 茶糸素懸威鉄腹巻 兜、頬当、袖、籠手付 1領 - 萌黄糸素懸威鉄腹巻 1領 - 紫糸素懸威鉄腹巻 壺袖付 1領（大破） 昭和44年6月20日指定 - 紫糸素懸威鉄腹巻 1領 - 紫糸素懸威鉄腹巻 1領（大破） 昭和44年6月20日指定 - 紫糸素懸威鉄腹巻 1領（大破） 昭和44年6月20日指定 （その他武器武具類） - 紺糸威膝鎧 1双 明治34年3月27日指定 - 白綾威二十四間四方白星兜 1頭 明治34年3月27日指定（昭和44年6月20日分割指定） - 兜 6頭（明細は後出） 明治34年3月27日指定（昭和44年6月20日分割指定） - 大袖 7双（明細は後出） 明治34年3月27日指定（昭和44年6月20日分割指定） - 鍍金大前立 3種 明治34年3月27日指定 - 革箙（かわえびら） 1腰 伝和田小太郎義盛奉納 昭和34年6月27日指定 - 三島明神奉納武器類 昭和41年6月11日指定 薙刀、弓、蒙古軍使用武具類などの一括指定。指定物件の明細は後出。 |

 工芸品（その他）
- 銅製水瓶 2箇 伝平重盛奉納　明治34年3月27日指定
- 木造扁額 額文「日本総鎮守大山積大明神」 1面 伝参議藤原佐理奉納　昭和12年8月25日指定
- 亀甲繋散蒔絵手巾掛 1基　昭和34年6月27日指定

書跡典籍・古文書
- 大山祇神社法楽連歌 274帖 附安永六年八月十三日整理目録1巻 - 同社に奉納された法楽連歌の遺品。文安2年（1445年）から万治3年（1660年）まで折紙の原装のまま、215年間の長きに渡りまとまって伝存するのは極めて稀である。また、詠者も大祝家の人々のみならず、河野氏や越智氏の歴代や、当時の庶民の連歌懐紙も含まれ、大山祇神社に対する人々の広い信仰をうかがい知ることが出来る[15]。昭和47年5月30日指定
- 大山祇神社三島家文書 210通（16巻、2幅、10通）[16]平成24年9月6日指定

※観光案内書等に「大山祇神社には全国の国宝・重要文化財指定の武具・甲冑類の8割以上がある」とする資料が多いが、「8割以上」は誤りで、2012年現在国宝・重要文化財に指定されている武具類のうち大山祇神社所有品は約4割である。
「三島明神奉納武器類」のうち

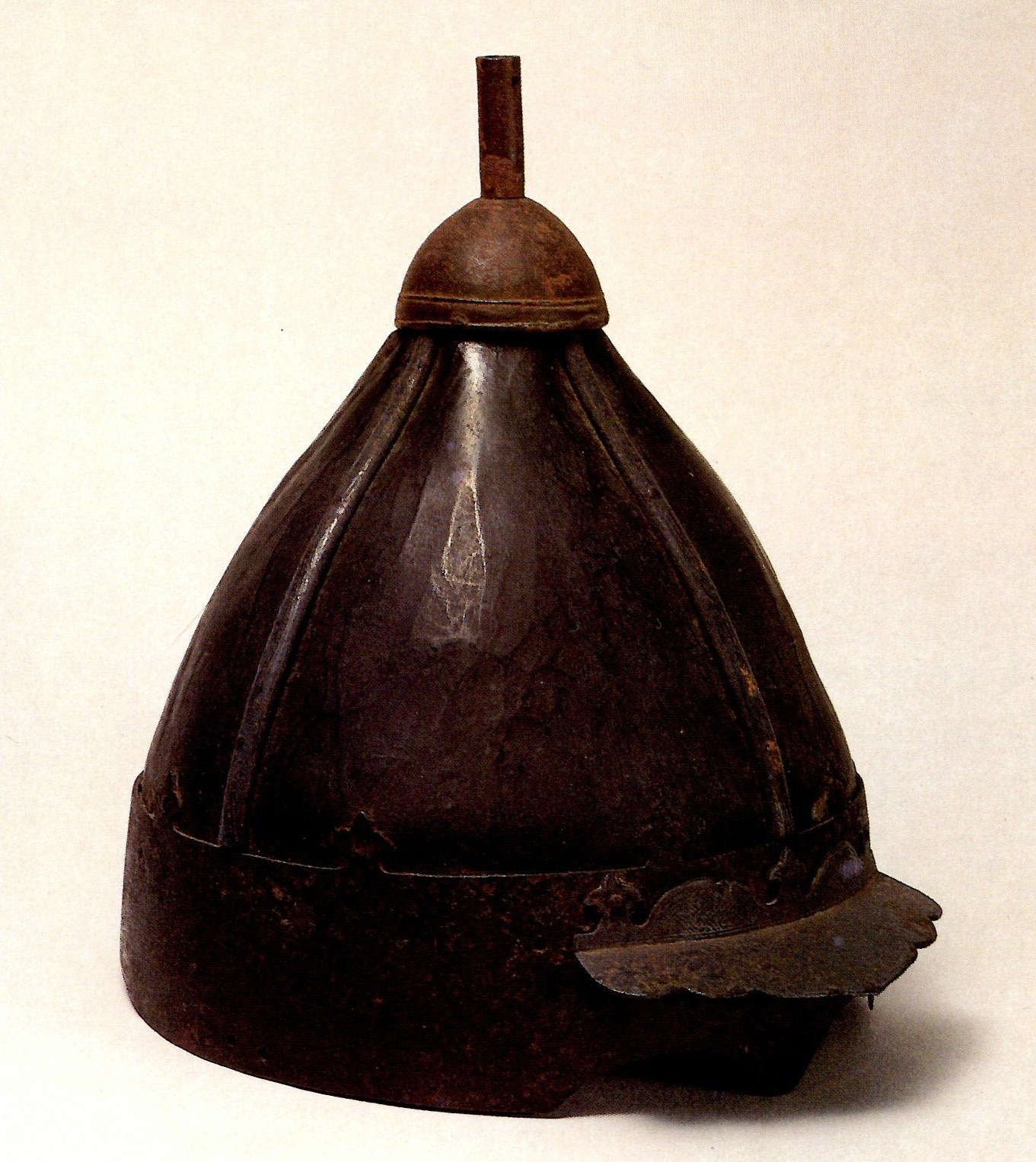
黒漆塗革張冑鉢（元時代）
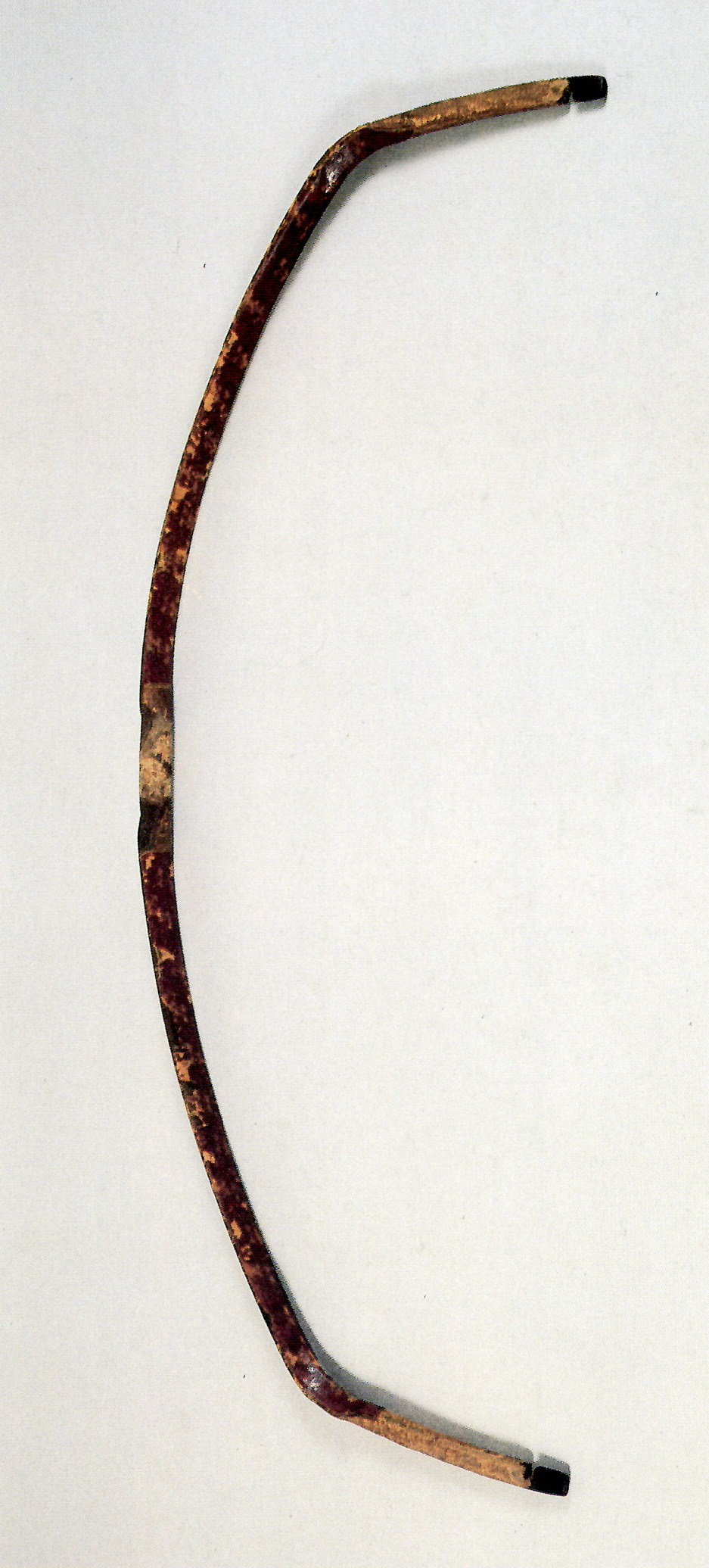
鯨鬚張半弓（元時代）
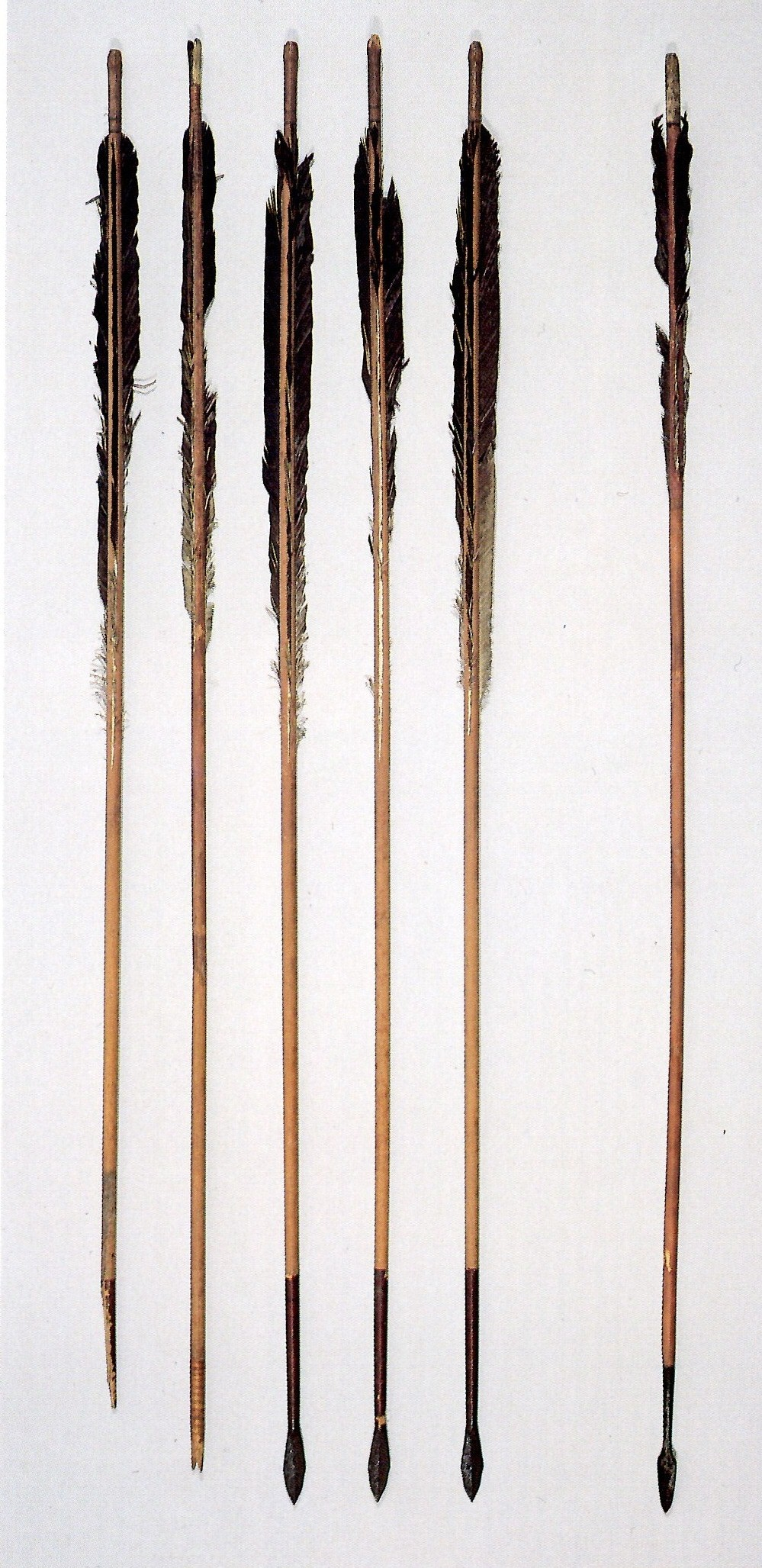
木箆箭（元時代）
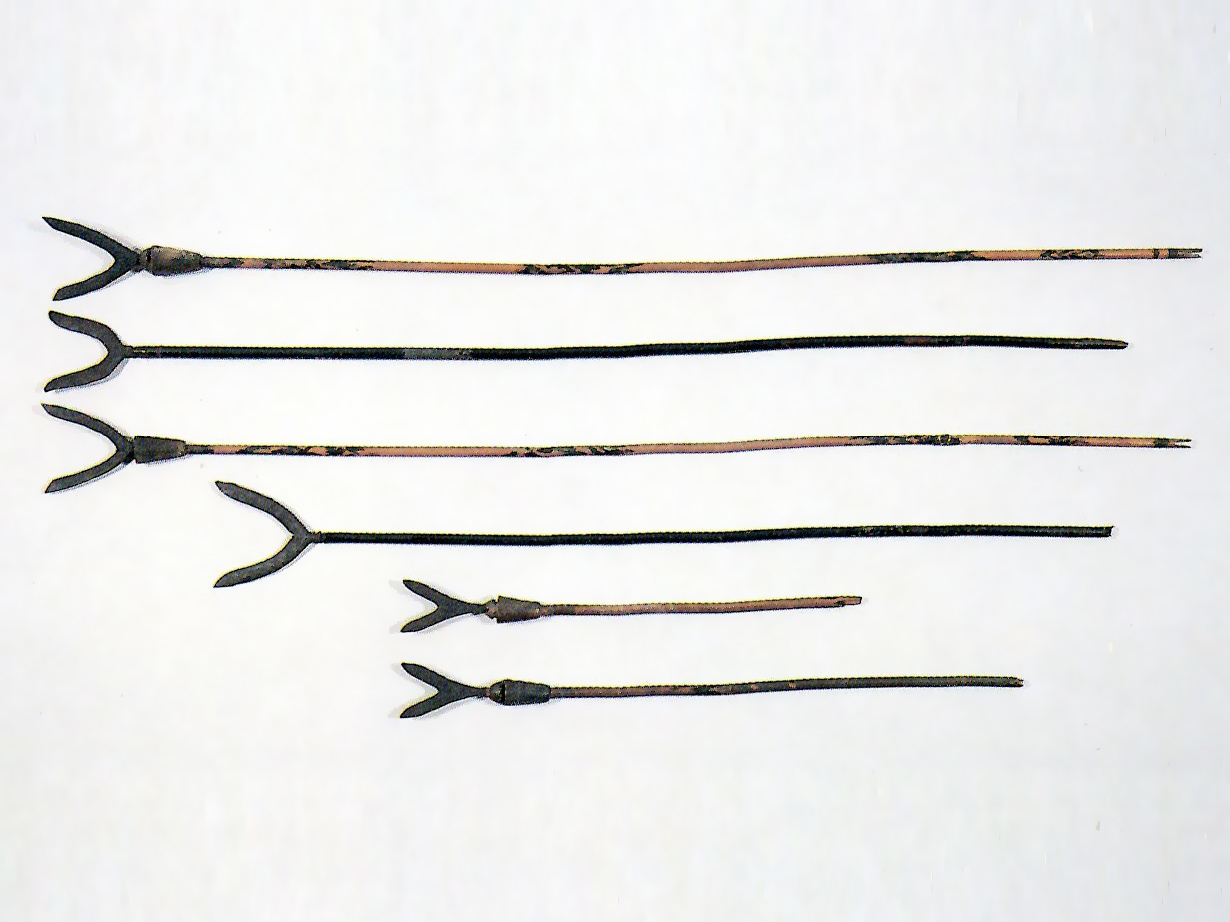
雁股箭（鎌倉 - 南北朝時代）
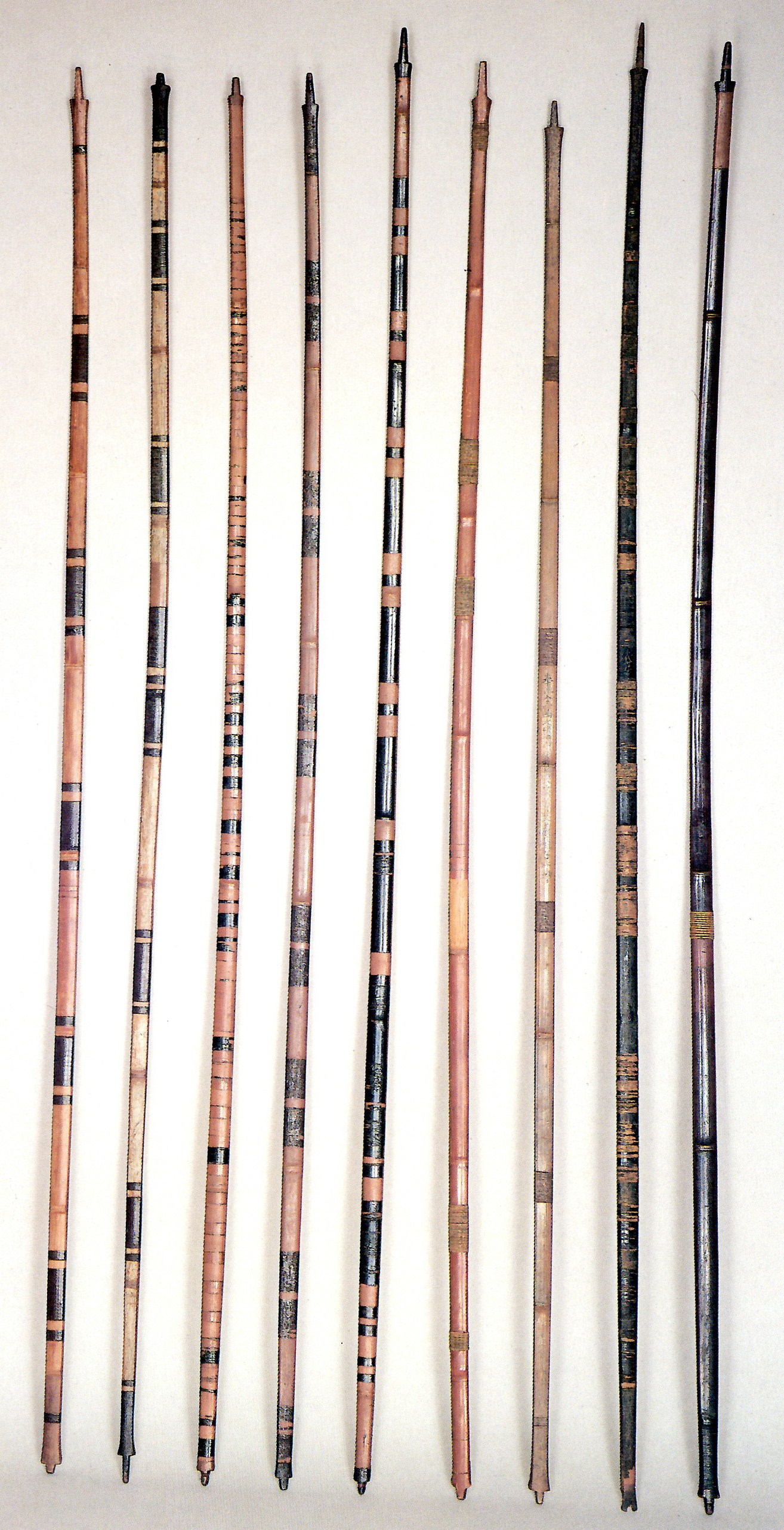
和弓（鎌倉 - 南北朝時代）[注 9]

「木造御神像17躯」の明細
- 大山祇命（おおやまつみのみこと）坐像
- 中山祇命（なかやまつみのみこと）坐像
- 麓山祇命（はやまつみのみこと）坐像
- 正鹿山祇命（まさかやまつみのみこと）坐像
- 䨄山祇命（しぎやまつみのみこと）坐像（「しぎ」の漢字は篇の上部が「今」、下部が「酉」、旁が「隹」）
- 磐裂命（いわさくのみこと）坐像
- 倉稲魂命（うがのみたまのみこと）坐像
- 磐長姫命（いわながひめのみこと）坐像
- 木之花佐久夜毘売命（このはなさくやひめのみこと）坐像
- 大禍津日神（おおまがつひのかみ）坐像
- 猿田彦命（さるたひこのみこと）坐像
- 闇龗命（くらおかみのみこと）坐像（「おかみ」の漢字は「雨冠」の下に「口」を3つ横に並べ、その下に「龍」）
- 大直日神（おおなおびのかみ）坐像
- 火須勢理命（ほすせりのみこと）坐像
- 日子火々出見命（ひこほほでみのみこと）坐像
- 大直日神坐像
- 大雷神（おおいかづちのかみ）坐像

「兜6頭」の明細
- 黒韋威二十間筋兜 1頭
- 藍韋威二十八間筋兜 1頭
- 白綾威裾藍韋十四間筋兜 1頭
- 藍韋威肩白十二間筋兜 1頭
- 紫韋威三十二間筋兜 1頭（昭和44年6月20日追加指定）
- 鳶兜 1頭

「大袖7双」の明細
- 色々威大袖 1双
- 熏韋威肩白大袖 1双
- 藍韋威腰萌黄大袖 1双
- 白綾威大袖 1双
- 紫韋威大袖 1双
- 洗韋威大袖（四段以下欠） 1双
- 金小札紅糸威腰浅葱大袖 1双

「三島明神奉納武器類」の明細
- 三島神紋流旗 1旒（りゅう） 伝河野通信奉納
- 薙刀 7口
  - 薙刀 銘備前国岩戸庄地頭左兵衛尉源吉家 元徳二年十二月日 一
  - 薙刀 無銘 五
  - 長巻 銘宗吉 一
- 弓 9張
  - 黒漆塗二引重籐弓 一 正中二十一廿一の銘がある
  - 吹寄籐弓 一
  - 赤漆塗重籐弓 一 伝鎮西八郎為朝奉納
  - 塗籠所糸巻弓 一 貞治二年十一月二十二日の墨書銘がある
  - 塗籠重糸巻弓 一
  - 塗籠匂糸巻弓 二
  - 黒漆塗二引重糸巻弓 一
  - 塗籠二引樺巻弓 一
- 箭（や） 55隻
  - 征箭（そや） 四十五 内一双の鏃（やじり）に国益の銘がある
  - 中差箭 四 内二双の鏃に与州国益の銘がある
  - 雁股箭 六
- 黒漆塗革張冑鉢 1頭
- 鯨鬚張半弓 1張
  - 附 木箆箭 5隻

### 国の天然記念物
- 大山祇神社のクスノキ群 - 昭和26年6月9日指定。

### 愛媛県指定文化財
- 有形文化財
  - 上津社社殿（建造物） - 室町時代、応永年間（1394年-1428年）の再建と推定。昭和29年11月24日指定[10]。
  - 十七社社殿（建造物） - 室町時代、永和4年（1378年）の再建と伝わる。昭和29年11月24日指定[11]。
  - 神輿 3基（建造物） - 室町時代中期の作と伝わる。昭和29年11月24日指定[17]。
  - 長柄銚子（工芸品） - 室町時代初期の作といわれる。昭和34年12月15日指定[18]。
- 無形民俗文化財
  - 一人角力 - 昭和39年3月27日に愛媛県指定無形文化財に指定、昭和52年1月11日に指定替え[19]。
- 名勝
  - 御串山 - 昭和43年3月8日指定[20]。
- 天然記念物
  - 生樹の門（クスノキ） - 所有者は小見山部落。昭和26年11月27日指定[21]。

### 今治市指定文化財
- 有形文化財[22]

  - 大般若経 221巻（典籍） - 昭和55年2月7日指定。

### 甲冑用語説明
指定文化財の名称を理解するために、必要最小限のものについて略説。
- 鎧（よろい）、胴丸（どうまる）、腹巻（はらまき）

これら3つは中世以前に盛行した日本甲冑の主要形式である。「鎧」は「大鎧」（おおよろい）、「式正の鎧」（しきしょうのよろい）とも言い、武将などが着用した馬上戦用の鎧であり、「胴丸」「腹巻」はいずれも南北朝時代以降に盛行したもので、「鎧」よりは簡便な構造形式になる。それぞれの詳しい構造形式等についてはリンク先を参照。
- 袖（そで）

両肩・上腕部を護る防具で、甲冑本体と同様の材料・技法で作られる。形状により大袖、壷袖などに分けられる。
- 威（おどし）

甲冑の主要な構成要素である小札（こざね、鉄板または練革製の小板）を組糸や韋（かわ）で縦方向に連結することを「威す」と言う。「威」の語源は「緒通し」、すなわち、小札に開けられた孔に緒を通すところから来ていると言われる。糸や韋の色によって「白糸威」「紫韋威」「藍韋威」「紫糸威腰赤」「藍韋威胸紅白」など、さまざまな名称が付けられる。
- 韋（かわ）

甲冑の各所に用いられている鹿のなめし革を指す場合「韋」の字を用いるのが通例となっている。威糸のほか、兜の吹き返しなどの鉄板を包むのにも用いられている。
- 熏韋（ふすべかわ）

鹿のなめし革をわら、松葉などを焼いた火であぶって茶色に染めたものを指す。
- 褄取（つまどり）

単色の威の褄（隅の部分）を三角形に区切り、その部分のみに別色を用いた装飾方法を指す。「白糸威褄取」のように用いる。
- 腰取（こしとり）

単色の威の中に1箇所のみ水平に別色を用いたものを指す。
- 沢瀉威（おもだかおどし）

威の種類の1つで、中央部分に二等辺三角形状に別色の糸を用いるもの。
- 素懸威（すがけおどし）

威糸をまんべんなく並べる「毛引威」に対して、要所のみを威す方法を指す。中世末期以降の甲冑製作技法の進歩によって行われるようになった。
- 筋兜（すじかぶと）

縦長の鉄板を複数枚張り合わせて作った兜のうち、張り合わせ部分に補強と装飾を兼ねて筋を立てたものを指す。筋の数によって「二十八間筋兜」「三十二間筋兜」などと称する。

## 現地情報

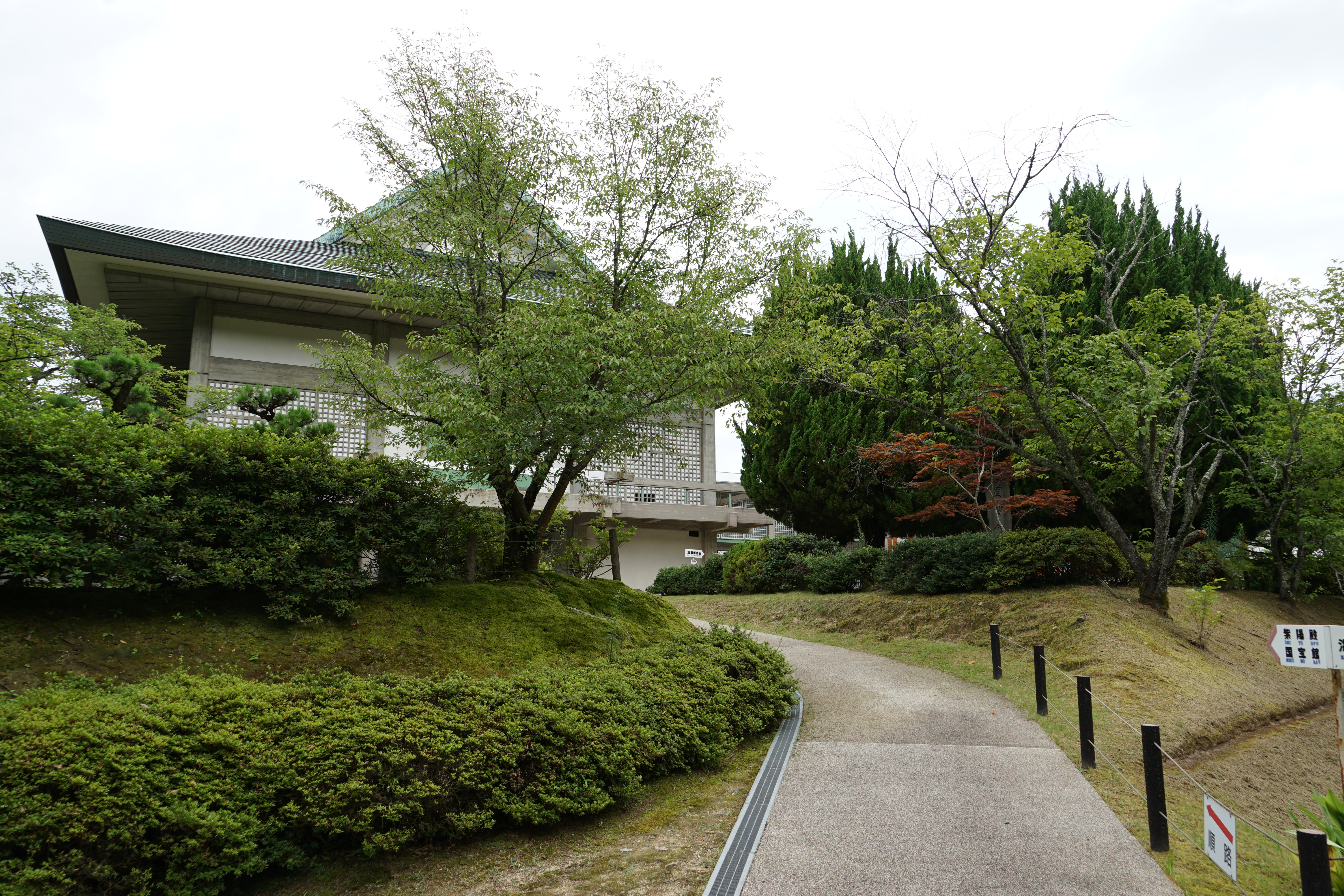
紫陽殿

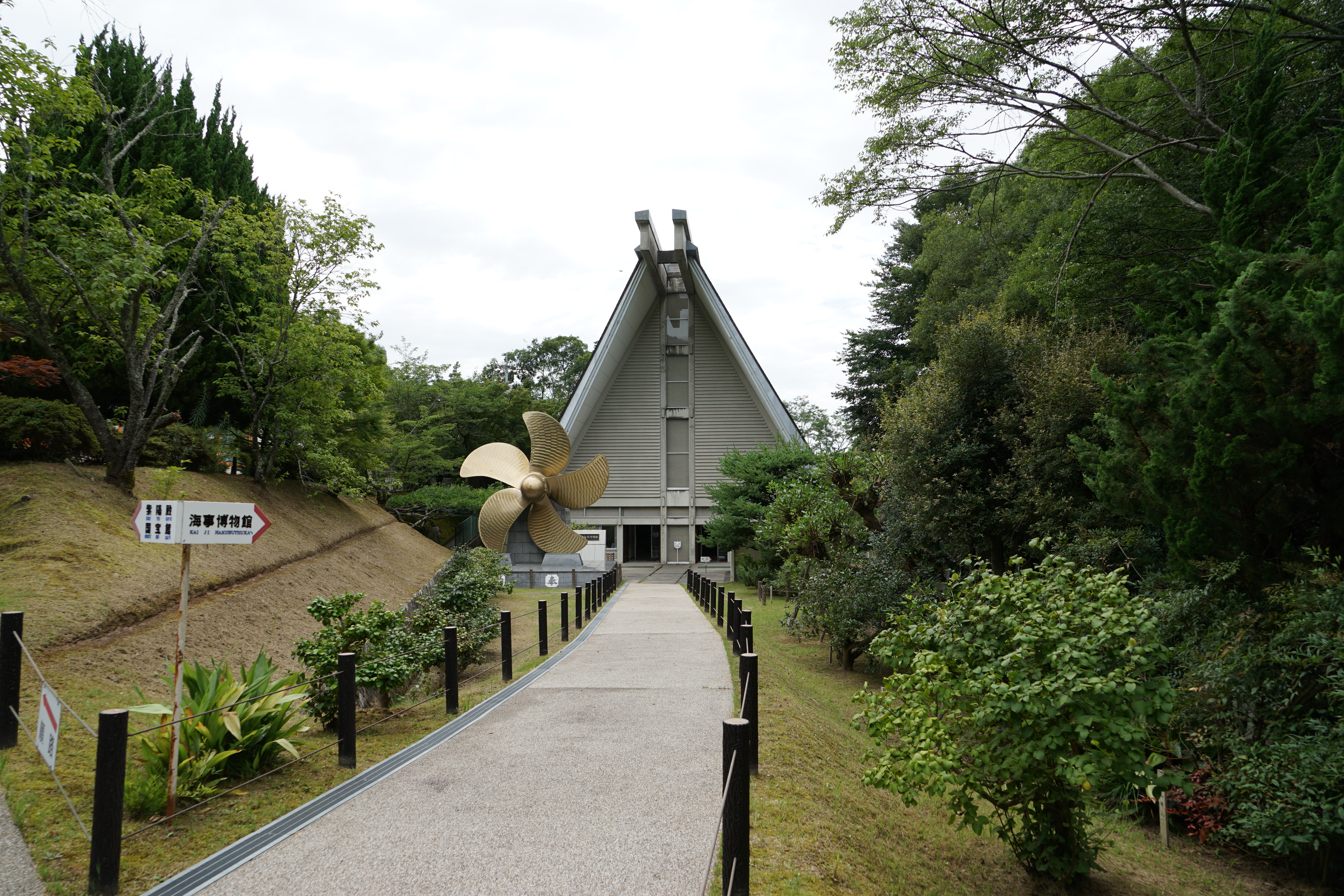
大三島海事博物館
（葉山丸記念館）

所在地
- 愛媛県今治市大三島町宮浦3327番地

付属施設
- 紫陽殿・国宝館
国宝・重要文化財含め、奉納された鎧・兜・刀剣類を展示。
- 海事博物館
昭和天皇の採集船である葉山丸を中心に、瀬戸内の動植物や全国の鉱山から奉納された鉱石を展示。
- 開館時間 8:30-17:00。料金 各館共通で大人1000円。

交通アクセス
- バス
  - 瀬戸内運輸・瀬戸内海交通バスで「大山祗神社前」バス停下車 （下車後徒歩すぐ）
今治駅や松山市駅（瀬戸内運輸特急便の一部のみ）などを結ぶ瀬戸内運輸特急便・瀬戸内海交通急行便のほか、瀬戸内海交通の路線バス（宮浦港と出走を結ぶ路線）が停車する。
- 車
  - しまなみ海道（西瀬戸自動車道） 大三島IC - 西へ約4km。
- 東京から列車、バスで行く場合（一例）

　　①東京駅～福山駅（広島県福山市）：東海道・山陽新幹線
　　②福山駅～大三島バスストップ：高速バス
　　③大三島バスストップ～大山祗神社前：路線バスあるいはタクシー　